# Palais des Conservateurs
Le palais des Conservateurs (en italien Palazzo dei Conservatori ) est un édifice de la Renaissance italienne située sur la place du Capitole à Rome, à côté du Palais sénatorial et en face du Palais Neuf. Le palais des Conservateurs et le palais Neuf, avec le Tabularium, constituent actuellement le site d'exposition des musées du Capitole, parmi les musées romains les plus représentatifs et les plus visités.
Les Conservateurs du sénat et du peuple de Rome, actifs entre le XIIIe siècle et l'année 1870 marquant la fin de la domination papale sur la ville, constituaient le gouvernement de la ville « laïque » de Rome, aujourd'hui comparables à des magistrats élus. Ils étaient en conflit constant avec le gouvernement de l'Église catholique pour la suprématie dans la ville. À l'époque de l'Empire romain, le triomphe romain se terminait sur la place du Capitole où se situait l'entrée du forum.
Au Moyen Âge, le palais des Conservateurs était le siège de la justice. Dans la salle des Horaces et des Curiaces, le 25 mars 1957, la Belgique, la République fédérale d'Allemagne, la France, l'Italie, le Luxembourg et les Pays-Bas signent le Traité établissant une constitution pour l'Europe (Traité de Rome) instituant la Communauté économique européenne et la Communauté européenne de l'énergie atomique.

## Histoire

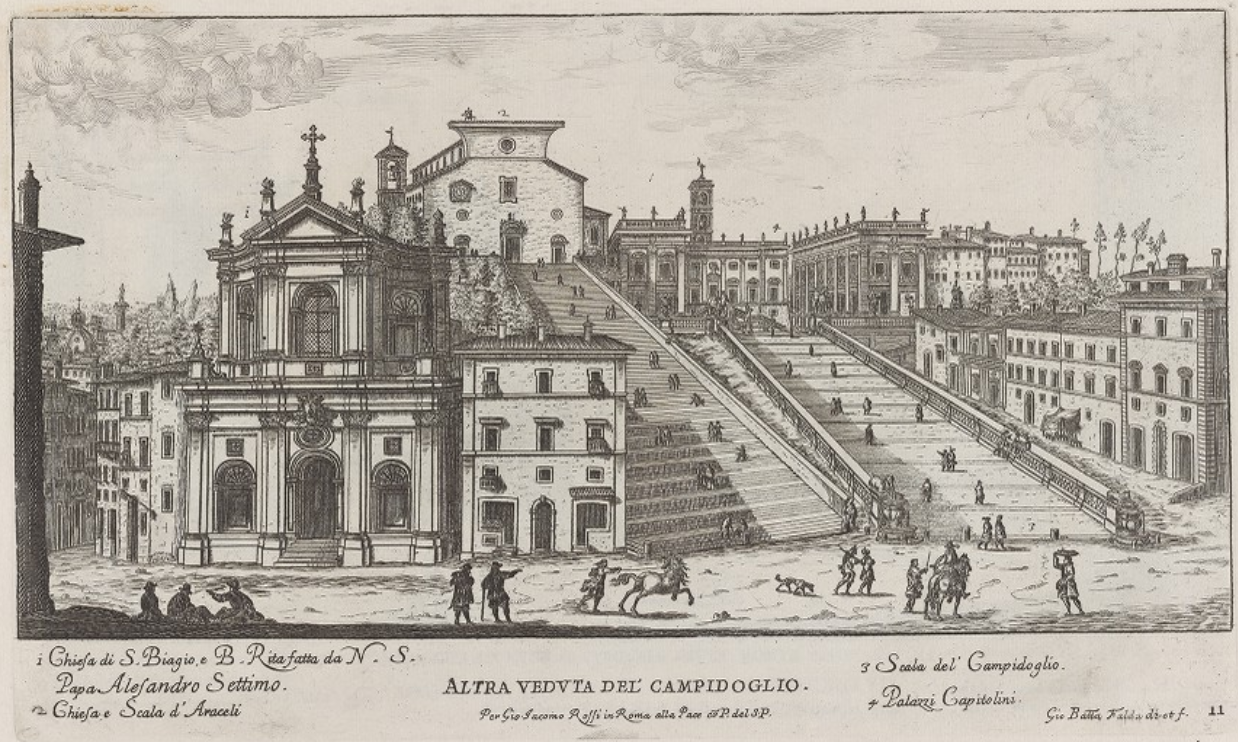
Giovanni Battista Falda, Védute du Capitole (1665).

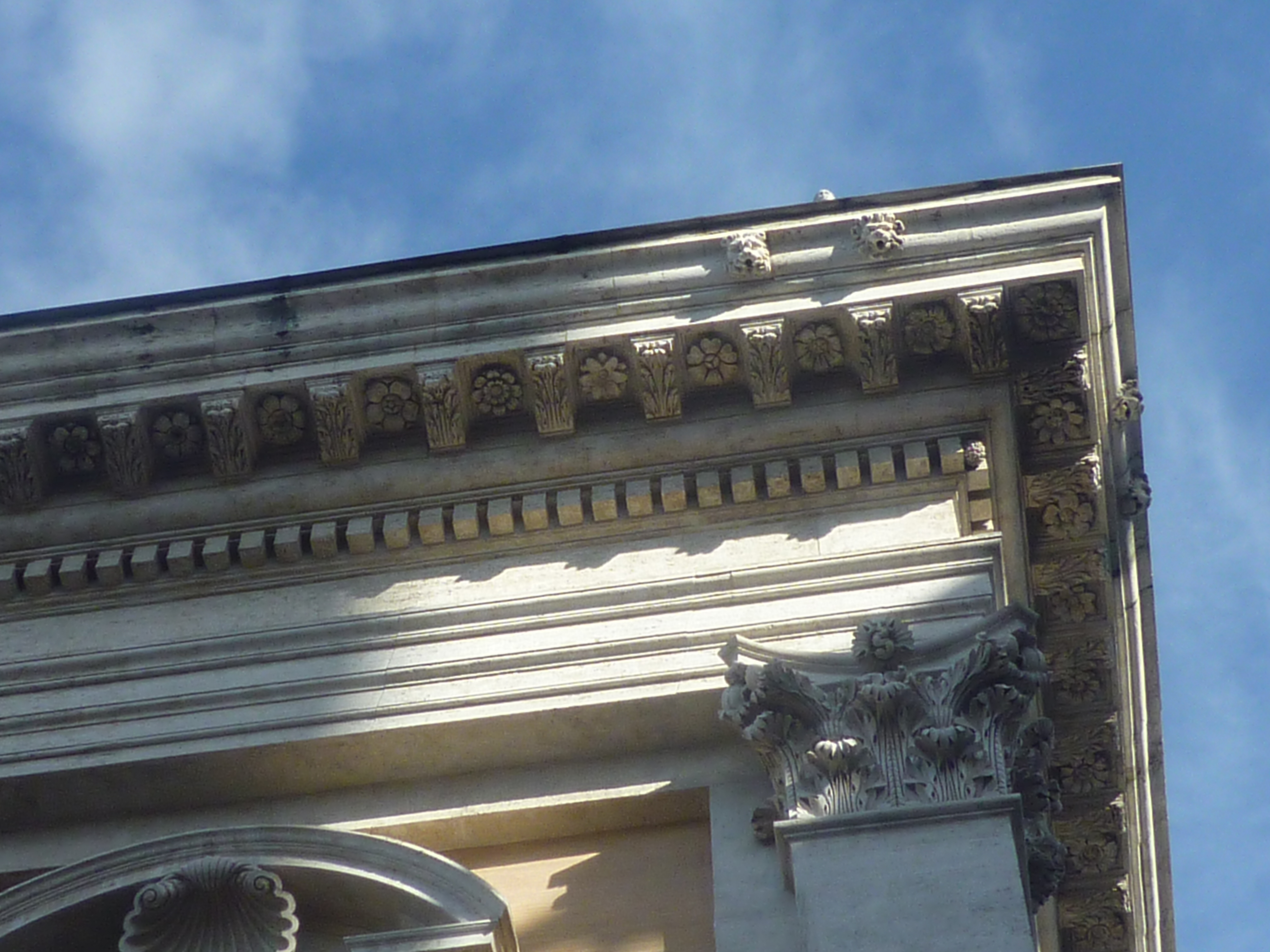
Détail.

### Magistrature des Conservateurs
L'édifice doit son nom au fait d'avoir été, presque sans interruption pendant quatre siècles, le siège de la magistrature civile élective de la ville, les Conservateurs, qui étaient assignés par les statuts communaux, à partir de 1363 au moins, pour assister le Sénateur dans le gouvernement de la ville.
La magistrature des Conservateurs joue un rôle central dans l'administration municipale à partir du milieu du XIVe siècle. Expression d'une classe municipale formée par la noblesse locale, qui possède des terres aux environs de la ville, et par les « bovattieri » enrichis par le commerce des denrées alimentaires, cette magistrature revendique fermement son autonomie, du moins administrative, par rapport au pouvoir central lié à la Curie romaine. Les Statuts de la ville de Rome, publiés en 1363, reconnaissent aux Conservateurs leur autonomie sur le plan financier et économique, mais aussi un pouvoir de contrôle sur les décisions du Sénateur. Ils président notamment la Camera Urbis, administrent et contrôlent les douanes et les impôts municipaux. Ces statuts leur confèrent aussi la faculté de créer d'autres magistratures et offices à l'intérieur de la structure municipale, comme les « caporioni » à qui sont confiés le maintien de la paix civile, et les magistri viarum chargés du respect des dispositions relatives aux règles d'urbanisme. Les Conservateurs tiennent dans leur palais des réunions du Conseil Public et du Conseil Secret, assemblées auxquelles participent les représentants du corps municipal et des magistratures capitolines.
La charge de Gouverneur de la ville de Rome crée sous le pape Eugène IV, émanation directe du pouvoir pontifical, finit par disqualifier les magistratures capitoline qui perdent leur pouvoir réel au cours de décennies suivantes : tout en continuant à exister, elles finissent par ne plus assumer, durant de longs siècles, qu'un rôle purement formel.
Au moins depuis le XIVe siècle, le lieu est occupé par les Banderesi, les capitaines de la milice communale organisés en « felice societadei balestrieri e pavesati » (arbalétriers et porteurs de pavois).

### Palais médiéval
Jusqu'au XVe siècle, la façade de l'édifice est caractérisée par un long portique dont les arcs reposent sur des colonnes, et sous lequel s'ouvrent les sièges des corporations des arts et métiers. La partie haute de la façades se caractérise par une série continue de fenêtres à croisées qui éclairent les salles principales du premier étage. Les extrémités sont occupées par des loggias à ouvertures bifores en direction de la place. Une loggia à trois arcs s'ouvre également sur la façade donnant sur le Champ-de-Mars. La cour est accessible depuis la place par un portique ; un document en certifie l'agrandissement en 1522. Sur le côté droit, une série d'arcs en ogive la mettent en communication avec une salle latérale, premier siège du « statuario » du Capitole. Un escalier à volée unique conduit au premier étage.
Le palais actuel est construit par Nicolas V vers le milieu du XVe siècle pour souligner le pouvoir du pape et sa supériorité sur les autorités civiques. A la fin du siècle, avec la donation des bronzes par Sixte IV en 1471, et avec la commission du premier cycle important de fresques des salles de représentation, dans le courant de la première décennie du XVIe siècle, le palais connait un profond renouveau décoratif et artistique qui culmine avec la restructuration opérée par Michel-Ange.

### Travaux de Michel-Ange
En 1537, Michel-Ange commence les travaux de restructuration de la place du Capitole (Rome) avec la création de trois palais, le palais des Conservateurs, le palais Neuf (Rome) et le palais sénatorial. Il réorganise la place du Capitole avec notamment le déplacement de la statue équestre de Marc Aurèle depuis le palais du Latran jusqu'à cette place, ainsi que la construction de la façade du palais des Conservateurs, mais il ne verra pas son œuvre achevée. La nouvelle façade est conçue par Michel-Ange qui redessine ensuite la place devant elle.
Le palais des Conservateurs s'oppose par le type au palais Sénatorial : bâtiment large, relativement bas, à deux étages, soubassement ouvert en arcade continu sur colonnes. Derrière se trouvent les locaux des corporations communales et, à l'étage supérieur, les pièces administratives et les salles de réunion. Dans les védutes, l'édifice laisse une impression légèrement négligée, et le désir de plus de magnificence est sans doute général. Le projet de Michel-Ange ne porte pas seulement sur la façade, mais aussi sur la structure générale du bâtiment, à l'inclusion de la cour intérieure et de l'escalier.
Le 11 mars 1563, après inspection du site, Paul IV demande le début des travaux sur la nouvelle construction. Le 8 juin, la travée droite de l'ancienne façade est démolie et les fondations du pilier d'angle droit de la nouvelle construction sont jetées. Le 26 juillet, Guidetto Guidetti est nommé chef de chantier de Michel-Ange; le 10 décembre il reçoit un paiement pour des dessins et divers travaux sur le palais. Le 13 février 1564, Michel-Ange meurt, les travaux sont poursuivis par Guidetto Guidetti qui meurt à son tour à l'automne. Le 12 décembre, Giacomo della Porta lui succède, à qui des paiements sont attestés en date des 24 août et 31 décembre 1565 pour une maquette en bois des chapiteaux et de l'entablement du grand ordre des colonnes.
Les travaux sont achevés en 1568 par Giacomo della Porta qui a presque fidèlement suivi les plans de Michel-Ange, à l'exception d'une salle de réception plus grande au premier étage et, par conséquent, également d'une fenêtre plus grande que les autres.

## Architecture
Michel-Ange conçoit une architecture en tous points nouvelle, transformant le vieux palais encore de conception médiévale en un édifice de noblesse classique : son idée de base est de remplacer les arcades par un système de piliers architravés dans lequel les colonnes s'entendent comme des éléments porteurs d'appoint. Au niveau de la façade elle-même, vient s'y superposer un ordre de pilastres colossal érigé sur deux niveaux, constituant le premier plan du mur et supportant un entablement supérieur couronné d'une balustrade de statues. Cette façade est inscrite dans un schéma géométrique à deux ordres : l'un d'ordre corinthien, avec les parastades géantes qui parcourent et scandent toute la surface, l'autre d'ordre ionique, pour les colonnes qui soutiennent les voûtes du portique. Dans la cour, du côté de l'entrée, Michel-Ange reprend le schéma de la façade en soulignant plus nettement sa division en deux ordres.
La configuration des deux systèmes peut-être retracée jusqu'au projet pour la basilique Saint-Pierre de Bramante en passant par ceux de Baldassarre Peruzzi et de Raphaël, où elle résidait dans la combinaison entre les grands piliers-pilastres et les colonnes architravées de l'antique basilique vaticane. Mais seul Michel-Ange l'interprète comme une sorte d'ouvrage de force, comme si ses colonnes venaient se presser en renfort des piliers pour supporter le poids de l'étage supérieur. L'entablement intermédiaire court en continu derrière les pilastres, mais est fermement solidaire des profonds encadrements de murs qui le jouxtent. Les maçonneries en briques aujourd'hui dénudées des murs de remplissage de l'étage supérieur étaient autrefois recouvertes d'une couche de travertin.
L'architecture du palais se présente comme une antithèse du vestibule de la bibliothèque Laurentienne : si la tectonique classique pilier/charge y était présenté comme un artifice, ici, l'art est consacré à lui restituer l'apparence naturelle. Le traitement de détail est placé sous le signe de la réconciliation avec l'architecture classique. Le grand ordre des pilastre est corinthien, l'ordre des colonnes est ionique, mais les chapiteaux à festons en feuille de laurier pendant entre les volutes sont des créations du sculpteur Michel-Ange, et les masques figurent une sorte de signature personnelle.

### Façade

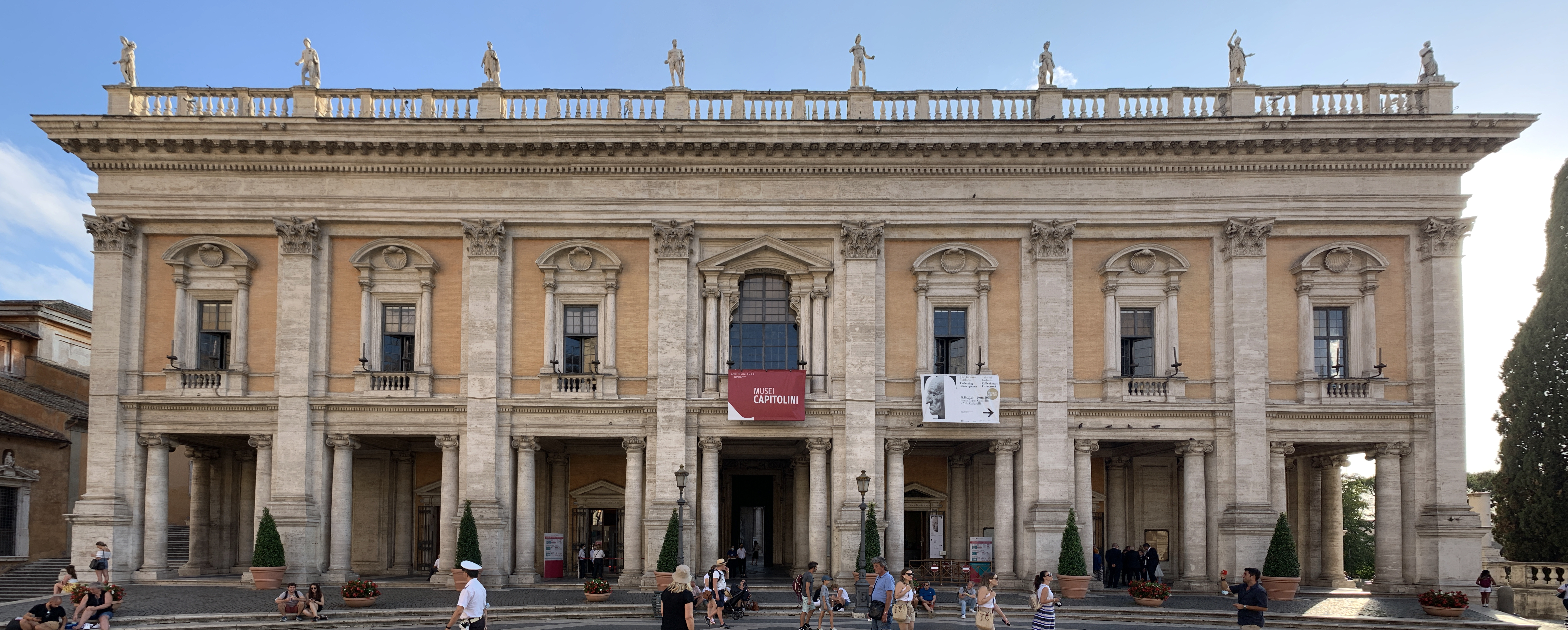
Palais des Conservateurs, façade.

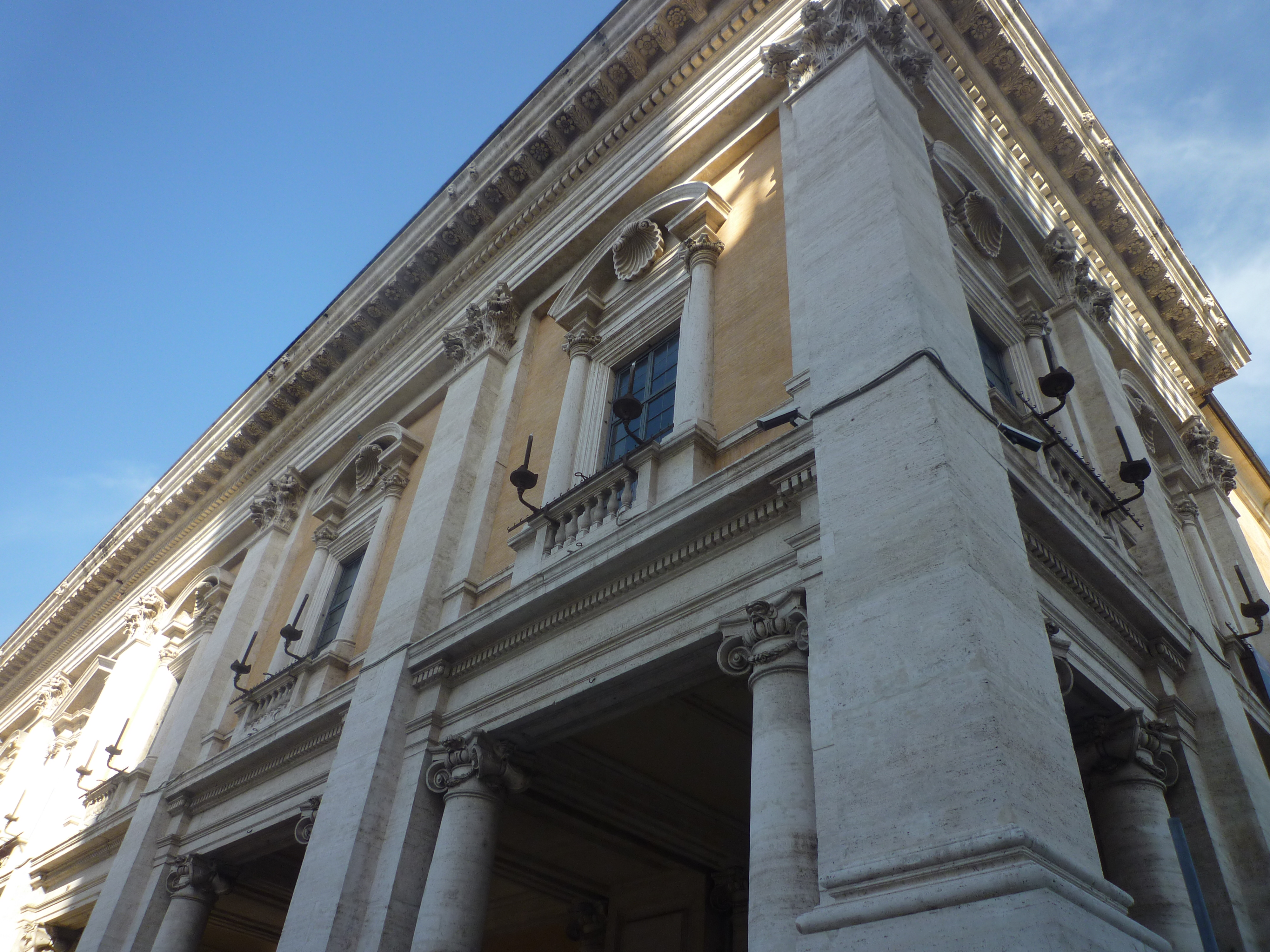
détail.

Michel-Ange conçoit une façade à ordre colossal supportant un entablement et une corniche énormes avec une balustrade ; les travées de la façade entre les pilastres géants comportent une loggia ouverte en bas et de grandes fenêtres au-dessus, soit du solide au-dessus d'un vide. Chaque ouverture de la loggia est encadrée d'un ordre de colonnes, dont l'entablement forme la base sur laquelle repose l'ordre encadrant la grande fenêtre du dessus ; un ordre mineur est donc enfermé dans un ordre plus grand. Les pilastres géants sont soutenus par des éléments d'encadrement : le dégradé habituel de l'artiste est présent ici aussi. Sur le mur du fond de la loggia, de grandes portes à fronton correspondent aux fenêtres de l'étage supérieur ; les frontons sont alternés, surbaissés et encadrant de grosses coquilles au-dessus, triangulaires en dessous. Ces portes sont placées entre les colonnes reprenant l'ordre de l'extérieur de la loggia : chaque élément contribue donc à la cohérence de l'ensemble.
Les édicules de l'étage supérieur qui manquent plutôt d'inspiration, ont vu le jour sous la direction de Guidetti.
Della Porta termine la façade à son idée : il est l'auteur des chapiteaux et de l'entablement du grand ordre des pilastres ; il perce la fenêtre protobaroque centrale, sans doute prévue pour être de même taille que les autres, et place au-dessus de l'énorme ouverture un fronton triangulaire serré entre les pilastres l'encadrant, rompant ainsi la régularité des travées, ce qui était contraire aux intentions de Michel-Ange.
Une certaine monotonie participe de fait des caractéristiques de cette façade : les proportions générales étirées dans la largeur étaient imposées par l'ancien bâtiment, mais les différentes travées sont frappantes par leur effet exagérément large, comme si elles étaient écrasées par le poids des entablements. Peut-être Michel-Ange voulait-il souligner le contraste avec la haute construction du palais Sénatorial, ou peut-être pensait-il que dans la configuration globale de la place, les palais latéraux étaient perçus en raccourci, leur vue purement frontale étant l'exception.

### Portique et porche
Le système architrave sur piliers se poursuit à l'intérieur du portique et sous le porche donnant accès à la cour intérieure. Il y forme des cellules carrées couvertes de caissons, les colonnes d'accompagnement à demi engagées dans le mur se dressent dans des gorges. L'ensemble est d'un effet solide mais problématique d'un point de vue statique, dans la mesure où les poutres en pierre n'ont qu'un faible coefficient de flexion. Andrea Palladio, qui essaya une construction analogue au palais Chiericati à Vicence, utilisa des poutres en bois pour l'architrave. Dans le cas du palais des Conservateurs, il fallut ajouter des constructions d'appoint (arcs de décharges noyés dans la maçonnerie de la façade, agrafes en fer dans les portiques) pour parer à toute rupture.

### Cour

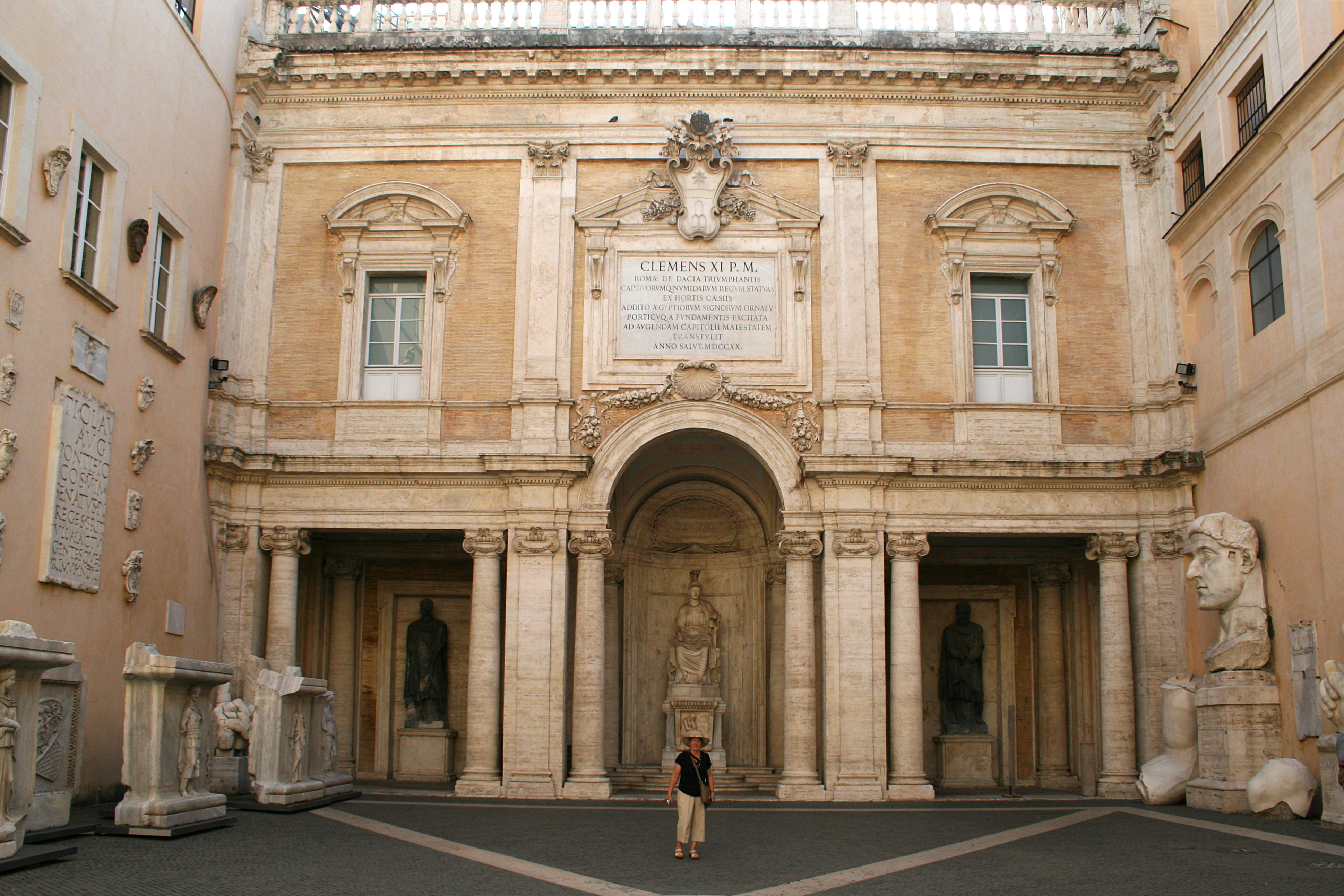
Cour du Palais des Conservateurs.

Dans la phase précédant celle actuelle, la cour avait des proportions très différentes ; plus spacieuse vers la façade en raison de l'absence du portique intérieur, elle présentait à droite un profond portique à arcs brisés en briques, soutenu par des colonnes de granit à chapiteaux ioniques de travertin et des bases également en travertin, qui permettaient d'accéder aux chambres du Capitaine des Appellations (le juge d'appel) et du Consulat des Boattieri. Un mur permettait de soutenir le sol derrière la colline, coupé pour augmenter la superficie, là où se terminait le portique.
La façade intérieure, sans fenêtres, avait une haute base sur laquelle avaient été placés les fragments du Colosse de Constantin et la statue d'Hercule en bronze doré. Un escalier extérieur s'adossait au mur de gauche, semblable à celui de nombreux palais nobles. Il est probable que les trois reliefs auréliens (Sacrifice dans le Temple de Jupiter capitolin, Triomphe de Marc-Aurèle et Des barbares agenouillés devant Marc-Aurèle) aient été placés sur le mur de cet escalier en 1515, déjà à l'église Santi Luca e Martina, au-dessus de laquelle il y avait une loggia appuyée par trois colonnes de granit menant aux appartements.
Au centre de la cour se trouvait une citerne, modifiée en 1522 par un architecte dont seul le prénom est connu (Domenico). Le sol est maçonné deux ans plus tard et la citerne est décorée d'un nouveau vase en marbre sur lequel sont gravés les vers : Vas tibi condidimus-pluvia tu, Iuppiter, imple-praesidibusque tuae-rupis adesse velis.
Les fragments des fasti capitolini (les Fastes consulaires et triomphaux), découverts en 1546 sur le Forum romain, sont placés « au fond de la cour », à l'instigation de Michel-Ange, comme le raconte Aldovrandi au milieu du siècle. Les textes ont été incrustés dans un mur de marbre conçu par Michel-Ange et créé par Gentile Delfini, Bartolomeo Marliano et Tommaso dei Cavalieri.
Après leur découverte, les pierres anciennes sont transportées sur la colline et reconstituées dans la cour pour augmenter le prestige historique et la valeur idéale qui leur est inhérente. Michel-Ange décide d'encadrer leur splendeur d'un cadre simple et sobre ; un grand tympan couronne l'ensemble et un édicule à chapiteaux corinthiens souligne les inscriptions centrales.
En 1586, l'emplacement des fasti capitolini est modifié ; toute la structure de Michel-Ange est déplacée dans la salle des anciens fasti qui tire encore aujourd'hui son nom des célèbres inscriptions.
Sous le pontificat de Clément XI, Antonio Specchi modifie l'aménagement du mur du fond : fidèle au projet de Michel-Ange, il augmente la profondeur du portique en créant un espace monumental pour la présentation des prestigieuses sculptures antiques qui venaient d'être acquises de la collection Cesi, Roma (déesse) assise et les figures colossales de Barbares en marbre gris.

### Intérieur
Della Porta modifie l'escalier en supprimant le portique au sommet. La construction de l'escalier monumental et la réorganisation des salles de l'Appartement des Conservateurs, qui oblige à la destruction du cycle des fresques du début du XVIe siècle qui décorait les salles situées du côté de la place, affectent l'intérieur du palais.

## Cour
La cour du palais, à droite de laquelle la trace des anciens arcs en ogive menant à la salle du statuario est toujours visible, a toujours représenté, depuis la première formation des collections d'antiquités capitolines, un lieu privilégié pour la préservation de la mémoire de l'antiquité. Les œuvres qui affluèrent peu à peu dans le palais étaient le signe de la continuité culturelle et temporelle laissée par le glorieux monde antique.

### Statue colossale de Constantin

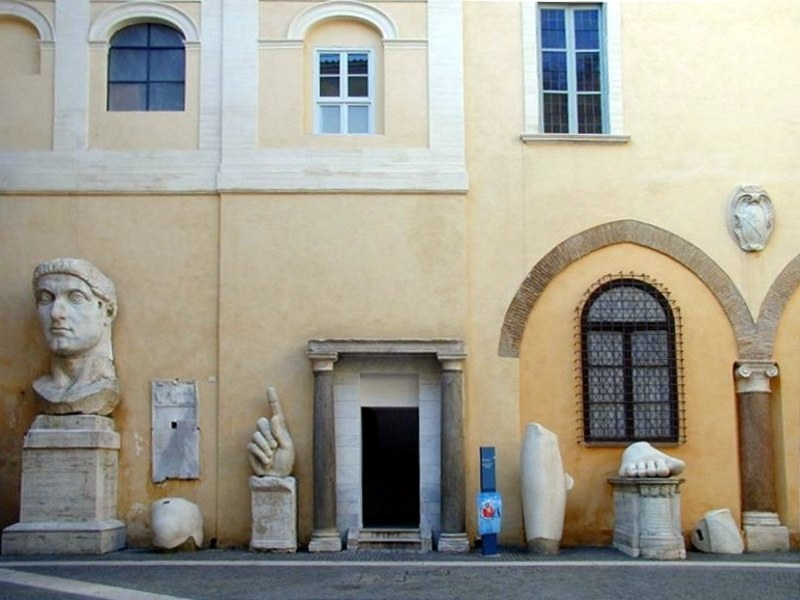
Vestiges de la statue colossale de Constantin.

Sur le côté droit se trouvent les fragments de la célèbre statue colossale de l'empereur Constantin. Ce sont les différentes parties de la grande statue de l'empereur, retrouvée en 1486, sous le pontificat d'Innocent VIII, dans l'abside ouest de la Basilique de Maxence et Constantin dans le Forum Romain, qui a été achevée par Constantin. La statue, qui représentait l'empereur assis sur un trône, selon un modèle se rapportant aux statues de Jupiter (mythologie), a été construite avec la technique de l'acrolithe : seules les parties nues du corps étaient travaillées en marbre, tandis que les autres parties étaient constituées d'une structure porteuse, puis masquée par des draperies en bronze doré ou encore en stuc. La tête, imposante par sa taille, montre les traits nettement marqués du visage : la datation de l'œuvre varie entre 313, l'année de la dédicace de la basilique par Constantin, et 324, lorsque les portraits de l'empereur commencent à apparaître avec une couronne, dont la présence est suggérée par quelques traces à la surface du marbre.

### Reliefs
Sur le côté gauche se trouvent les reliefs avec les provinces (Egypte, Libye, Mésie, Dacie, Gaule, Hispanie et Mauritanie) et les trophées d'armes du temple d'Hadrien sur la Piazza di Pietra, au Champ de Mars. Certains des reliefs, marqués des armoiries des conservateurs, ont été retrouvés à la fin du XVIe siècle, tandis que les autres ont été retrouvés, toujours dans la même zone, à partir de 1883. La série de reliefs, qui montre les personnifications des différentes provinces soumises à l'Empire romain, reconnaissables à leurs attributs spécifiques, a été placée pour décorer le temple consacré en 145 après J.C. d'Antonin le Pieux à son prédécesseur et père adoptif Hadrien, déifié après sa mort : le soin apporté aux relations avec les différentes provinces, qui l'a conduit à de longs voyages à travers l'immense étendue de l'Empire romain, constitue l'une des caractéristiques du règne de Hadrien. Tout le côté droit du temple, avec ses onze colonnes cannelées surmontées d'imposants chapiteaux corinthiens, est conservé sur la Piazza di Pietra incorporée au Palazzo della Borsa (bâtiment de la Bourse).

### Groupe de statues colossales

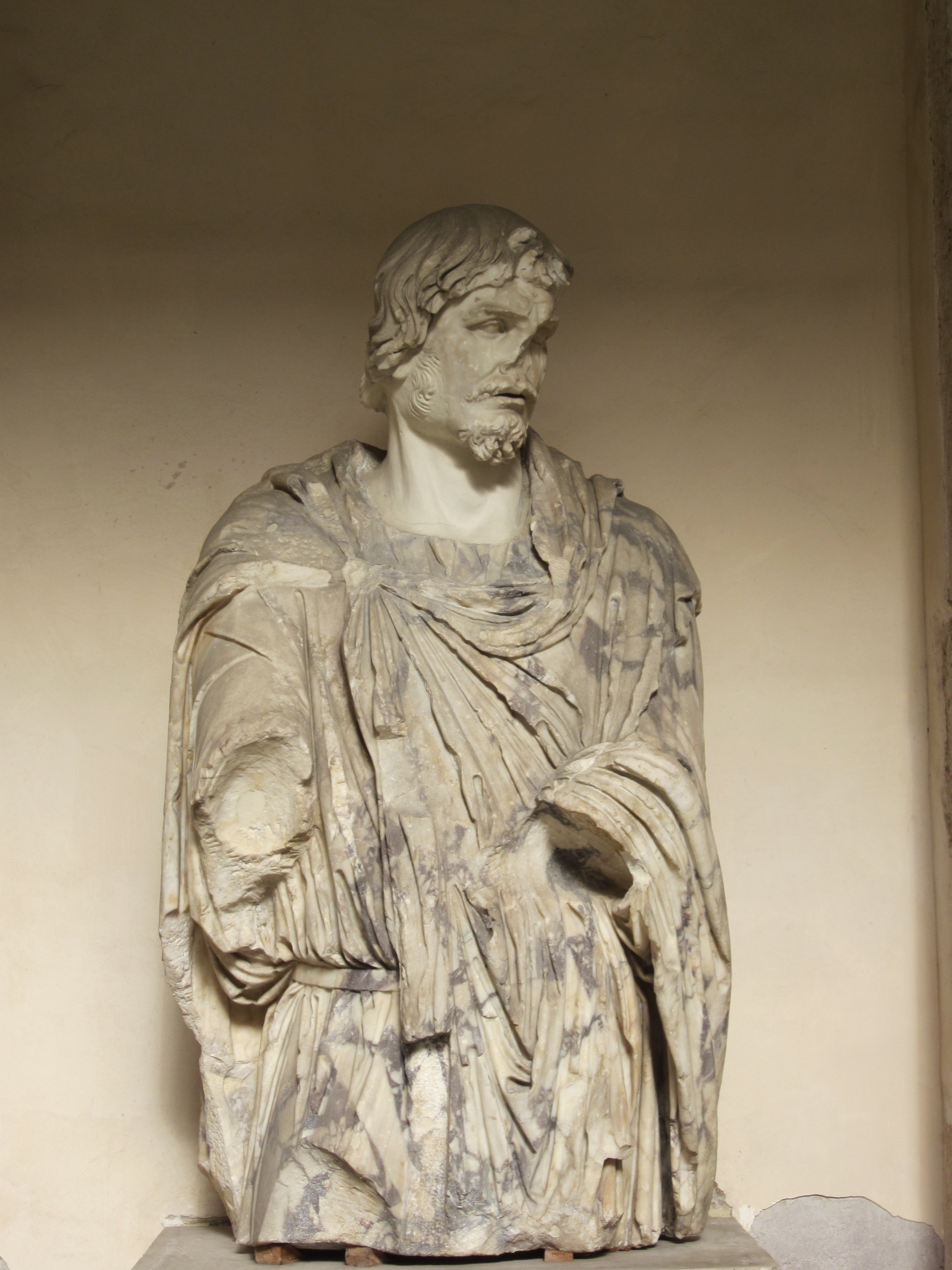
Prisonnier Dace en pavonazzetto.

Au fond de la cour, à l'intérieur du portique construit par Alessandro Specchi, est installé le groupe formé par la statue assise de la déesse Roma et les deux prisonniers en gris brun que Clément XI acheta en 1720 à la collection Cesi. Le groupe, déjà composé sous cette forme, a été reproduit dans des gravures anciennes alors qu'il se trouvait encore dans le jardin de la maison Cesi, à Borgo. La figure centrale, qui représente une divinité assise dérivée d'un modèle du cercle de Phidias, a été transformée en déesse Roma avec l'ajout des attributs typiques de cette personnification ; la statue repose sur un socle orné à l'avant d'un relief représentant une province soumise, provenant probablement du décor d'un arc de triomphe du Ier siècle et deux reliefs avec des trophées.
Les deux figures colossales de Barbares, dont les têtes ont été ajoutées à l'époque moderne, rendues particulièrement précieuses par l'utilisation du rare marbre gris, peuvent être comparées à la série des prisonniers daces créée pour la décoration du forum de Trajan. La statue colossale représentant un prisonnier Dace est faite de deux sortes de marbre : le pavonazzetto, avec des veines violettes de couleur vive pour les parties recouvertes d'un drapé, et le marbre blanc pour les mains et la tête. Les traits du visage, très intenses, reflètent une tristesse pleine de dignité et expriment les émotions du vaincu. Cette œuvre vient de la villa Borghèse. Le fragment d'une statue d'un Dace, placé à côté, fut réutilisé pour la décoration de l'arc de Constantin. Elle fut enlevée en 1733, sous le pontificat de Clément XII et placée dans les Musées capitolins.

## Escalier

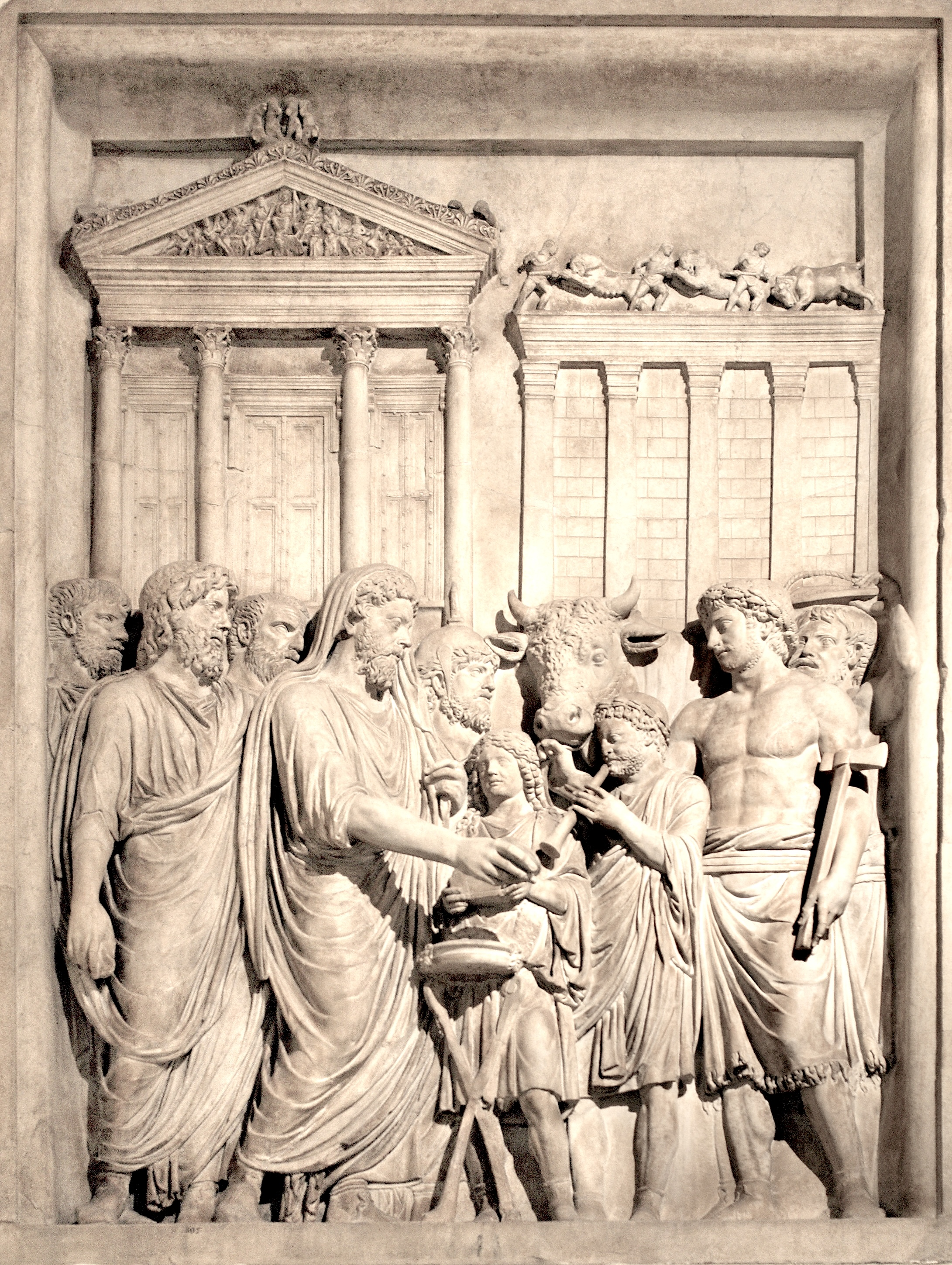
Relief figurant un sacrifice de Marc Aurèle.

Le premier palier constituait une petite cour avant la construction de la Pinacothèque.

### Reliefs en l'honneur de Marc Aurèle et d'Hadrien

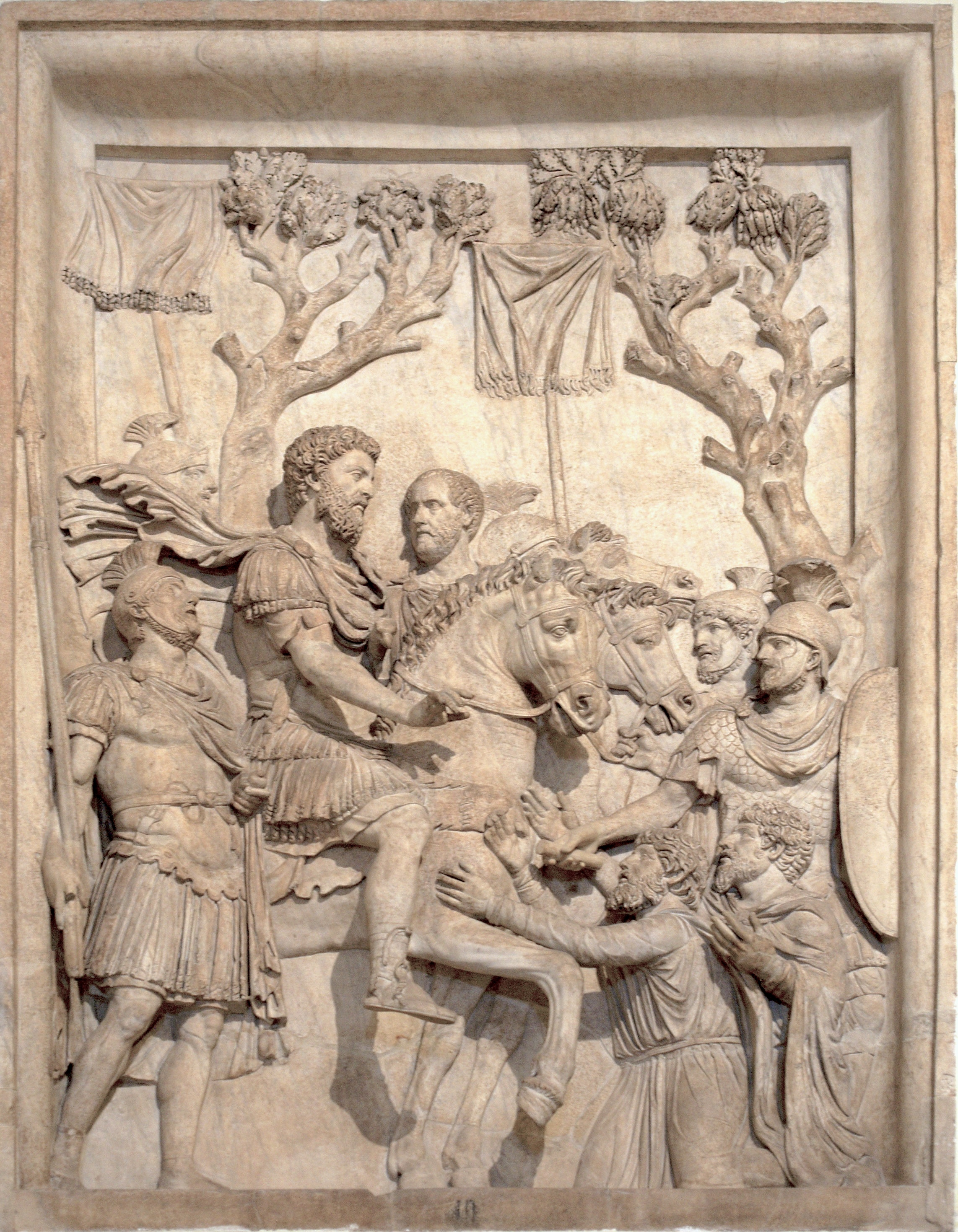
Bas relief figurant la clémence impériale.

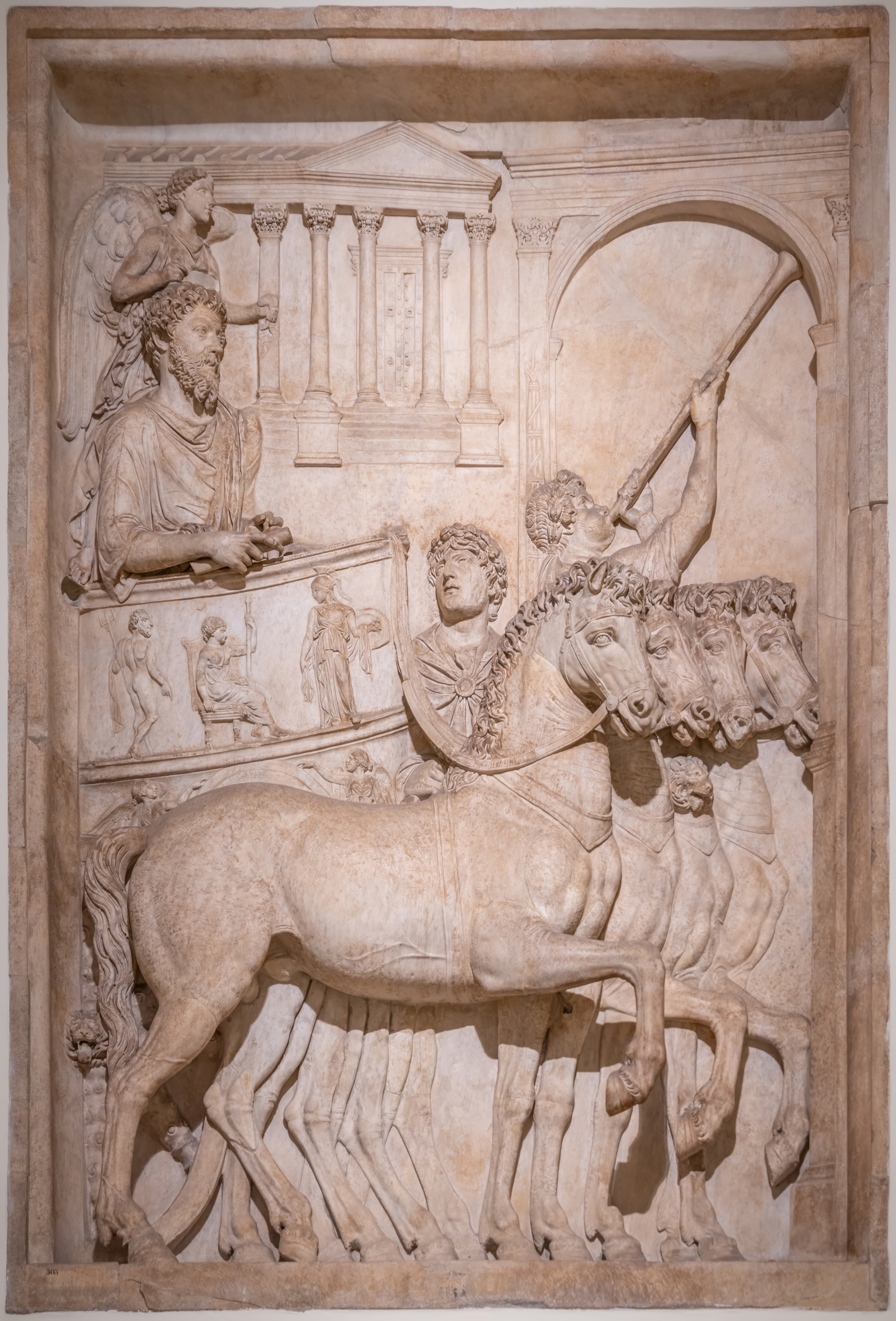
Bas relief figurant le triomphe de l'empereur.

Quatre grands reliefs historiques provenant d'importants monuments publics y ont été murés en 1572-1573. Les trois premiers, transférés au Capitole, dès 1515, en provenance de l'église Santi Luca e Martina, font partie d'une série de onze panneaux dont huit ont été réutilisés pour la décoration de l'arc de Constantin. Ils appartenaient à l'origine à un monument officiel dédié à Marc Aurèle entre 176 et 180. Le quatrième provient d'un monument dédié à Hadrien, découvert près de la piazza Sciarra et a été acquis en 1573 par les Conservateurs pour compléter le cycle décoratif.
Le relief figurant un sacrifice de Marc Aurèle devant le temple de Jupiter capitolin est le premier situé sur la droite en gravissant l'escalier. L'empereur est représenté la tête voilée, versant de l'encens sur un trépied. Le camillus, jeune assistant au sacrifice, le flamen, reconnaissable à son couvre-chef caractéristique, et le victimaire, près à sacrifier le taureau situé derrière le groupe, se trouvent à ses côtés. Le temple de Jupiter capitolin est représenté de manière particulièrement détaillée, même si, faute d'espace, il est représenté avec quatre colonnes au lieu de six, avec la triade capitoline représentée au fronton et le quadrige couronnant son faîtage.
Dans le relief figurant le triomphe de l'empereur, celui-ci, en toge, conduit un char trainé par quatre chevaux qui s'apprête à passer sous un arc de triomphe. Un licteur et un joueur de tibia le précèdent, tandis qu'une petite figure de Victoire ailée, derrière lui, couronne le général victorieux.
Sur le même mur, un troisième relief figure la clémence impériale : Marc Aurèle, à cheval, revêtu d'habits miliaires avec cuirasse et paludamentum, le bras droit levé, exerce sa clémence envers deux Barbares agenouillés en signe de soumission. L'attitude de l'empereur est très semblable à celle de la grande statue équestre en bronze de la place du Capitole.
La quatrième fresque montre l'entrée en ville de l'empereur Hadrien, accueilli par les Génies du Sénat et du Peuple romain, ainsi que la déesse Roma, caractérisée par une tunique courte qui laisse découverte l'épaule droite, et par le casque à plumes qui la coiffe.

### Reliefs provenant de l'arc du Portugal
Deux reliefs proviennent de la démolition du monument connu sous de nom d'« arc du Portugal », transportés au Capitole en 1664. Ils décorent les paliers suivants. L'arc du Portugal se trouvait le long de la via Lata, l'actuelle Via del Corso (Rome), et ne tire son nom que de la proximité de l'ambassade de ce pays. C'était un monument de la fin de l'Antiquité, entièrement décoré à partir de matériaux de récupération, qui fut détruit en 1662, sous le pontificat d'Alexandre VII, pour permettre des travaux. Les deux panneaux capitolins, sculptés pour un monument en l'honneur d'Hadrien, sont probablement les seuls éléments conservés du décor de cet arc.
Le premier panneau figure l'empereur présidant une cérémonie liée à la distribution des aides alimentaires aux enfants romains. Il est représenté sur un podium élevé au pied duquel se trouvent les figures des Génies du Sénat et du Peuple romain. Les visages des personnages ont subi d'importantes retouches, probablement au moment de la réutilisation du relief, de manière à s'adapter au monument dans lequel il avait été remployé.
Le second relief a été muré au niveau du palier qui conduit à la Pinacothèque. Il représente l'apothéose de Sabine (épouse d'Hadrien), divinisée après sa mort en dépit de l'indifférence que lui témoignait son mari. En présence du Génie du Champ-de-Mars, l'empereur, assis sur une chaise à dossier, assiste à l'apothéose de Sabine qui s'élève du bûcher funéraire sur les épaules d'une figure féminine ailée reconnue comme Aeternitas.

### Panneaux des tigres dépeçant des veaux
Les deux panneaux représentant des tigres dépeçant des veaux en opus sectile de marbres polychromes, sont sur le même palier. Ils constituent deux des très rares éléments conservés de la splendide décoration en marbre du monument connu sous le nom de basilique de Junius Bassus située sur l'Esquilin, deux autres panneaux plus petits se trouvent au palais Massimo des Thermes.

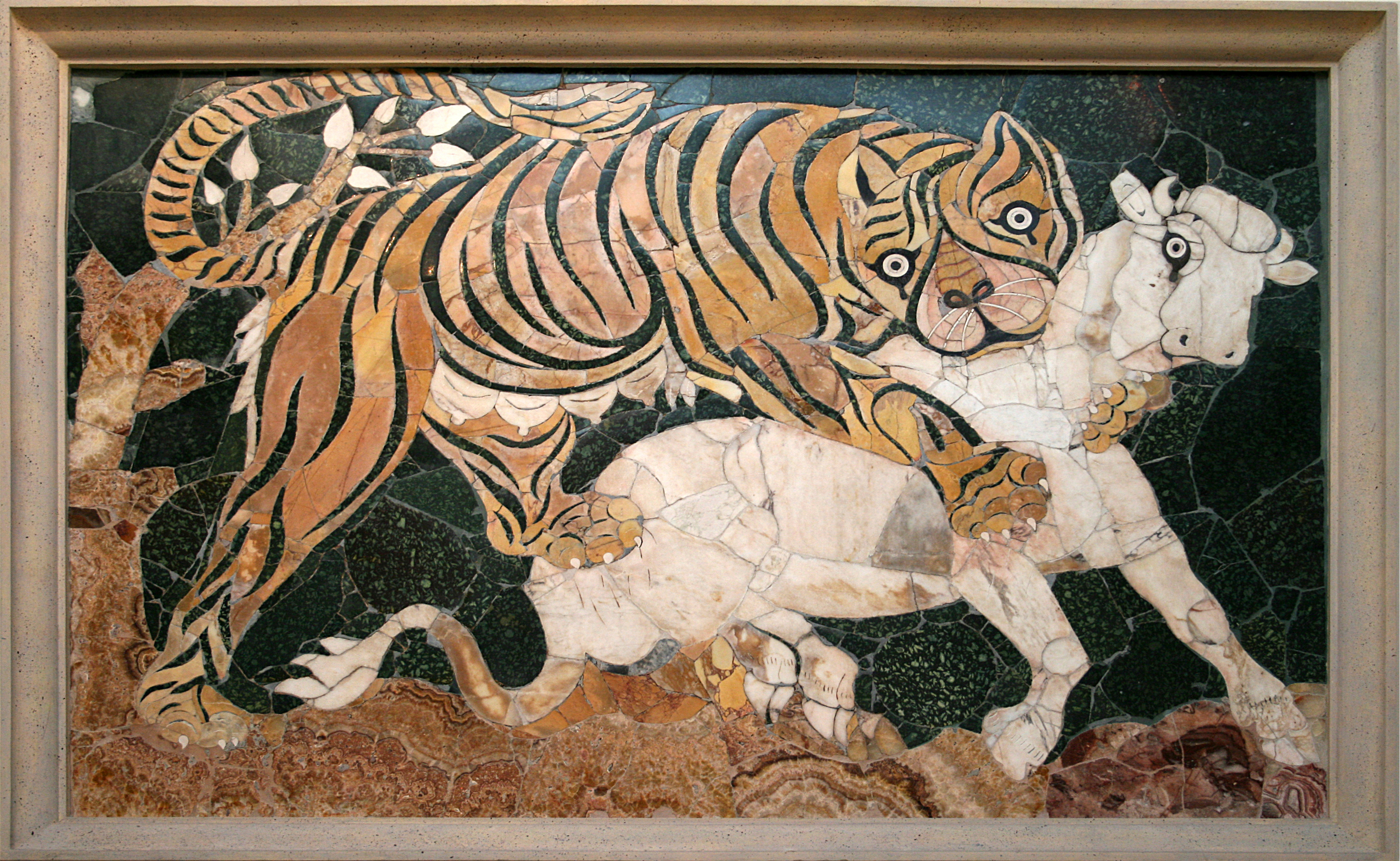
Mosaïque de tigre attaquant un veau.
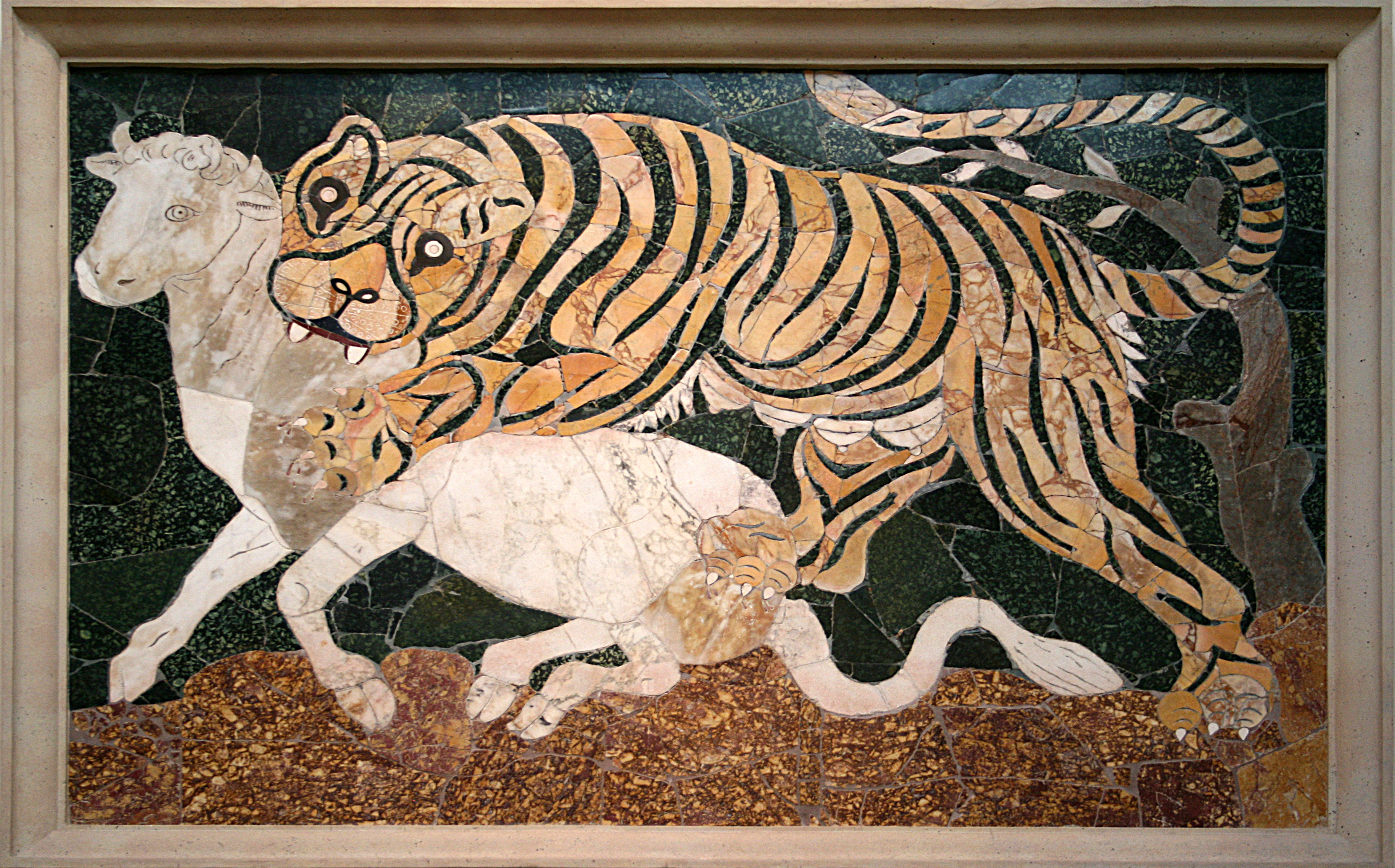
Mosaïque de tigre attaquant un veau.

## Appartement des Conservateurs
En plus de la célèbre cour, l'Appartement des Conservateurs est un autre lieu remarquable, constitué d'une série de salles de réception pour les magistrats de la ville. Celles-ci font explicitement référence à la grandeur de la Rome antique, dont le souvenir est exalté par la représentation des vertus civiles, non seulement au travers de leur important cycle de fresques, mais aussi par le richesse des éléments décoratifs.
Les commanditaires du plus ancien cycle de fresques, réalisé dans le courant de la première décennie du XVIe siècle, et dont les seuls témoignages conservés sont les fresques de la salle d'Hannibal et de la salle de la Louve, choisirent pour sujet les histoires de la naissance de la ville et les exemples de courage et de vertus offerts par la Rome républicaine. Le choix des sujets demeura immuable, même lorsque les salles reçurent de nouveaux cycles décoratifs qui, après de longues années, furent réalisés dans un contexte historique et culturel bien différent, conférant un caractère unitaire à la décoration des salles de l'Appartement.

### Salle des Horaces et des Curiaces

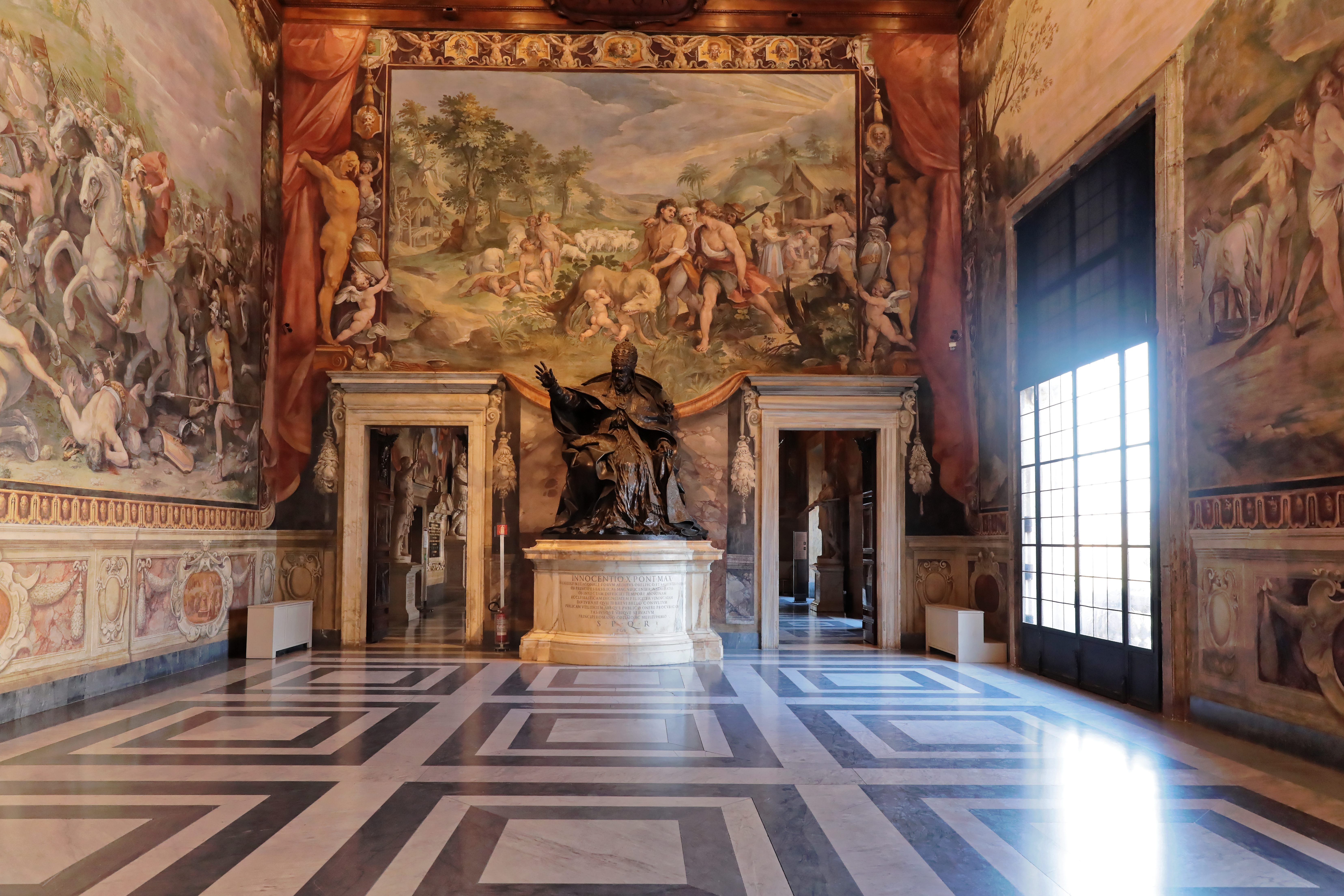
Salle des Horaces et des Curiaces.

La grande salle des Horaces et des Curiaces, qui prit ses dimensions actuelles à la suite de la restructuration du palais par Michel-Ange, était le siège des réunions du Conseil Public, et est parfois encore utilisée aujourd'hui pour des événements institutionnels, comme la signature de traité de Rome, acte fondateur de l'Union européenne, en 1956.
En 1643, dernière année du pontificat du pontificat d'Urbain VIII, la salle est complétée par trois portes en noyer sculpté, avec des blasons et de grands panneaux quadrangulaires représentant des scènes allégoriques et des épisodes légendaires concernant le fondation de Rome et la première époque des rois, attribués aux sculpteurs et graveurs sur bois Giovan Battista Olivieri et Giovanni Maria Giorgetti.

#### Cycle de fresques du Cavalier d'Arpin

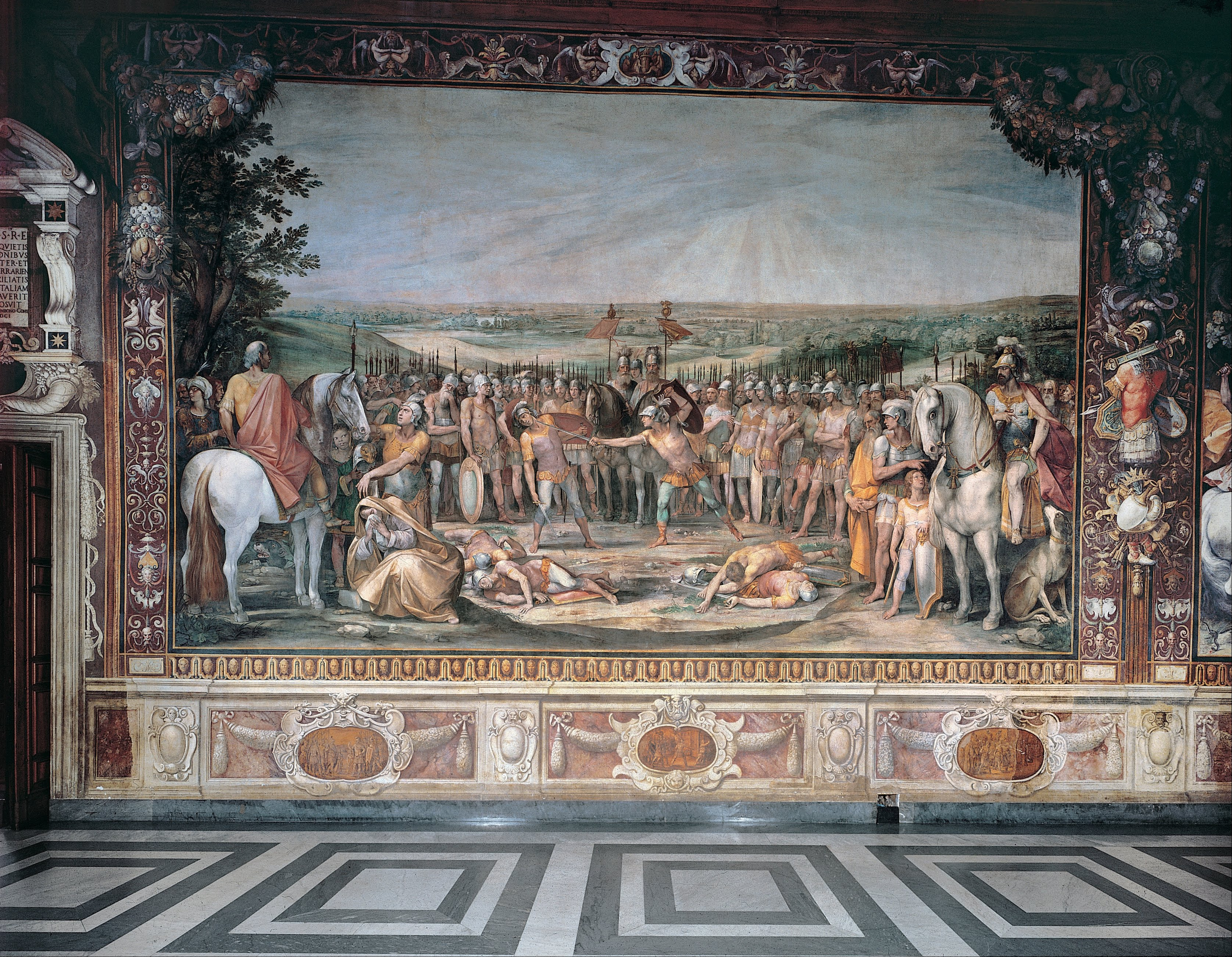
Cavalier d'Arpin, Combat des Horaces et des Curiaces.

En 1595, le Cavalier d'Arpin reçoit commande d'un nouveau cycle de fresques en remplacement du précédent, détruit au cours des travaux. Le peintre y travaille avec les membres de son atelier et conçoit le cycle comme une série de tapisseries déployées sur les murs : sur les côtés courts, une lourde tenture rouge, retenue par des atlantes, retombe sur les scènes ; sur les côtés longs, les différents épisodes sont séparés par des bandeaux verticaux décorés par des festons de fleurs et de fruits, de trophées d'armes et de vases lustraux ; à la base, une frise en faux marbre est scandée de médaillons monochromes illustrant des épisodes de l'histoire romaine en rapport avec le thème de la fresque peinte au-dessus.
Le Cavalier d'Arpin, se référant aux légendes de la naissance de Rome et de ses premiers rois, telles que les rapporte l'historien romain Tite-Live dans ses Ab Urbe condita libri, réalise en plusieurs étapes les épisodes de la Découverte de la Louve (1595-1596), de la Bataille entre les habitants de Véies et de Fidènes (1598-1601) et du Combat des Horaces et des Curiaces (1612-1613). Après une longue interruption, le travail est achevé en 1640 avec l'exécution des trois derniers épisodes : le Rapt des Sabines, Numa Pompilius institue le culte des Vestales et Romulus trace le sillon de la ville carrée.

#### Statues
Dès la seconde décennie du XVIe siècle, des statues de papes sont installées dans la salle, signe évident de la reconnaissance de l'autorité pontificale. Certaines d'entre elles ont été depuis déplacées. Y demeurent la statue honoraire du pape Urbain VIII Barberini en marbre, réalisée par Le Bernin et ses assistants entre 1635 et 1640, et la statue honoraire du pape Innocent X coulée en bronze entre 1646 et 1650 par Alessandro Algardi.

### Salle des Capitaines

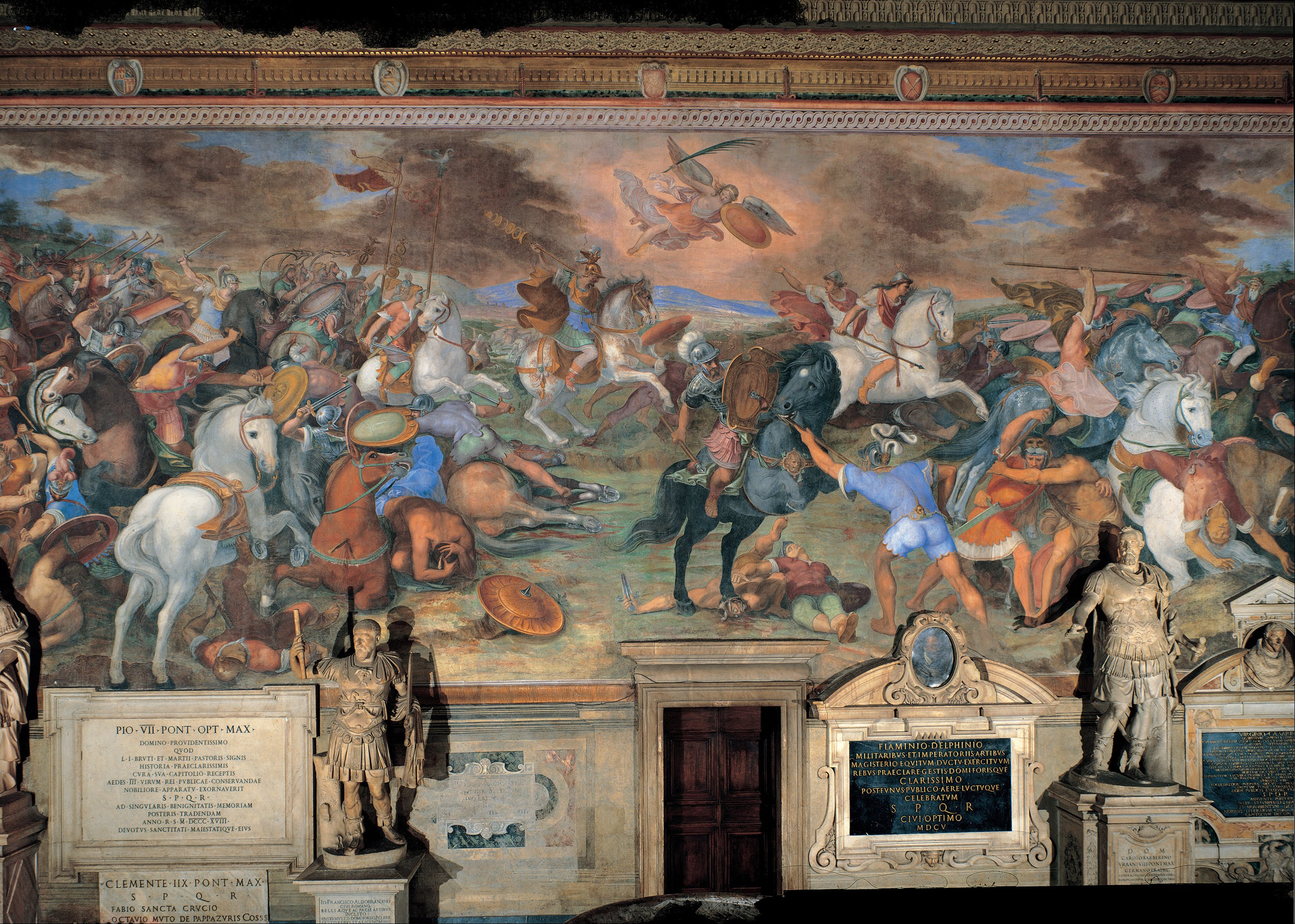
Tommaso Laureti, La victoire du lac Régille.

Le décor à fresque de cette salle a été réalisé par Tommaso Laureti entre 1587 et 1594. Il met en scène et exalte des exemples de vertu et de courage figurés au travers des épisodes de Mucius Scœvola et Porsenna, d'Horatius Coclès sur le pont Sublicius, de La justice de Brutus et de La victoire du lac Régille, empruntés au récit de Tite-Live. Le peintre sicilien, que Grégoire XIII a fait venir à Rome pour décorer la voûte de la salle de Constantin, représente les épisodes historiques avec des accents monumentaux, et en recourant à une vive palette. Son langage est riche de références à la peinture de Michel-Ange, notamment dans les détails de la fresque de Mucius Scœvola et Porsenna ; parallèlement, la référence à Raphaël est incontestable dans la scène de La justice de Brutus qui tire une valeur symbolique accrue de ce qu'elle a été peinte sur le mur devant lequel siégeait le tribunal des Conservateurs.
Cette salle a été choisie dès la dernière décennie du XVIe siècle, pour célébrer avec les vertus des ancêtres antiques, la sagesse des hommes illustres et la valeur des condottieres des États pontificaux : les murs reçurent des épigraphes, dont celle qui rappelle la mémoire de Virginio Cesarini (1624) dont le portrait, attribué par les uns au Bernin, par d'autres à François Duquesnoy, est considéré comme une œuvre majeure de la sculpture romaine des premières décennies du XVIIe siècle, et des statues furent élevées en l'honneur des Capitaines, réalisées en réutilisant et en réélaborant des matériaux antiques, comme celle en l'honneur d'Alexandre Farnèse (1545-1592) ou pour celle colossale, célébrant Marcantonio Colonna (1535-1584) qui, à la tête des galères pontificales, a contribué à la victoire de la flotte chrétienne à la bataille de Lépante en 1571. En 1630, pour honorer Carlo Barberini (1562-1630), frère d'Urbain VIII, la restauration d'un tronc de statue romaine cuirassée est confiée au sculpteur Alessandro Algardi qui la complète de bras et de jambes, ainsi que d'un précieux bouclier ; le portrait du général est sculpté par le Bernin. Les deux statues représentant Gian Francesco Biandrate di San Giorgio Aldobrandini et Tommaso Rospigliosi sont l'œuvre d'Ercole Ferrata.

### Salle des Triomphes

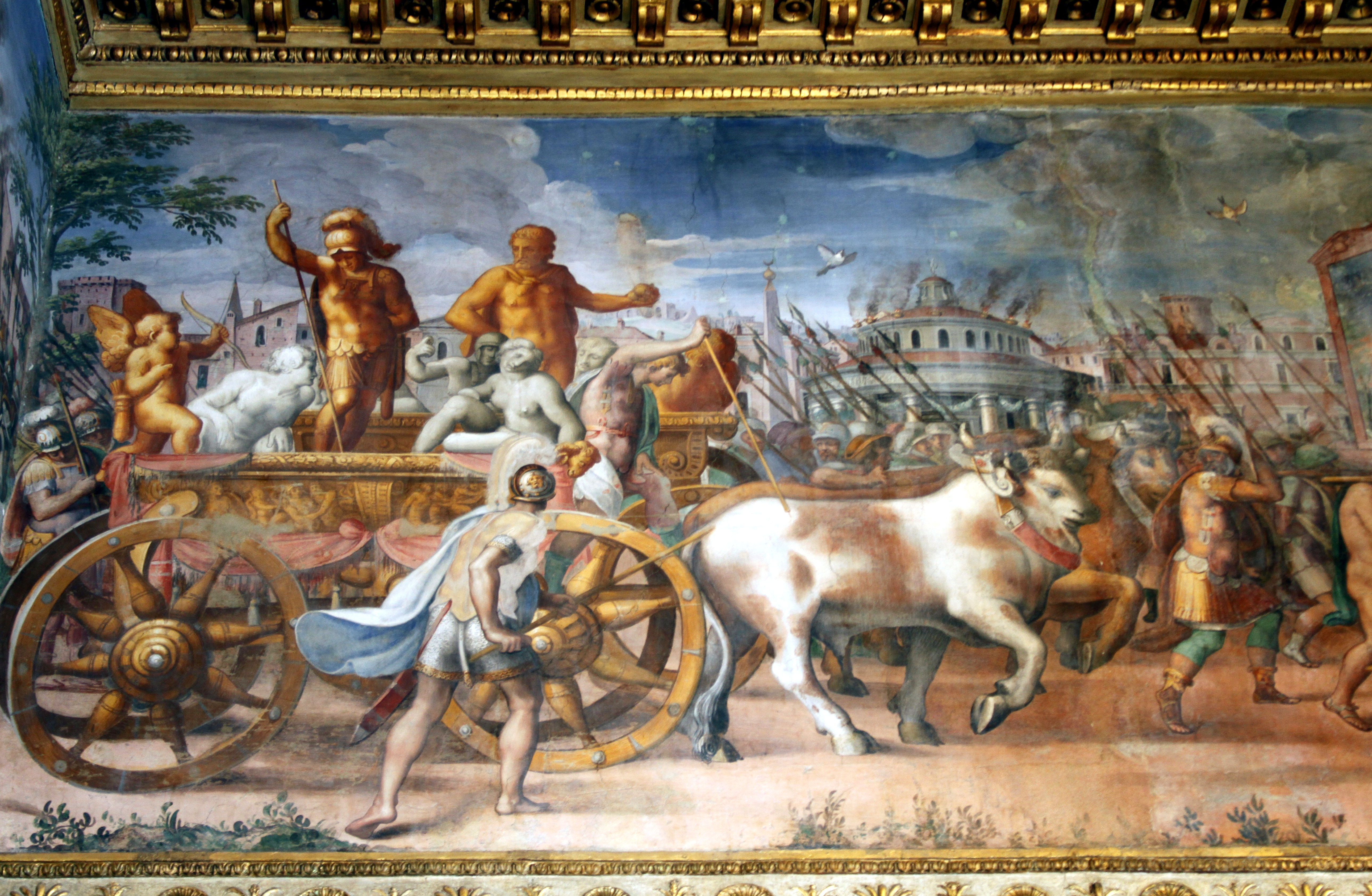
Triomphe de Lucius Aemilius Paullus.

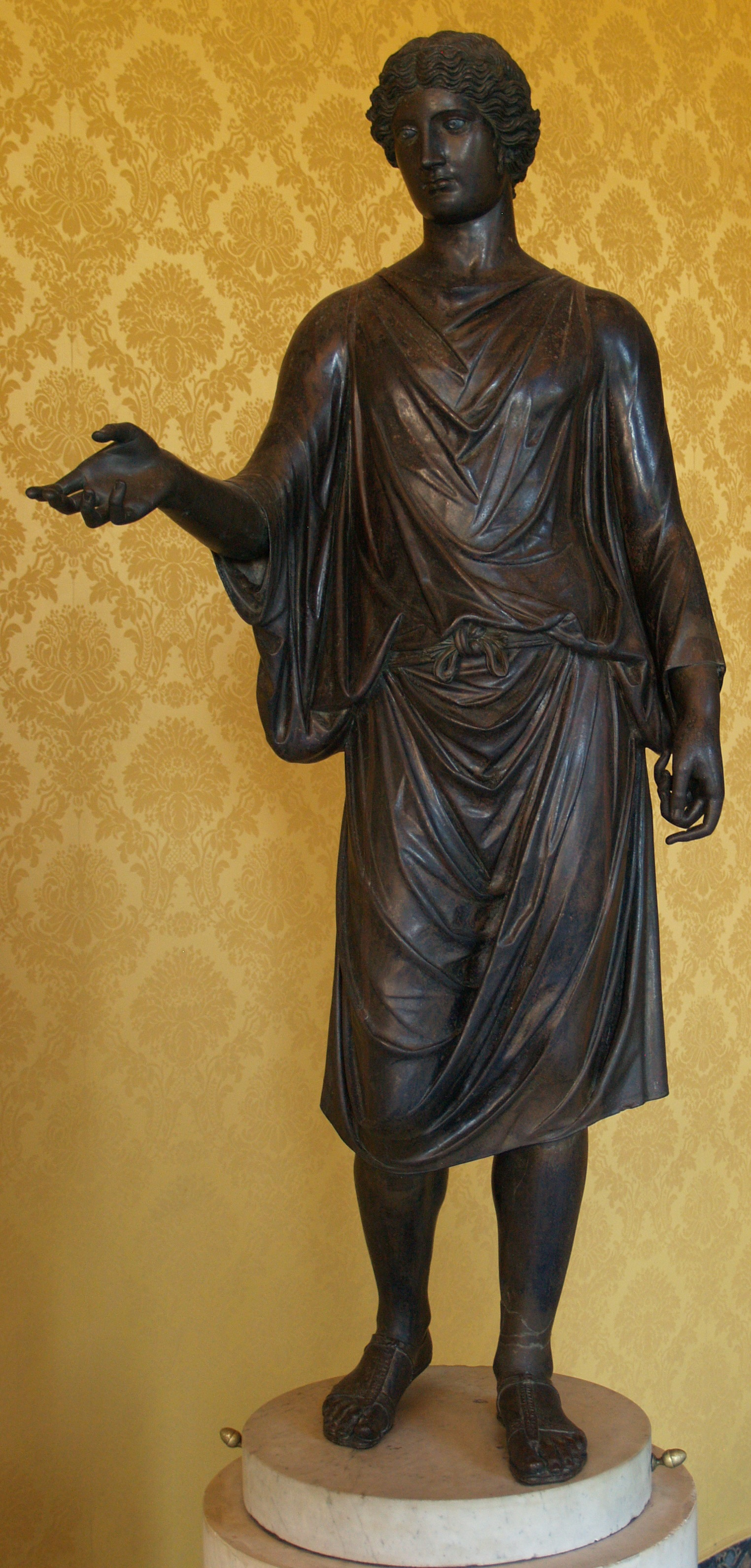
Camillus.

En 1569, les peintres Michele Alberti et Iacopo Rocchetti, élèves de Daniele da Volterra, reçoivent commande de la frise exécutée à fresque qui court le long des murs de la salle, dont elle tire son nom. Elle représente le triomphe du consul Lucius Æmilius Paullus Macedonicus sur Persée, roi de royaume de Macédoine, en 167 av. J.-C., décrit par Plutarque. Ses auteurs ont représenté avec vivacité et luxe de détails, les trois jours du déroulement du cortège du vainqueur, en suivant le modèle des reliefs historiques classiques. Le mur externe, vers la ville, représente la montée du consul au Capitole, qui était de règle pour ce type de cérémonie ; toutefois, la façade du temple de Jupiter capitolin, au terme du cortège triomphal, y a été remplacé par la façade rénovée du palais des Conservateurs qui vient d'être terminée, de manière à créer un jeu de références entre passé et présent. En 1568, le charpentier Flaminio Bolonger réalise le plafond en bois. Les récentes interventions de restauration, en retrouvant la richesse chromatique des caissons de bois, ont restitué leur relief au dessin raffiné des corniches et des poutres, ainsi qu'aux trophées d'armes délicatement ciselés, fixés dans les lacunaires.
La Déposition de Paolo Piazza datant de 1614 et la Sainte Françoise Romaine de Giovanni Francesco Romanelli, commissionnée par les Conservateurs en 1638 en l'honneur de la sainte patronne de leur ville, ont été peintes spécialement pour cette salle. La bataille d'Alexandre contre Darius, œuvre de Pierre de Cortone, a été achevée dans le courant de la cinquième décennie du XVIIe siècle pour rendre hommage au commandant des troupes pontificales, Alessandro Sacchetti.
Trois œuvres majeures sont conservées dans cette salle : le Camillus, le Tireur d'épine et le Brutus capitolin.

#### Camillus
Le Camillus est parvenu au Capitole avec la donation de Sixte IV. Cette statue en bronze, qui présente des yeux incrustés d'argent, a longtemps été identifiée comme la « Zingara » (bohémienne), en raison de sa chevelure souple et élégante, des traits féminins de son visage et du riche drapé de son vêtement. Ce type de costume, ainsi que la confrontation avec d'autres œuvres, permettent cependant d'y reconnaitre une sculpture classicisante du Ier siècle représentant un jeune officiant au culte (camillus) ; sa main droite tenait probablement une petite coupe pour les libations rituelles.

### Salle de la Louve
La présence de la Louve, parmi d'autres, y est signalée dès le XVIe siècle. Jusqu'au XVIIe siècle, cette salle était une loggia dont les trois arcs s'ouvraient sur la ville, décorée de fresques appartenant au premier cycle pictural de l'Appartement des Conservateurs. Le souvenir de l'ancienne loggia est conservé par les arcs tracés sur le mur externe de la salle en 1957, au terme de l'enquête menée alors par l'architecte du palais.
Les fresques, généralement datées des années 1508-1513, ont été irrémédiablement endommagées par l'installation des Fastes capitolins, d'abord, puis des inscriptions en l'honneur d'Alexandre Farnèse et de Marcantonio Colonna, dont on tint à célébrer les entreprises militaires aux côtés des Fastes capitolins. L'état fragmentaire de la décoration picturale en rend l'interprétation difficile : la scène de triomphe a été identifiée comme le Triomphe de Lucius Æmilius Paulus, celle de la bataille comme la Campagne contre les Tolistobogiens.
Le plafond à caissons a été réalisé en 1865, au terme de travaux de restauration portant sur toute la pièce. Sur le fond des lacunaires, des figures anthropomorphes exécutées avec vivacité et grâce se mêlent à des décorations florales, largement inspirées des grotesques du XVIe siècle.

### Salle des Oies

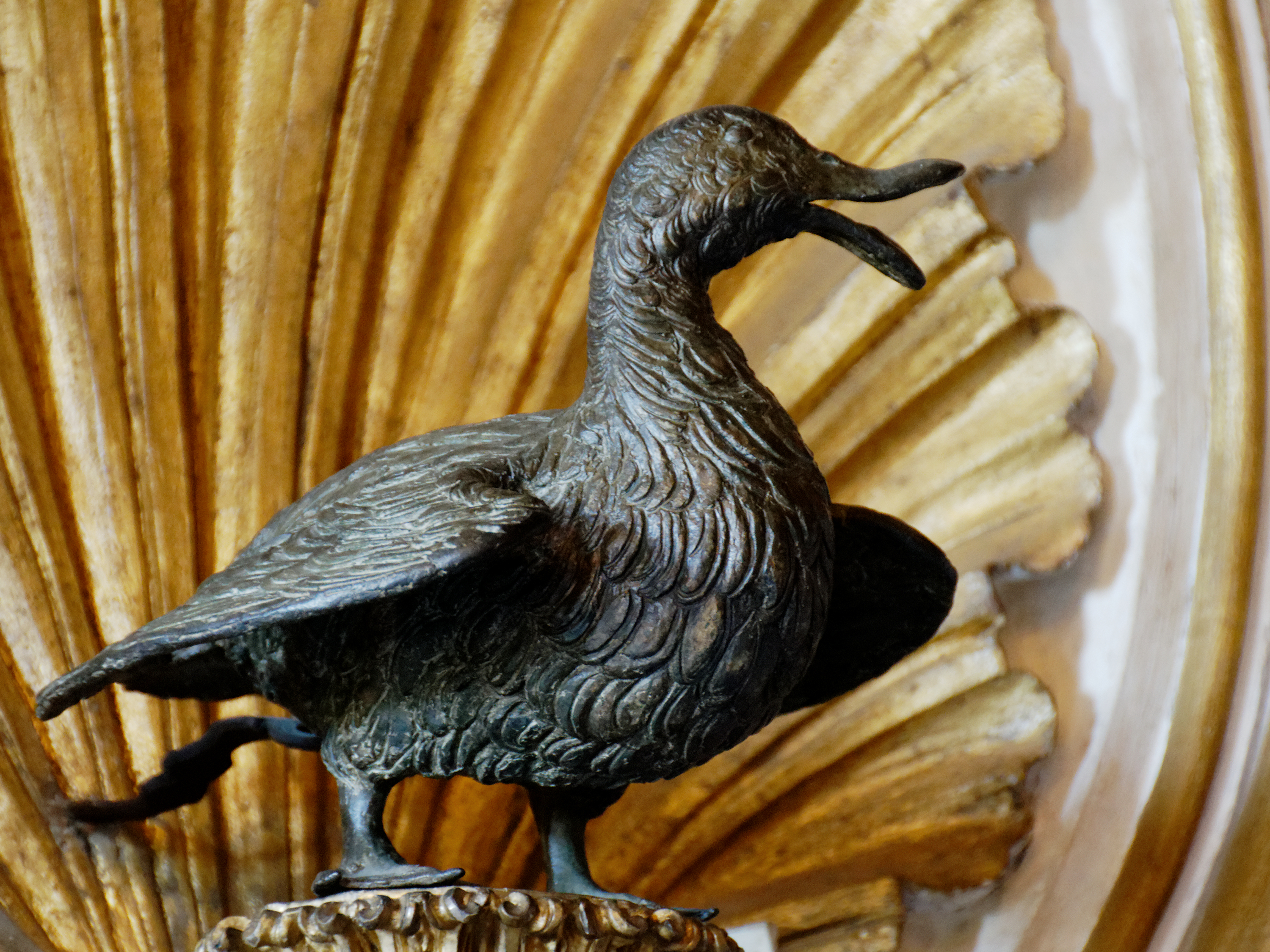
Oie en bronze.

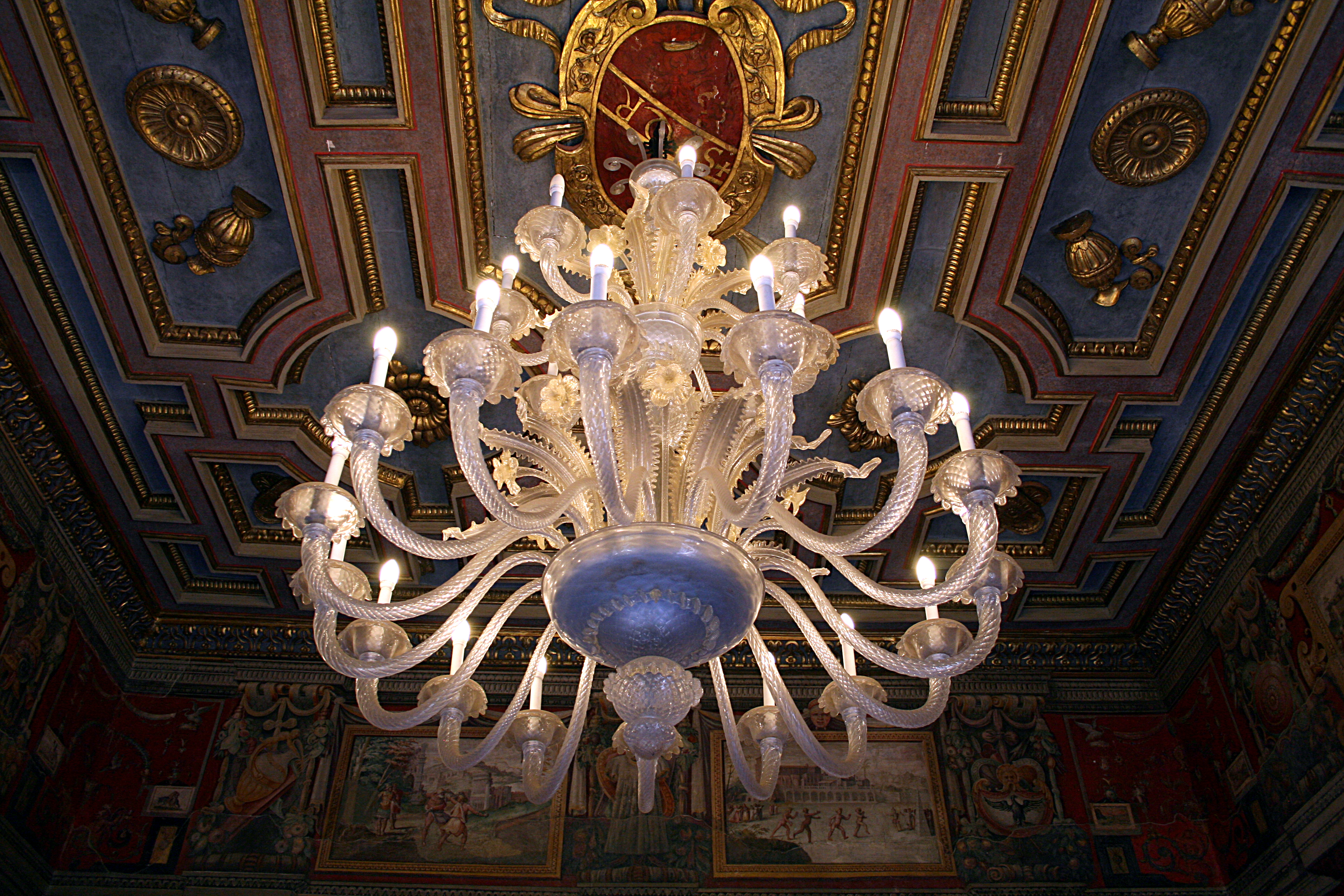
Plafond avec son lustre en cristal.

La salle porte un nom dérivant des petits objets en bronze achetés par Benoît XIII (pape) aux Chartreux de la basilique Santa Maria degli Angeli e dei Martiri, donnés aux Conservateurs en 1727. Cet ensemble, placé dans un cadre architectural fait de stucs, rappelle le nom du donateur et est associé à la légende des oies du Capitole contant que le Capitole avait été sauvé de l'invasion gauloise de 390 av. J.-C. par un groupe d'oies qui avaient donné l'alarme.
Elle présente une belle unité décorative, récemment redécouverte grâce aux restaurations qui ont libéré le plafond du XVIe siècle de superpositions et de repeints. Sa teinte « couleur de l'air » lui a ainsi été restituée, découverte dans les fonds sur lesquels ont été appliqués des dessins dorés, rosaces de différentes formes, vases lustraux et boucliers. Les teintes retrouvées s'harmonisent aves les vives couleurs de la frise où d'élégants motifs décoratifs, alternant ave des trophées de fleurs, de fruits et d'armes, encadrent des scènes de jeux antiques sur fond de paysages fantaisistes ou réels comme la vue de la place du Capitole (Rome) avant les interventions réalisées par Paul III Farnèse, avec une reproduction fidèle de la basilique Santa Maria in Aracoeli. Faute de documents, cette fresque est datée par la présence dans un bouclier du lys de justice, emblème de Paul III. Elle a été attribuée en dernier lieu au cercle des artistes flamands actifs à Rome dans la troisième et la quatrième décennie du XVIe siècle.
Au XVIIIe siècle, la salle a été enrichie d'encadrement en stuc doré destinés à accueillir certaines œuvres données au Capitole, ou pour mettre en valeur d'autres qui se trouvaient déjà dans cette pièce comme La Sainte Famille, peinture copiée de Giovan Francesco Penni. A la même période, le Capitole reçut en don un portrait de Michel-Ange, œuvre en bronze sur buste de marbre gris.
La pièce centrale, un vase de bronze en forme de buste d'Isis, où sont représentés de façon très détaillée les bijoux qui ornent cette divinité d'origine égyptienne, est particulièrement intéressant.

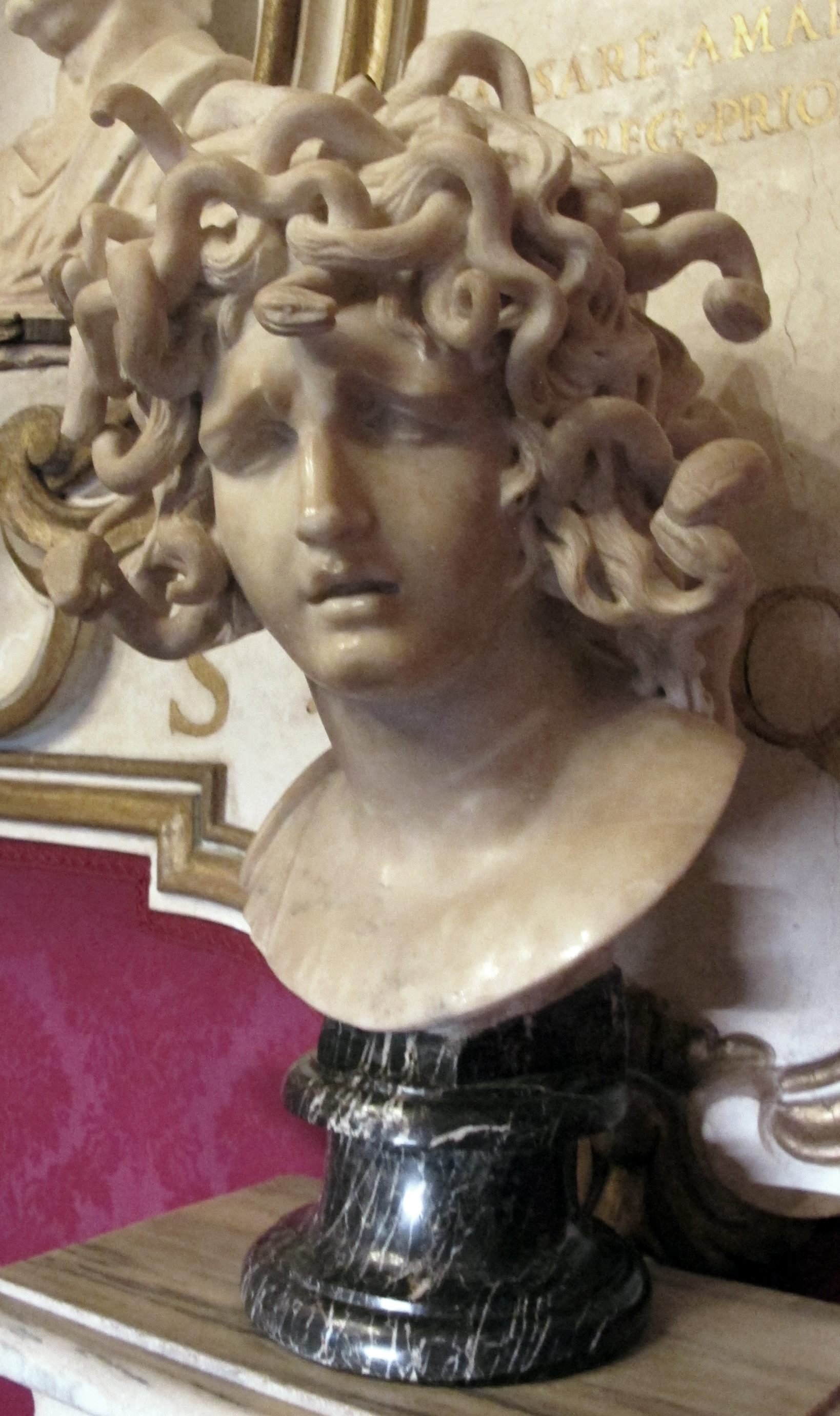
Le Bernin, Méduse.

Deux vitrines qui contiennent une riche collection de marbres antiques sont placées dans la salle. En son centre, se trouve une précieuse table dont le bord est décoré de scènes de la vie d'Achille, qui devait avoir à l'origine, une fonction culturelle. Le héros grec était très populaire auprès des artistes du IVe siècle av. J.-C. La partie d'origine a été réemployée dans le pavement cosmatesque de la basilique Santa Maria in Aracoeli ; le travail de marqueterie de marbres de couleur, qui met en valeur la décoration figurée très suggestive en dépit de son ingénuité, remonte à cette intervention.

#### Buste de Méduse
La Méduse, sculpture reconnue désormais unanimement comme étant du Bernin, y est conservée depuis sa donation au Capitole en 1731. Le Bernin sculpte un véritable portrait de la plus belle et la plus mortelle des Gorgones, prise au moment éphémère de la métamorphose. Le mythe classique raconté par Ovide est revu au rythme d'un poème de Giambattista Marino, La Galeria, de 1630 : la Méduse est en train d'observer dans un miroir imaginaire son image réfléchie ; elle est représentée au moment où, avec douleur et angoisse, elle prend conscience de la mauvaise plaisanterie atroce et, matériellement, elle se transforme en marbre. Elle est, comme le voulait Le Bernin, une métaphore baroque raffinée sur la sculpture et sur la vertu du sculpteur qui a le pouvoir de laisser « pétrifié » de stupeur celui qui admire l'habileté extraordinaire de son art. Il s'agit d'un buste et non pas d'une tête coupée.

### Salle des Aigles
La décoration de cette petite salle raffinée est contemporaine de celle de la salle des Oies. La frise peinte, qui représente de magnifiques grotesques, se déploie sous un riche plafond en bois où les scènes peintes alternent avec des rosaces ciselées et dorées.

### Salle des Tapisseries
Cette salle doit son aspect actuel aux interventions du XVIIIe siècle. Elle a été entièrement transformée en 1770 pour accueillir le baldaquin du trône pontifical : les murs furent alors recouverts de précieuses tapisseries commissionnées à l'atelier romain de San Michele ; la salle reçut les portes finement décorées et dorées pour lesquelles des panneaux en marbre de couleur, le jaspe de Sicile, furent réalisés. Le thème des tapisseries réalisées par Domenico Corvi reproduit des œuvres conservées au Capitole comme le tableau Romulus et Rémus (Rubens) qui était venu enrichir la collection de la Pinacothèque capitoline, ou la sculpture de la déesse Roma, connue sous le nom de « Roma Cesi », conservée dans la cour du palais. Les autres thèmes exaltent les vertus civiques des Anciens comme La vestale Tuccia et Le Maitre d'école des Faléries.
Selon la datation portée dans un cartouche, la frise peinte à fresque, où des scènes de la vie de Scipion l'Africain alternent avec des représentations antiques, serait de 1544, attribuées traditionnellement à Daniele da Volterra, ou plus vraisemblablement, à un peintre de son école.
Le riche plafond à caissons hexagonaux sur fond bleu ciel, auquel ont été fixés des éléments dorés représentant casques, boucliers et armes de parade, a été réalisé dans les mêmes années. Les consoles et la table en bois taillé et doré sont aussi du XVIIIe siècle.

### Salle d'Hannibal

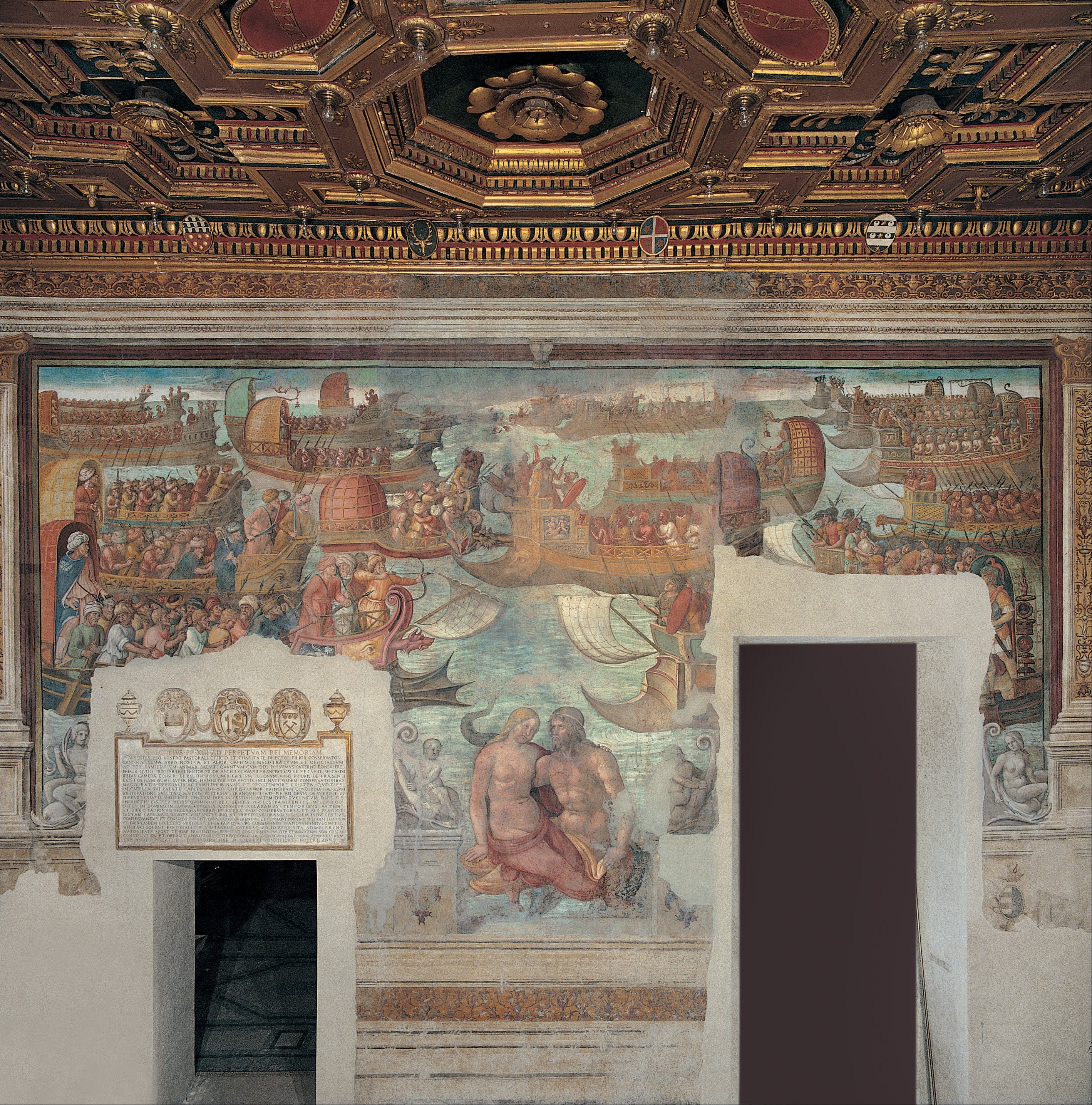
Bataille navale.

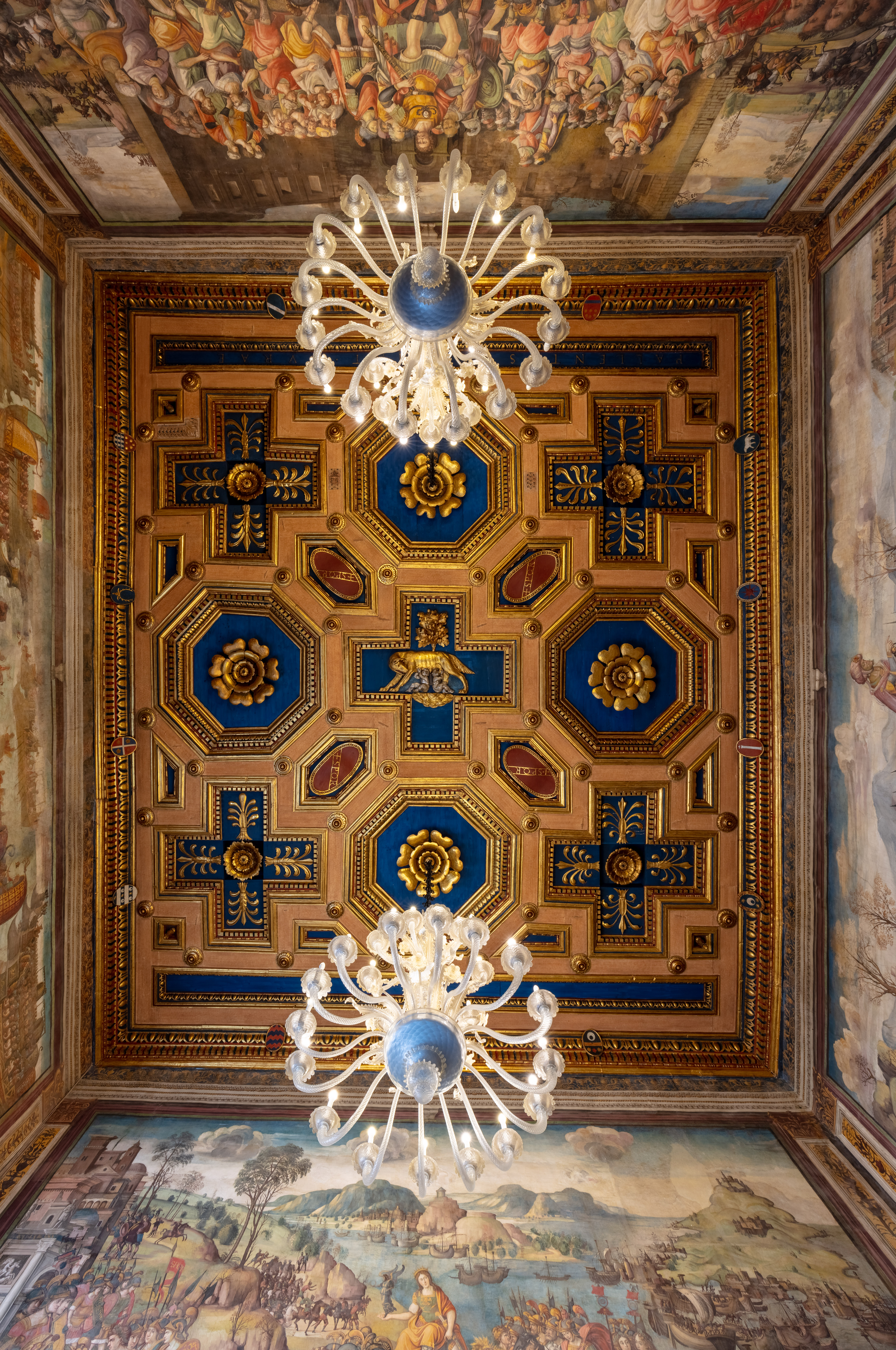
Plafond de la salle Hannibal au palais. Septembre 2022.

Cette salle est la seule à avoir conservé intégralement le décor à fresque réalisé dans l'Appartement dans la première décennie du XVIe siècle. Des études récentes ont remis en cause son attribution traditionnelle au peintre bolonais Jacopo Ripanda : tout en reconnaissant que celui-ci a bien été actif au Capitole, elles n'ont pas permis d'établir si l'artiste fut le principal auteur de cette intervention ou un simple assistant. Les fresques, encadrées de piliers ornés de candélabres sur fond d'or, illustrent des épisodes des guerres puniques sous une approche antiquaire : le Triomphe de Rome sur la Sicile, Hannibal en Italie, les Pourparlers de paix entre Lutatius Catulus et Hannibal, et une Bataille navale, traditionnellement identifiée comme la bataille des îles Égates. Sous les scènes, se déploie une frise à niches, plusieurs fois remaniée, où sont peints des bustes de généraux romains.
Le plafond en bois, réalisé entre 1516 et 1519, est le plus ancien du palais. Au XVIIe siècle, les inventaires de l'Appartement montrent qu'il avait déjà subi d'importants dommages.

#### Cratère de Mithridate Eupator

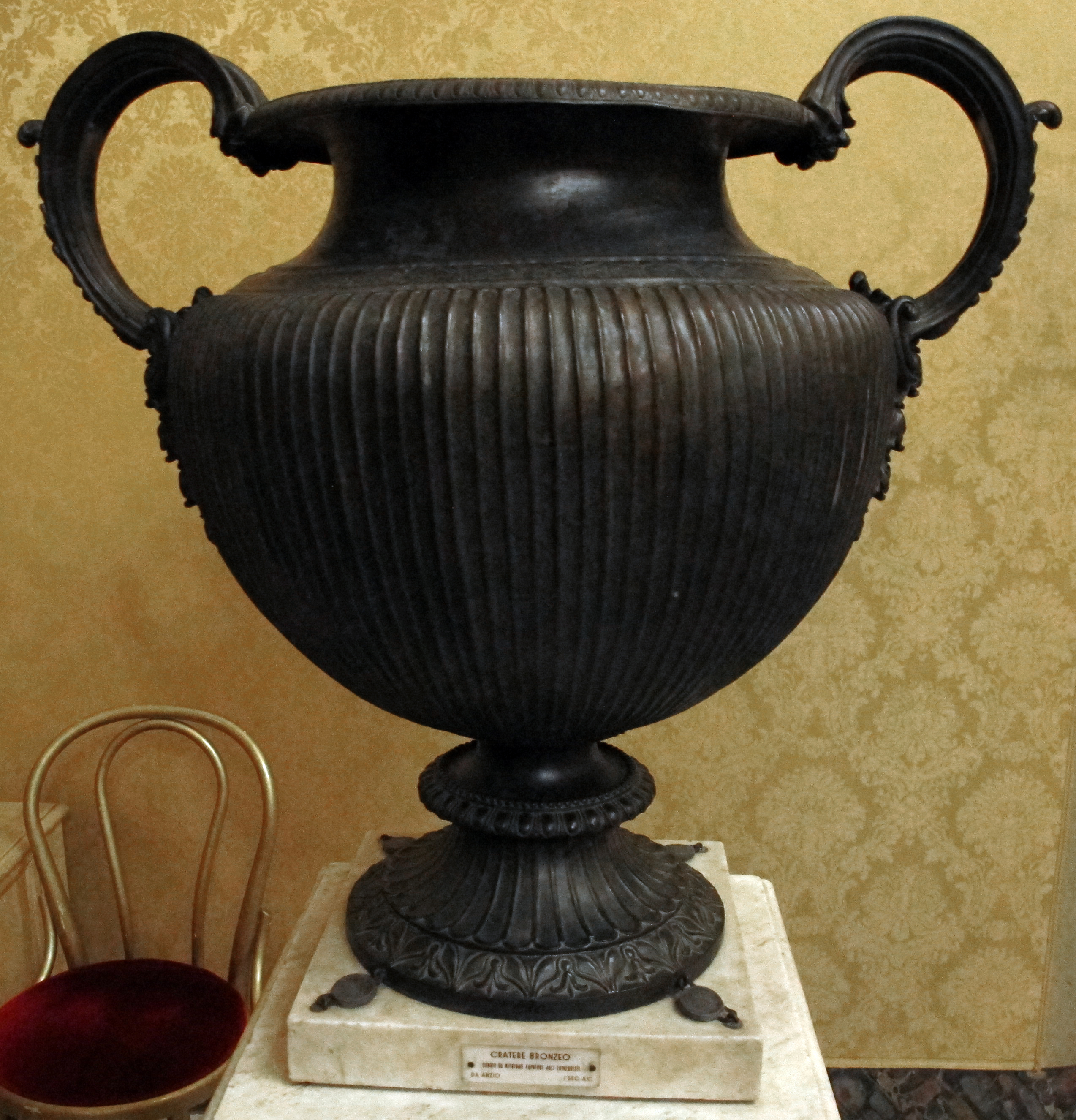
Cratère de Mithridate Eupator.

Ce beau vase en bronze au centre de la salle évoque les splendides processions triomphales qui se déroulaient au terme des guerres de conquête en Orient, où défilaient des œuvres d'art précieuses attachées à l'ennemi. Une inscription portée sur le bord de ce cratère mentionne le nom de Mithridate VI, roi du royaume du Pont (163-120 av. J.-C.) : il faisait donc probablement partie du butin de la guerre de Sylla ou de Pompée. Découvert à Anzio, dans la villa de Néron, il fut donné au musée par Benoît XIV au XVIIIe siècle.

### Chapelle
L'ancienne chapelle du palais, altérée après 1870 par le démontage de son autel et par l'ouverture d'une nouvelle porte, a été rétablie dans son état d'origine, en replaçant contre le mur du fond l'autel qui présente un riche devant décoré d'une précieuse marqueterie de marbres de couleur portant les abeilles du blason de la famille Barberini, et donc sans doute exécuté sous le pontificat d'Urbain VIII (1623-1644).

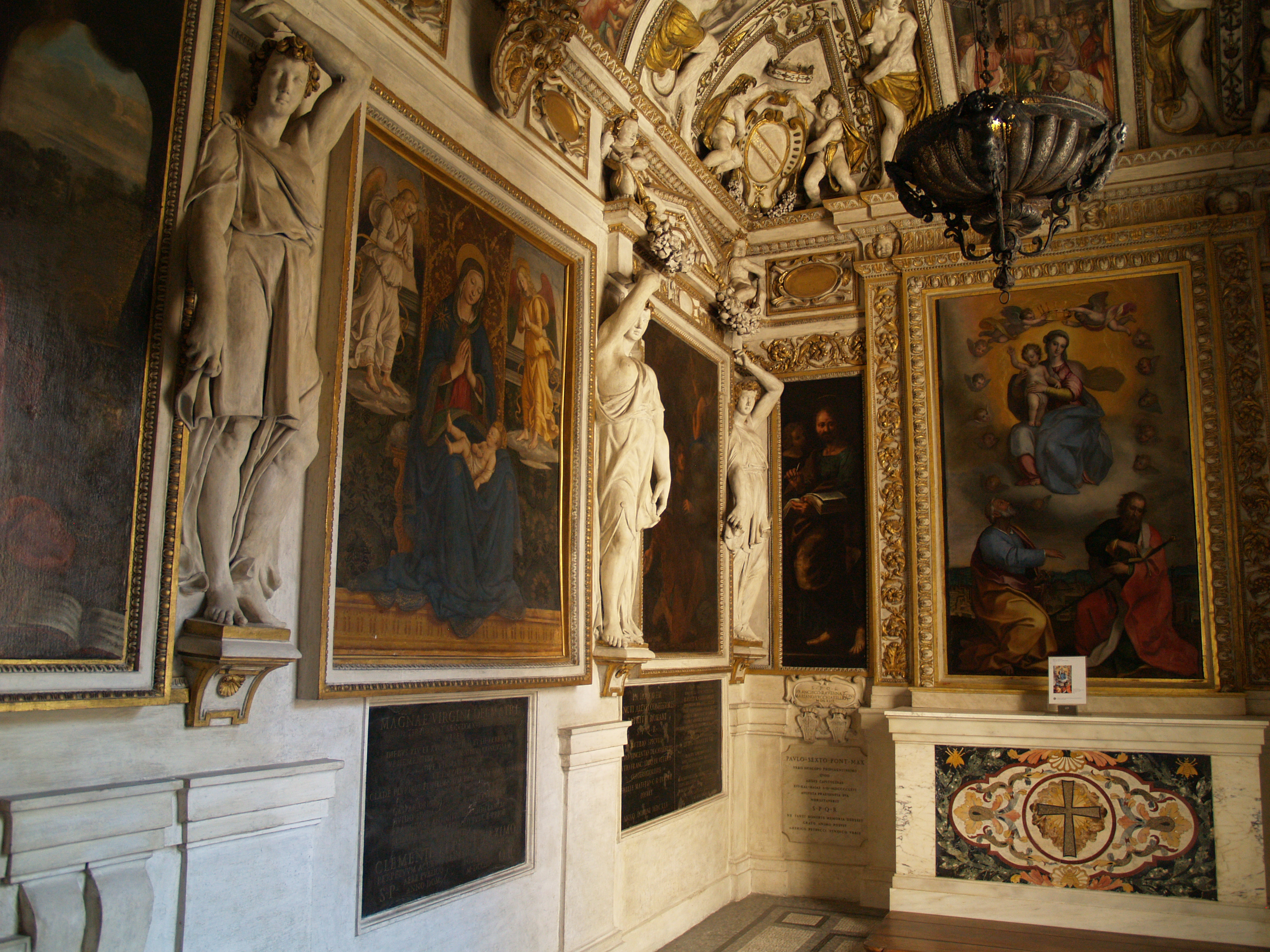
Chapelle.

Il est surmonté de son retable d'origine, peint sur ardoise pour le Capitole par Marcello Venusti en 1577-1578, la Madone entre les saints Pierre er Paul, sur fond de Rome. La chapelle, dont le décor de fresques et de stucs a été réalisé entre 1575 et 1578 par Michele Alberti et Iacopo Rocchetti, est dédiée à la Madone, mais également à saint Pierre et saint Paul de Tarse, protecteurs de la ville ; les fresques de la voûte représentent des scènes de la vie de ces deux saints.
Cette riche décoration est complétée par des toiles des Évangélistes et des saints romains de Giovanni Francesco Romanelli (1645-1648). La fresque déposée représentant la Madone avec enfant et anges, attribuée à Andrea d'Assise et provenant de l'ancienne loggia du palais qui se trouvait auparavant au niveau du palier de l'escalier, a été installée là au XIXe siècle pour couvrir la grille qui permettait aux Conservateurs et à leur suite d'assister aux cérémonies religieuses depuis la salle des Capitaines.

## Salles Castellani
Situées à la fin du parcours du musée, les salles Castellani accueillent une collection d'objets représentant l'aboutissement de l'histoire du musée.

### Collection Castellani des Musées capitolins
Les objets exposés dans ces deux salles ont été donnés aux Musées capitolins par Augusto Castellani, orfèvre célèbre devenu collectionneur à Rome au cours de la deuxième moitié du XIXe siècle, qui occupa une place de premier plan dans la vie culturelle et administrative de la ville, en exerçant entre autres fonctions, celle de directeur des Musées capitolins. Il développa les collections du musée en faisant une première donation importante en 1867, suivie d'une seconde en 1876, tout à fait considérable. La première donation est rappelée dans une délibération où il est remercié d'avoir fait cadeau à la Municipalité d'« une collection de vases tyrrhéniens » et où la frappe d'une médaille, maintenant au cabinet des médailles capitolin, est décrétée. La seconde concerne une collection d'objets anciens déposés auprès du musée en plus d'une décennie.

### Collection du Musée artistique industriel
Le musée, né comme Musée des arts appliqués à l'industrie, fut voulu par des représentants importants de la ville de Rome au XIXe siècle : le prince Baldassarre Odescalchi, Augusto Castellani et son frère Alessandro invitèrent la Municipalité de Rome à « prendre l'initiative de fonder… une exposition permanente d'objets d'art, appliquée à l'industrie » comme à paris et à Londres. La collection archéologique des Musées capitolins présente une petite partie des vastes collections du Musée artistique industriel, dont le patrimoine fut destiné aux différents musées romains dans les années 1950.

### Salle Castellani I
La collection Castellani est faite d'environ 700 pièces provenant des plus importants sites archéologiques de l'Étrurie, du Latium et de la Grande-Grèce et concernant une période allant du VIIIe au IVe siècle av. J.-C.. Conformément à un critère du XIXe siècle, Castellani subdivisa les pièces par catégories, sans garder les traces de liens existant entre certains groupes d'objets retrouvés ensemble et ne transmit pas de renseignements exhaustifs sur la provenance des objets, qu'il est parfois possible de reconstituer au moyen de la documentation disponible.
Les nécropoles des principales villes étrusques (Véies, Cerveteri, Tarquinia et Vulci) sont les lieux qu'il préférait visiter, ainsi que les sites du Latium, tels que Préneste, les villes des anciens Sabins, de la campagne de Falerium (Civita Castellana), ainsi que Rome bien évidemment. Alessandro, qui vécut longtemps à Naples, céda à son frère beaucoup d'objets provenant des sites de la Campanie et du Mezzogiorno.
Tout en respectant la subdivision prévue par Castellani, l'exposition actuelle privilégie les catégories de céramiques importées de la Grèce (salle I), ainsi que celles fabriquées localement (salle II). La quantité, mais surtout la qualité du matériel exposé, permet de suivre le développement de la production grecque du VIIIe au IVe siècle av. J.-C.. La céramique fabriquée à Corinthe était présente dans toute la Méditerranée dès la deuxième moitié du VIIIe siècle av. J.-C. et, jusqu'au milieu du VIe siècle av. J.-C., elle fit partie des produits de luxe fabriqués pour des catégories économiquement et socialement privilégiées. Les céramiques grecques-orientales fabriquées sur la côte de l'Asie Mineure et les îles grecques largement exportées en Grande-Grèce, en Sicile et en Étrurie, où les contacts commerciaux et artistiques avec le monde grec-oriental eurent d'importantes conséquences, conditionnant les développements de la production artisanale et artistique, se situent dans le même cadre chronologique. La catégorie la plus représentée est celle qui fut fabriquée à Athènes du début du VIe au IVe siècle av. J.-C., caractérisée par une argile de couleur rougeâtre avec une riche décoration figurative : selon le type de technique, la production se distingue en céramiques à figures noires et céramiques à figures rouges. La présence massive en Étrurie de ces « vases marchandises » les rend fondamentaux car ils constituaient le principal véhicule de transmission d'images helléniques et des notions qui y étaient liées, telles le mythe et l'épopée qui contribuèrent de façon déterminante au processus d'acculturation des élites dominantes, des commanditaires et des acquéreurs de ces marchandises.
D'autres vases avec des personnages rouges, mais fabriqués dans l'Apulie et la Lucanie, réalisés dans les ateliers de la Grande-Grèce entre la fin du Ve et le IVe siècle av. J.-C., sont aussi exposés dans cette salle, en plus des objets attiques.

#### Cratère d'Aristonothos

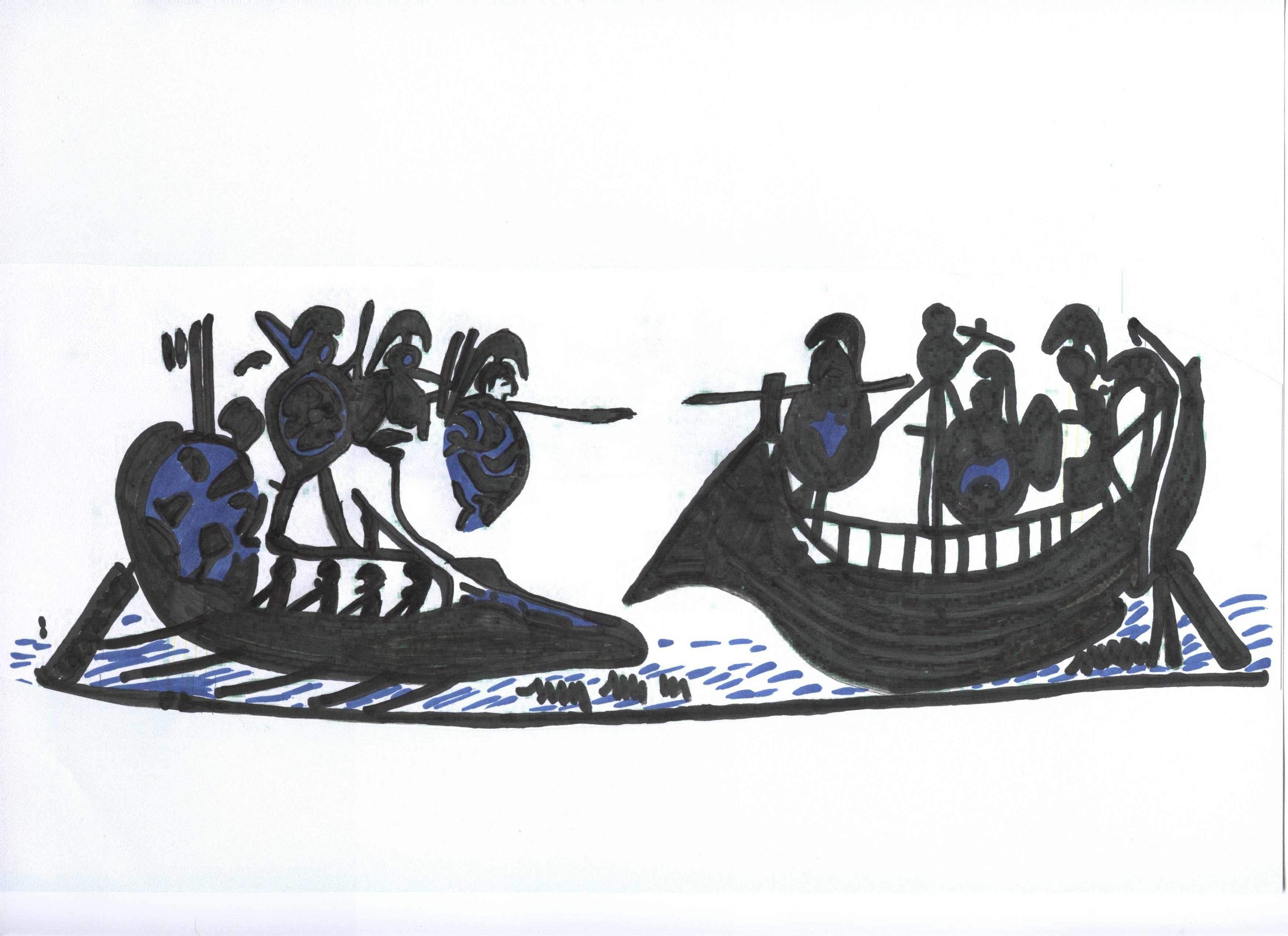
Scène de bataille, cratère d'Aristonothos.

Chef-d'œuvre de l'art de la céramique archaïque, il a été acheté dans les années 1869 à Cerveteri, par Augusto Castellani. Il fait partie de la seconde donation, de 1876, selon les inventaires du musée où il est mentionné comme « Vase d'argile rougeâtre avec des personnages de couleur sombre. D'un côté, cinq guerriers en train d'attaquer un sixième guerrier déjà au sol. De l'autre, combat naval entre deux vaisseaux : le premier avec trois guerriers et des matelots, le second avec trois guerriers ». Le cratère présente une riche décoration avec deux scènes très complexes. D'un côté l'épisode le plus connu, raconté dans l'Odyssée, de Polyphème aveuglé : les quatre camarades d'Ulysse sont représentés alors qu'ils enfoncent un pieu dans l'œil du Cyclope à l'aide du héros, le premier à gauche, qui s'applique de toutes ses forces avec une jambe appuyée au mur de la caverne. De l'autre côté, une bataille navale : à gauche, un bateau de guerre, avec une coque plate, mené par des rameurs, où sont représentés quatre guerriers avec des casques, des lances et des boucliers, dont l'un tient le gouvernail ; à droite, un bateau de commerce, avec une coque plus profonde et recourbée, muni d'une voile ; quatre hommes sont armés dont l'un qui monte la garde sur le mât de hune. La bataille navale a été interprétée de plusieurs façons ; il semblerait que l'on puisse y reconnaitre une bataille entre des Étrusques et des Grecs ; ces derniers, qui s'étaient installés dans les colonies de la Sicile et de la Campanie, entrèrent rapidement en conflit avec la thalassocratie étrusque qui dominait la Mer Tyrrhénienne.
Ce grand cratère sur pied évasé, utilisé lors des repas des aristocrates pour verser du vin, porte également la signature du potier grec qui l'a réalisé « Aristonothos epoiesen ». Aristonothos était sans doute un artisan qui avait quitté la Grèce pour arriver vers le deuxième quart du VIIe siècle av. J.-C. dans l'opulente Étrurie, où il s'était établi à Cerveteri : un membre de la classe aristocratique lui aurait commissionné le cratère pour ses banquets.

#### Statuette en terre cuite de dignitaire
Cet objet de grande valeur, représentant un personnage masculin assis, est conservé dans une vitrine de la salle. Il est mentionné dans les plus anciens inventaires manuscrits du musée comme « Statuette assise en terre cuite représentant un personnage qui tend la main droite en signe de réflexion ». Il s'agit de l'une des trois statuettes retrouvées en 1865 dans la Tombe des cinq chaises de la nécropole de Banditaccia à Cerveteri, achetées par Augusto Castellani avec quelques objets d'orfèvrerie. Elle fit partie de la première donation d'objets aux Musées capitolins, les deux autres étant vendues au British Museum.
Les statuettes étaient au nombre de cinq à l'origine, mais deux ne purent pas être récupérées en raison de leur mauvais état de conservation : elles étaient assises sur des sièges sculptés dans le tuf et placées dans une pièce latérale par rapport au vestibule. La présence d'un autel à cet endroit et les gestes des personnages ayant une main tendue en avant pour donner ou recevoir une offrande laisse à penser qu'il d'agissait d'un petit temple domestique pour le culte des ancêtres. Ce culte était très fort en Étrurie, comme le montre le présence dans les longs couloirs d'accès et dans les vestibules des tombes, de statues d'aïeux évoqués dans les cérémonies rituelles. Le personnage de la statuette est richement vêtu, signe évident de son haut lignage, retenu sur l'épaule par une fibule de type oriental très raffinée.
L'œuvre se situe dans la deuxième moitié du VIIe siècle av. J.-C., au moment où commence à se développer un art très important à Cerveteri : la production coroplastique qui deviendra l'« art national des Étrusques ».

#### Bas-reliefs de la Tombe des chiens de Tolfa
Les trois ouvrages, « n°3 trapézophores sculptés selon la mode archaïque avec des représentations d'animaux », furent déposés par Augusto Castellani dans les Musées capitolins en 1872 avant d'être ensuite introduits dans sa seconde donation de 1876. Les bas-reliefs en tuf gris ont été prélevés avec une série d'objets importants, dans une tombe en forme de chambre, dite la Tombe des chiens, qui avait été retrouvée à Tolfa dans le hameau de Plan della Conserva. Les objets furent vendus par la suite à différents musées, sans préoccupation, comme souvent à l'époque, de maintenir l'unité des objets. Selon des analyses récentes, les bas-reliefs se trouvaient autour de lits sépulcraux sur trois côtés de la chambre ; ils représentaient des chiens sur les deux panneaux latéraux et un cerf sur le panneau central. Ils furent très endommagés lorsqu'ils furent détachés ; réduits en fragments, ils furent recomposés avec de nombreuses lacunes. Une scène de chasse peut être reconnue dans l'ensemble : deux chiens, dont l'un flaire le terrain, se dirigent vers le milieu en suivant les traces du cerf. Compte tenu de la richesse de la décoration, il s'agit presque certainement de la sépulture d'un membre de la classe aristocratique, dont la chasse était une activité distinctive.
Au cours de la période archaïque, les élites se faisaient faire de grandes tombes de famille en forme de chambre, creusées la plupart du temps dans le tuf, dont la grande salle principale renfermait aux murs les lits funèbres avec de riches décorations. La datation de cet ensemble, de la première moitié du VIe siècle av. J.-C., correspond à la chronologie étrusque-corinthienne dont sont tirés les personnages des animaux comme répertoire.

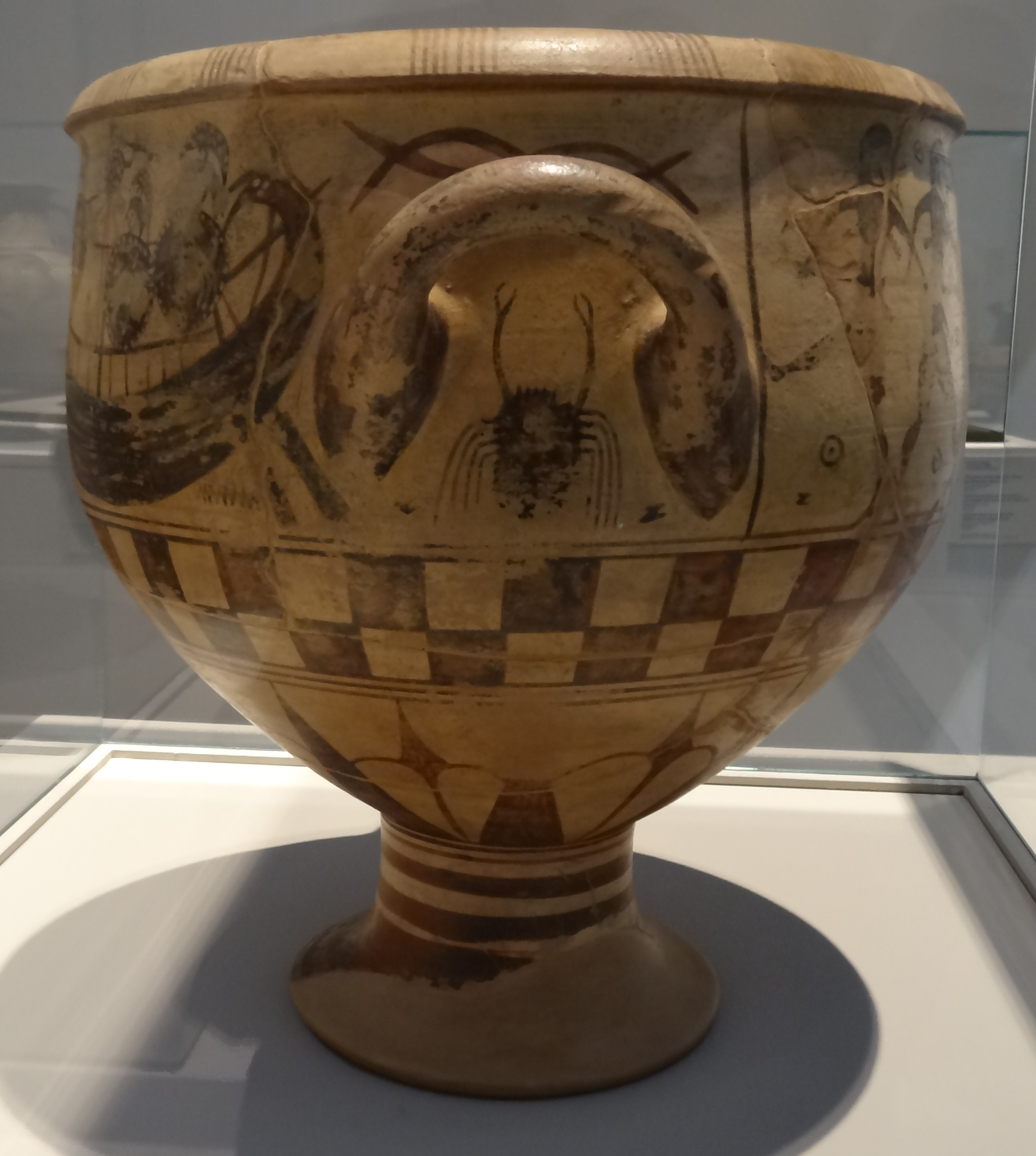
Vase dit Aristonotos (Cerveteri), acheté en 1869 par Augusto Castellani ; sur le côté gauche, figure un combat naval entre deux navires.
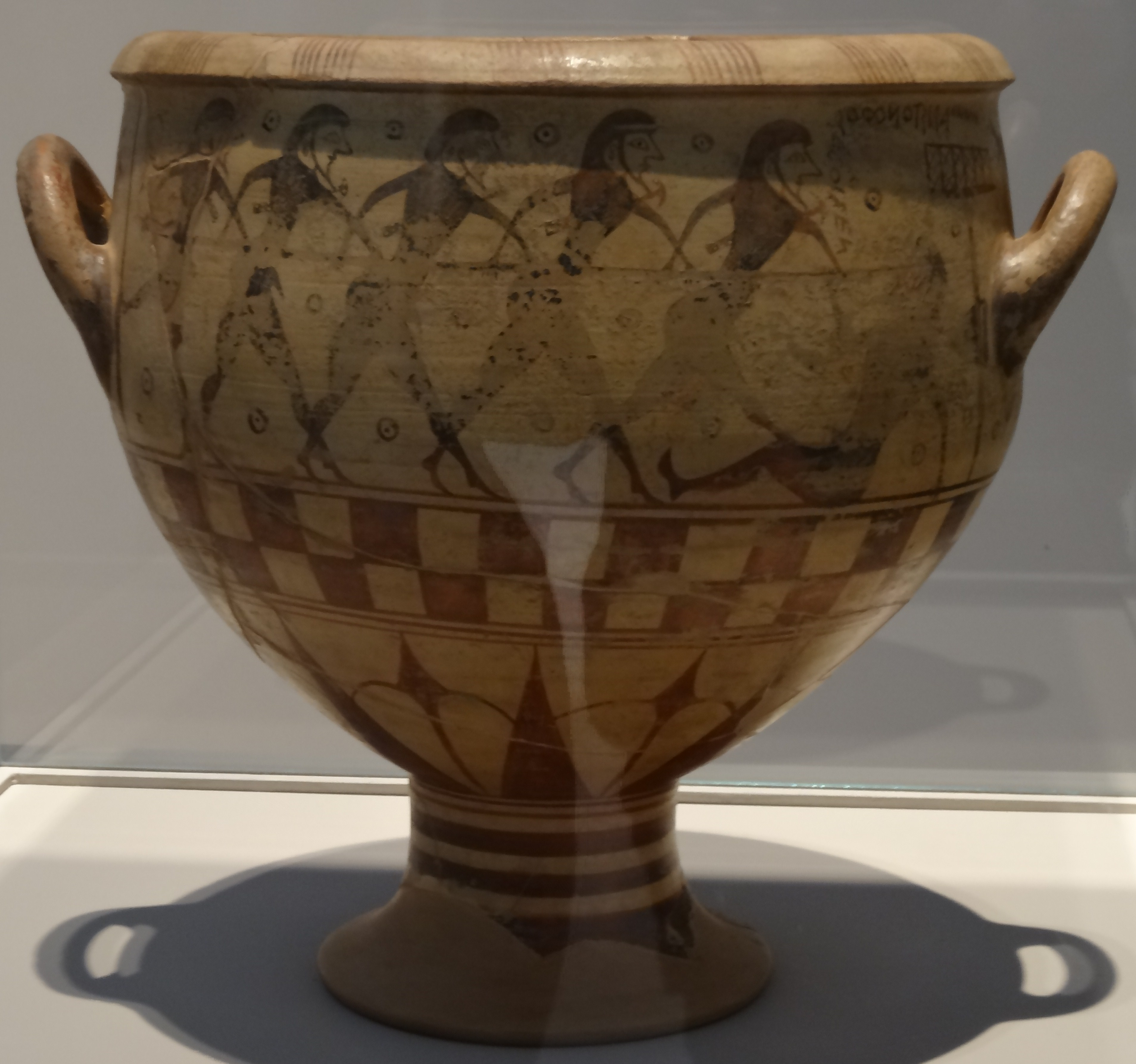
Vase appelé Aristonotos (Cerveteri), où cinq guerriers (de gauche à droite) attaquent un sixième au sol (à droite).
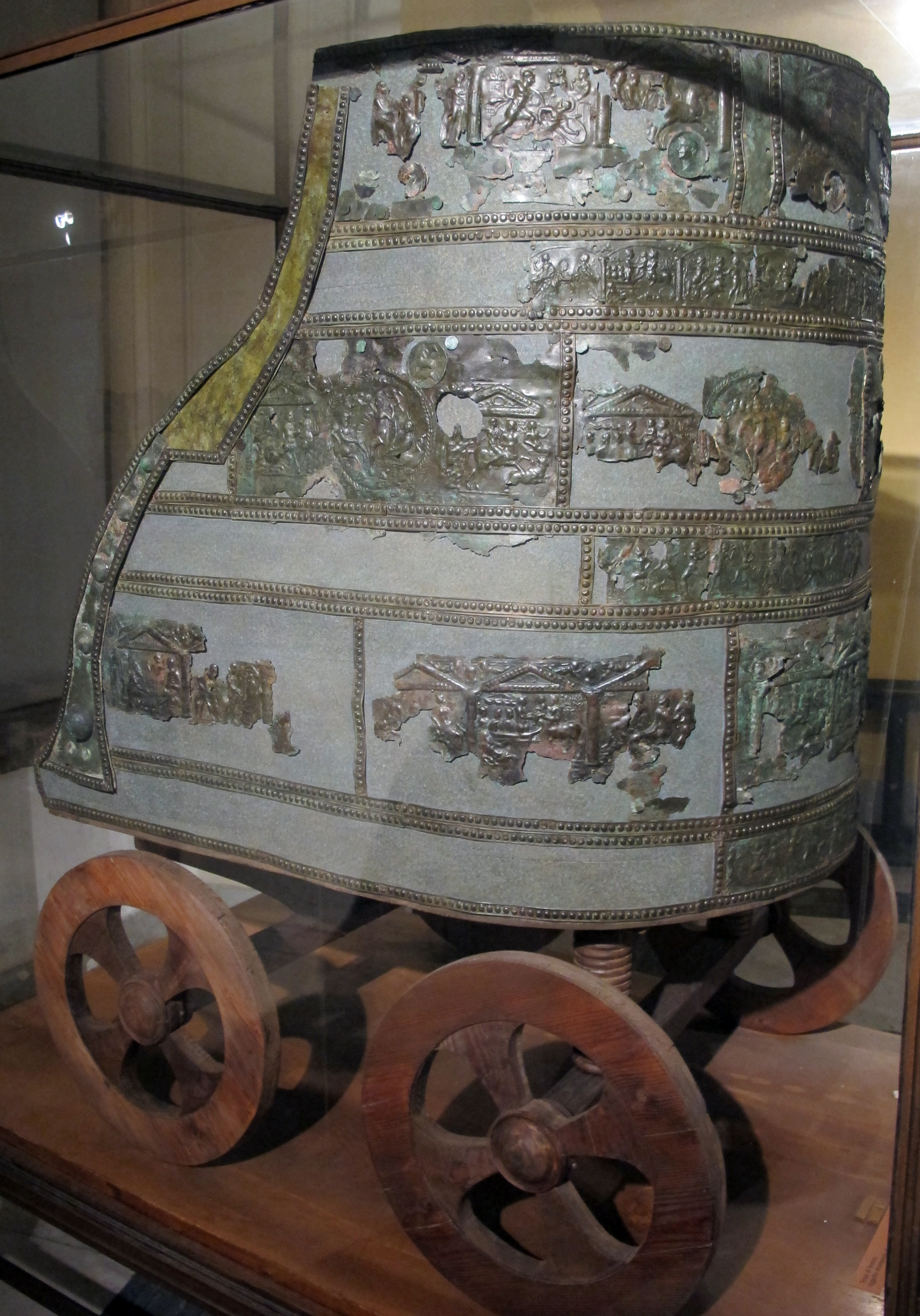
Char de cérémonie avec plaques de bronze du cycle troyen (IVe siècle av. J.-C.).
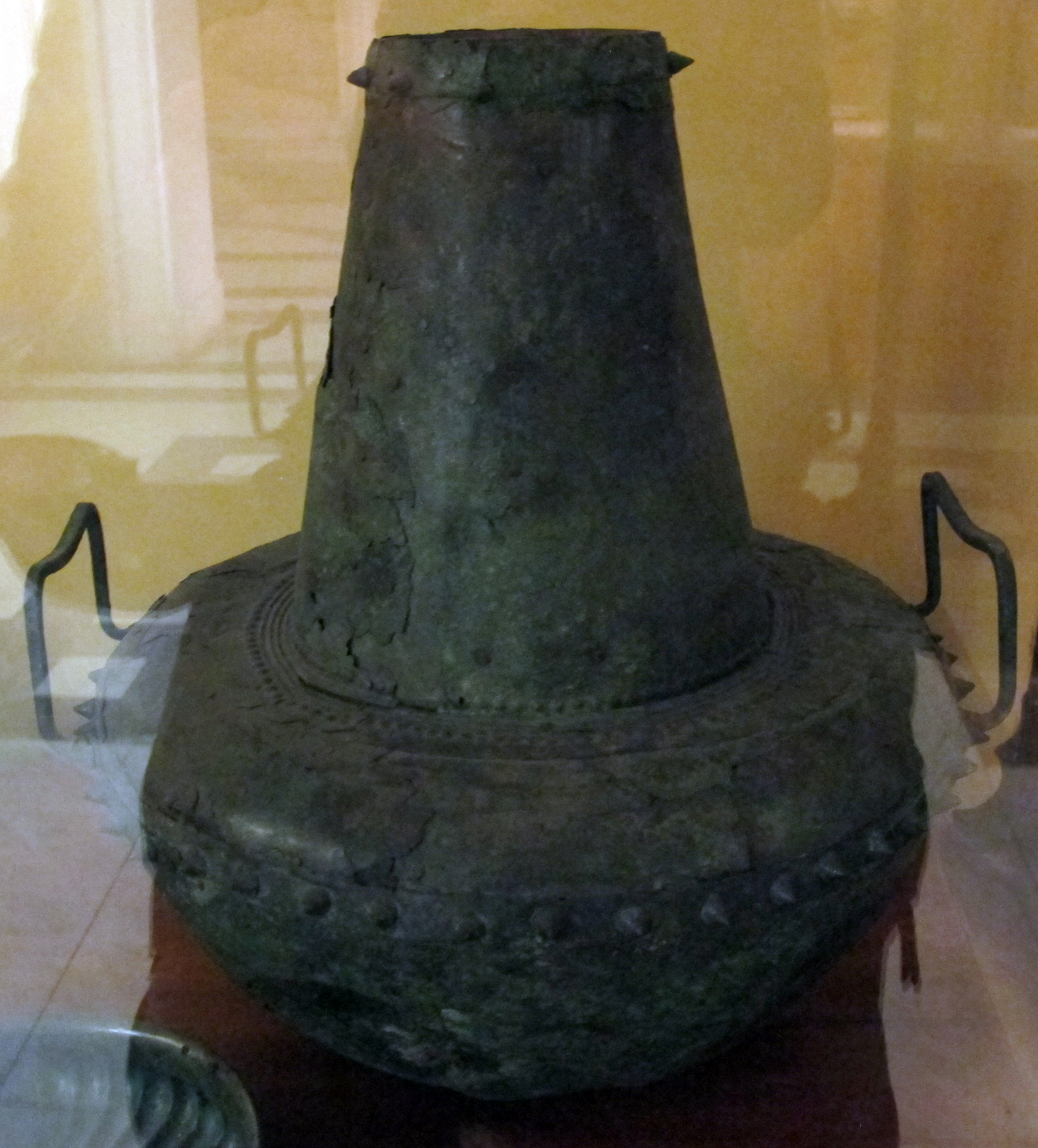
Vase biconique du soi-disant "Tombeau Castellani" de Palestrina (730 a.C.-700 a.C. env.).
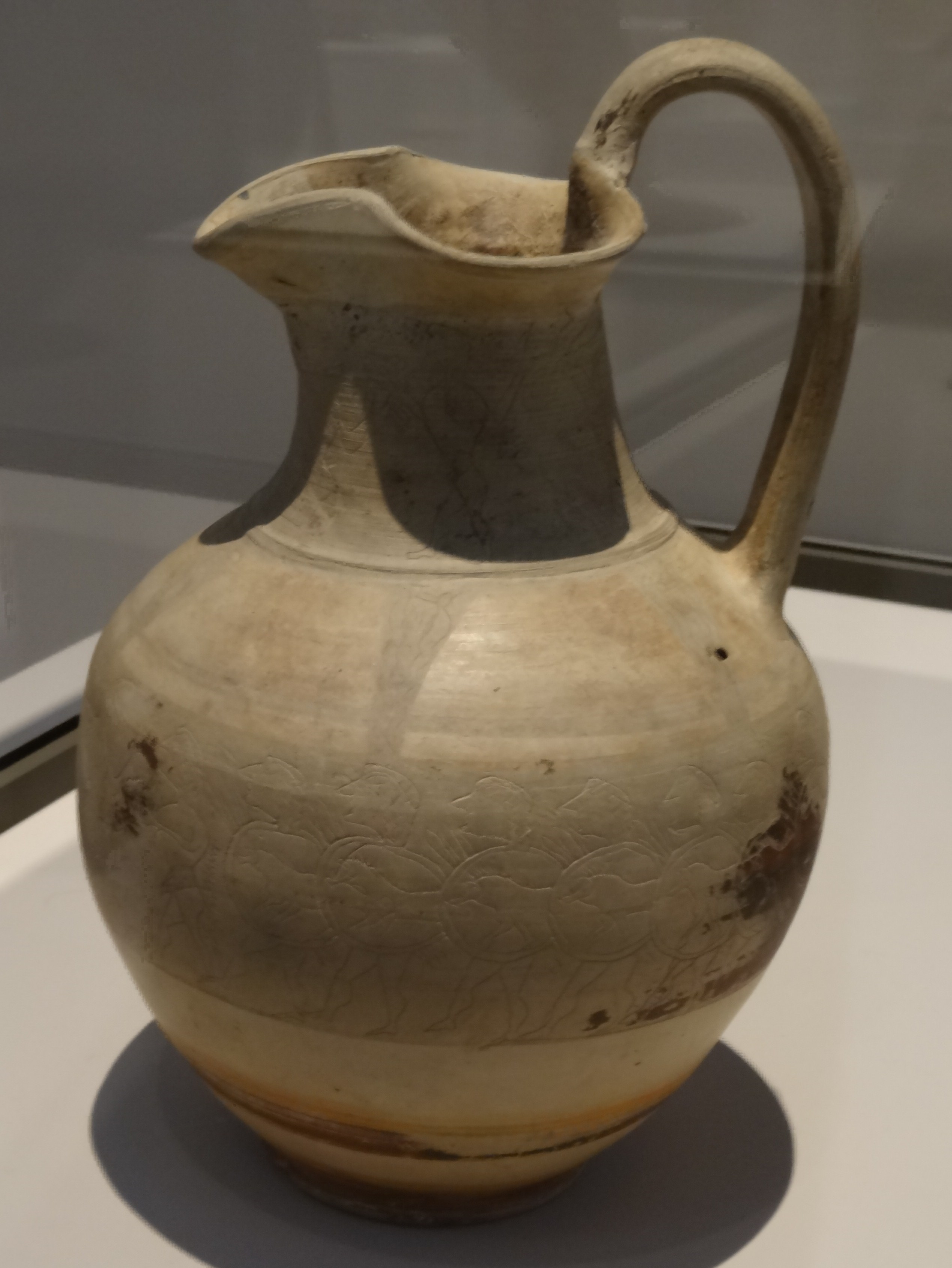
Vase étrusque aux hoplites.
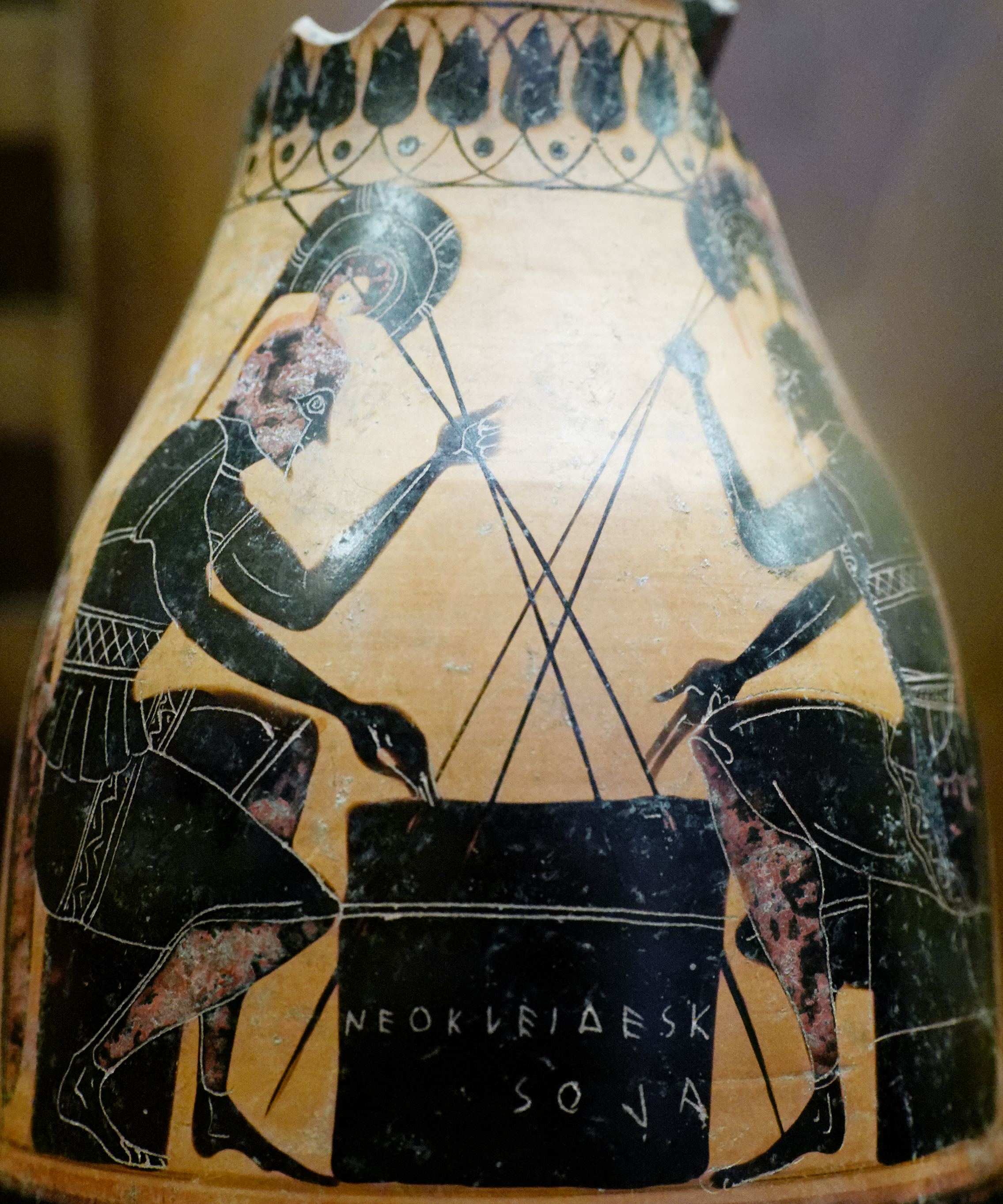
Achille et Ajax absorbés par un jeu de dés et de pions[31], œnochoé à figures noires (530 a.C.).
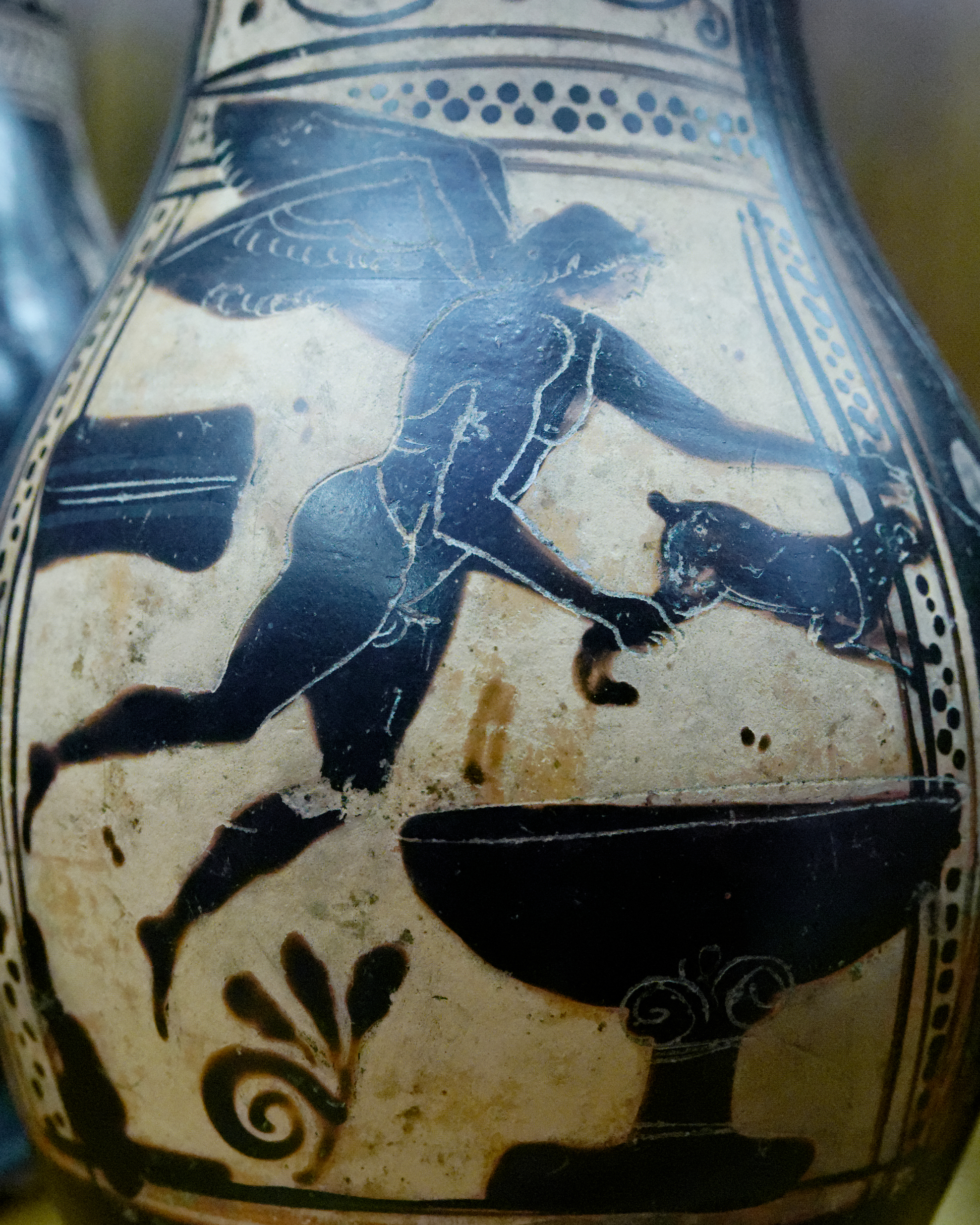
Eros en vol tenant un lièvre, olpé à figures noires (début Ve siècle av. J.-C.).
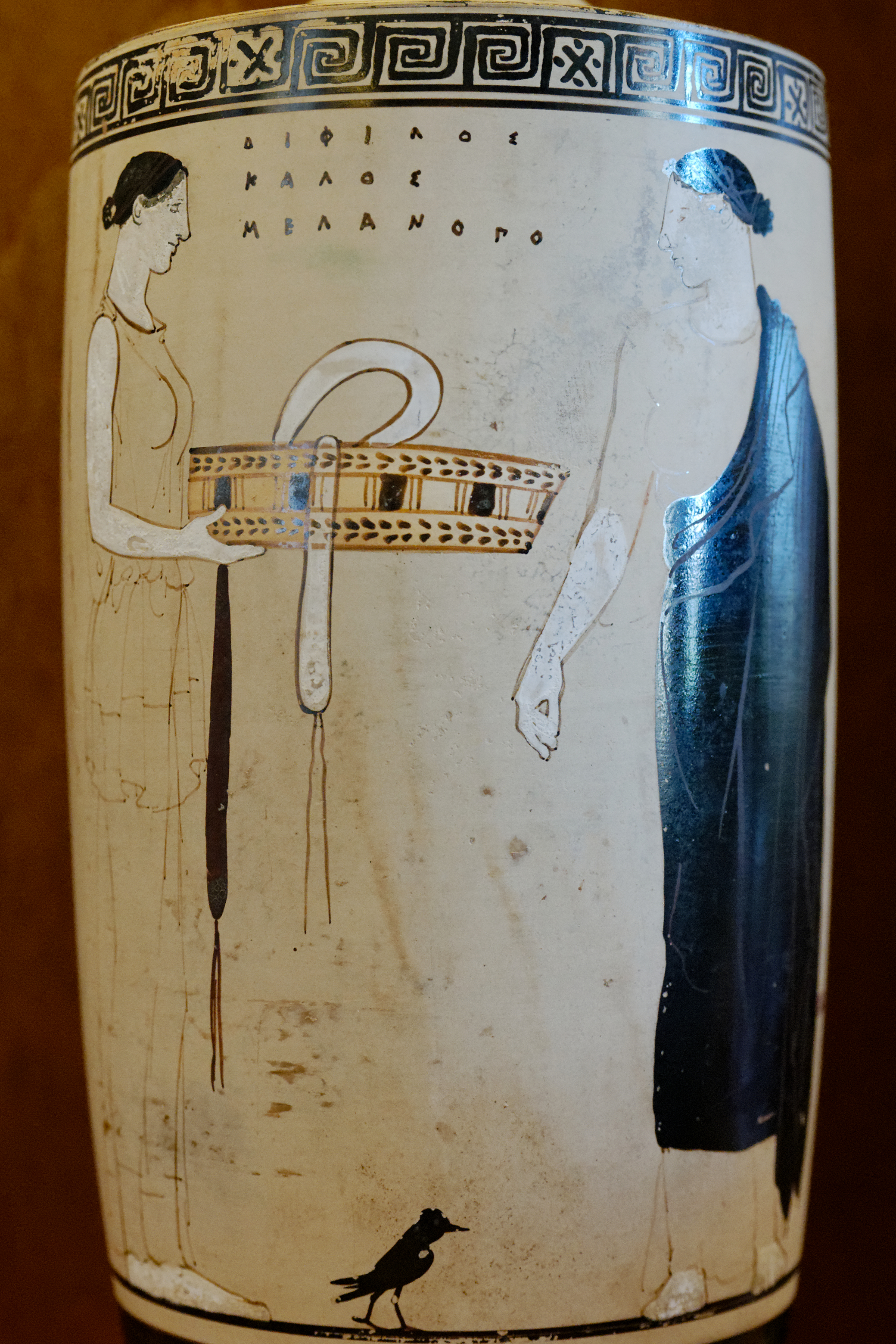
Femme et servante, lécythe attique avec un fond blanc.

### Salle Castellani II
Les céramiques fabriquées dans la région étrusque et le Latium sont exposées dans cette salle. Castellani évita de mentionner les lieux de provenance exacte ou les associations éventuelles ; seules des études récentes permettent de définir avec une bonne certitude certains des centres de production.
La céramique d'impasto et de bucchero exposés dans cette salle sont deux types de production caractéristiques de ces régions, en partie contemporaines et corrélationnelles (VIIe – VIe siècle av. J.-C.). Une série limitée de pièces archéologiques ont trait aux collections du Musée artistique industriel ; ce sont des pièces de valeur, de type attique à figures noires, à figures rouges, à fond blanc, produites en Laconie et Apulie.

#### Œnochoéde Tragliatella
L'œnochoé de Tragliatella a été retrouvé au cours de fouilles près du lac de Bracciano dans le territoire de l'ancienne Cerveteri et donné aux musées Capitolins en 1964, en souvenir de Tommaso Tittoni. Cette œuvre étrusque-corinthienne, du groupe des vases polychromes pouvant dater des trente dernières années du VIIe siècle av. J.-C., présente une riche décoration gravée sur trois registres qui a été expliquée de différentes façons : il semble cependant que l'histoire puisse avoir trait au mythe de Thésée et d'Ariane, réinterprété en fonction du commanditaire étrusque. L'aspect le plus remarquable est sans aucun doute celui de l'arrivée du mythe grec en Étrurie et, avec lui, d'un certain style de vie, de dérivation grecque, qu'adoptèrent les membres de la classe aristocratique, ce qui favorisa le processus d'acculturation et d'hellénisation que les princes voulaient mettre en œuvre.

#### Petit char en bronze
Le petit char en bronze de la collection Castellani est décrit dans la liste de la seconde donation de 1876 comme « Char ou bige en bronze du territoire romain, site incertain ». Il était réduit en morceaux quand il fut acheté par Auguste qui, avec l'aide de son fils Alfredo, exécuta une restauration complexe, en reconstruisant aussi un ouvrage totalement sur la base de décisions subjectives, car il réunit des parties d'objets différents.

#### Objets de la «Tombe Castellani» de Palestrina
L'ensemble des objets exposés dans la vitrine connus comme « Tombe Castellani » de Palestrina furent achetés par Augusto Castellani dans la ville du Latium et furent considérés comme un seul ensemble tombal pendant longtemps. En réalité, Castellani acheta cet ensemble avec d'autres objets qu'il distribua entre les Musées capitolins, le musée de la Villa Giulia (Rome) et le British Museum. Les objets des Musées capitolins n'entrèrent pas dans les collections comme un tout, cités par Castellani lui-même comme des objets « retrouvés ensemble ». Castellani effectua des travaux de restauration sur les objets pour permettre de mieux les apprécier sur le plan esthétique : ces interventions se transformèrent en remaniements arbitraires, qui le poussèrent dans certains cas à assembler des fragments provenant d'ouvrages complètement différents.
Les objets conservés au Capitole sont le plus souvent attribuables aux ensembles tombeaux de type oriental, phénomène de diffusion et d'imitation d'objets et de motifs orientaux qui affecta la péninsule italienne, la Grèce et la péninsule Ibérique entre le VIIIe et le VIIe siècle av. J.-C., destinés aux membres de la classe aristocratique de la région. À cette époque, les membres émergents des différentes communautés, les princes, réaffirmaient leur statut par une série de rites à la composante idéologique très forte et surtout par la déposition d'un riche mobilier funéraire. Il s'agit d'objets de luxe initialement importés, puis produits sur place, d'abord par des artisans orientaux et grecs qui s'étaient établis en Étrurie, puis par des artistes locaux admis dans ces ateliers.
Les objets exposés couvrent une longue période, allant de vase biconique en bronze laminé, très remanié par Castellani, comparable avec des ouvrages des trente dernières années du VIIIe siècle av. J.-C. et de la patère en bronze avec une cloison à godronnages, très nettement de dérivation orientale, jusqu'à l'ample diffusion dans le monde étrusque-italique à partir de la deuxième moitié du VIIIe siècle av. J.-C.. Deux objets en argent pour lesquels a été proposée une fabrication locale, plus particulièrement à Cerveteri, font partie de cet ensemble, comme la patère décorée de rangées de petits bossages en cercles concentriques autour du médaillon central, datant sans doute des premières décennies du VIIe siècle av. J.-C., et la coupe globulaire, avec des décorations gravées sous le bord, pouvant être datée du second quart du VIIe siècle av. J.-C..
L'objet exposé le plus singulier est certainement la ciste intégralement reconstruite par Castellani. Il fit adhérer différentes parties en argent repoussées, découpées ou ciselées, à un élément en bois de forme cylindrique qu'il réalisa lui-même. Le résultat est un objet très remanié : des analyses récentes soulignent l'emploi de parties provenant de différents objets.
Les objets en faïence sont de moindre intérêt. Les trois gourdes prévues pour le premier jour de l'année sont des objets que l'on offrait au début de l'année, en guise de vœux, en les remplissant de substances parfumées. L'aryballe globulaire décoré de losanges, servant lui aussi à contenir des onguents et l'amulette en forme de statuette du dieu Nephertum ont tous deux été probablement produits en Égypte au cous du VIe siècle av. J.-C..

## Salles des Fastes modernes

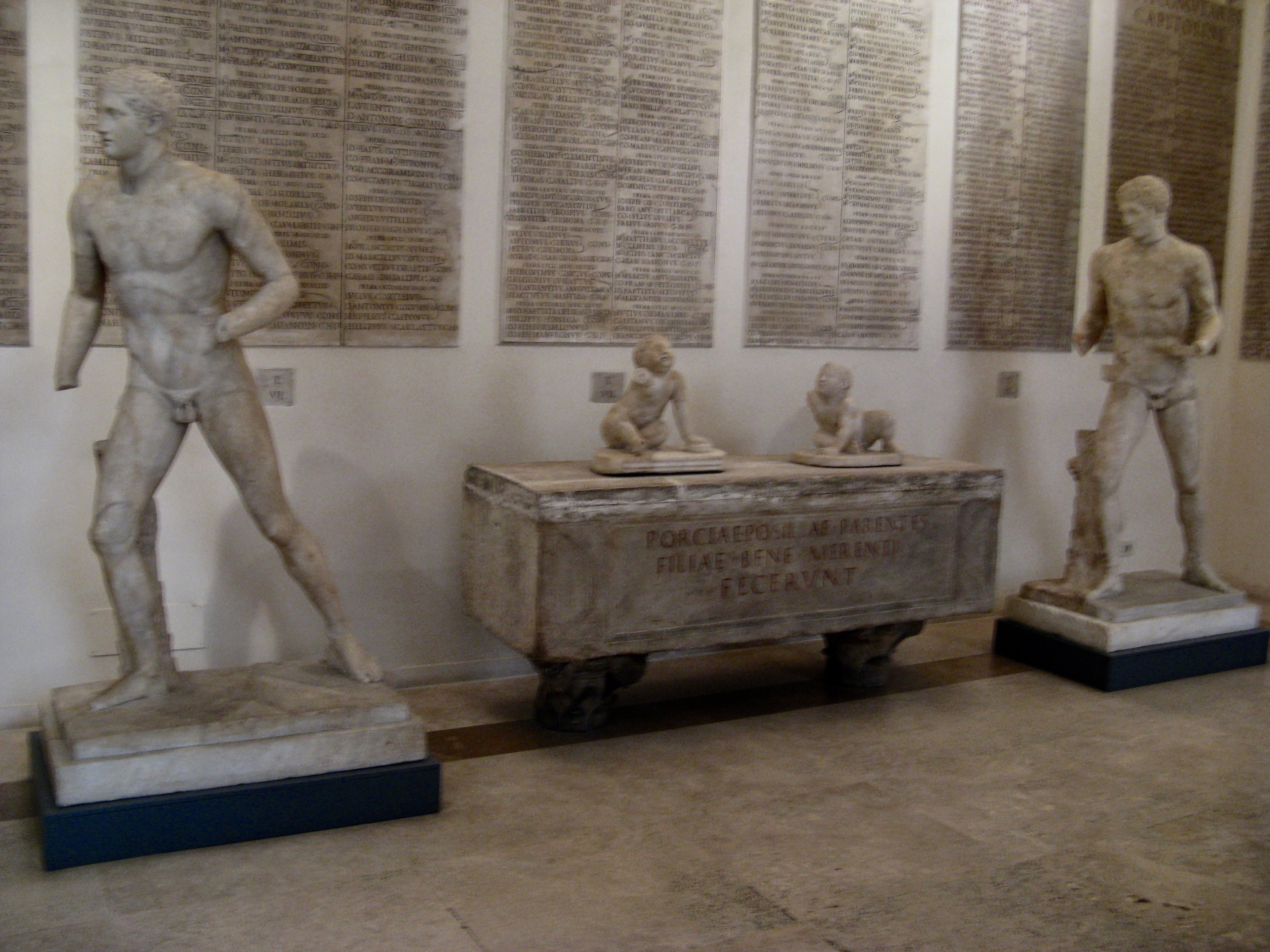
Athlètes de Velletri.

Les inscriptions, qui rappellent les noms des magistrats civiques qui se sont alternés à Rome à partir de 1640, se trouvent dans ces salles. Après les deux statues d'Athlètes de Velletri, des copies romaines d'originaux du IVe siècle av. J.-C., est installé un sarcophage avec des scènes dionysiaques; Dionysos est ici à moitié couché sur un char trainé par des centaures. Autour de lui, tous les personnages font partie de son monde : Ariane, Pan, des satyres, des ménardes participent à la procession joyeuse en dansant et en jouant de la musique. Le modelé soigné des figures est souligné par la polychromie encore bien visible.

## Galerie des horti

### Histoire
Le Quirinal, le Viminal et l'Esquilin, pôles de l'expansion urbanistique de la fin du XIXe siècle, fournirent une quantité d'objets considérable. Ces quartiers de la ville représentaient un terrain fécond pour les recherches parce que, bien que contigus au centre ville historique, ils présentaient, avant les grands changements commencés en 1870, des bâtiments disséminés, les horti, soit des villas avec de grands jardins, des vignobles, des potagers : il s'agissait d'explorer un terrain vierge, qui n'avait pas été bouleversé, où s'étaient succédé de façon ininterrompue différentes phases de construction. En raison de sa compétence territoriale, la supervision des travaux de terrassement dans ces quartiers fut confiée à la Commission archéologique municipale, permettant ainsi aux collections archéologiques capitolines de s'enrichir d'une documentation extraordinaire sur un phénomène urbanistique, entre la sphère publique et le monde privé, se situant sur le plan chronologique entre la fin de la république et le début de époque impériale.
La salle Octogonale, un pavillon de bois aux élégantes décorations, fut créée par Virgilio Vespignami, à l'intérieur d'une cour découverte du palais, pour abriter les sculptures les plus importantes, inaugurée en 1876, quelques années après le début des travaux de terrassement. Au moment de son ouverture, elle contenait 133 statues. Au cours de ses 27 années d'existence et jusqu'à sa démolition en 1903, le pavillon accueillit un nombre de plus en plus important de sculptures au fur et à mesure qu'elles étaient restaurées et exposées, tandis que les travaux d'exploration continuaient et que de nouvelles statues réapparaissaient. En 1903, le musée gagna de la place à côté du jardin intérieur qui avait abrité la salle Octogonale et le nouvel aménagement des œuvres, subdivisées en fonction de leur provenance, fut suivi par Rodolfo Lanciani. Aujourd'hui, ces œuvres reviennent dans les mêmes salles, selon un nouvel aménagement soulignant la valeur des marbres et la qualité artistique des statues anciennes, tout en respectant les choix muséographiques de la mise en place d'origine.

### Salle des horti Lamiani I-III

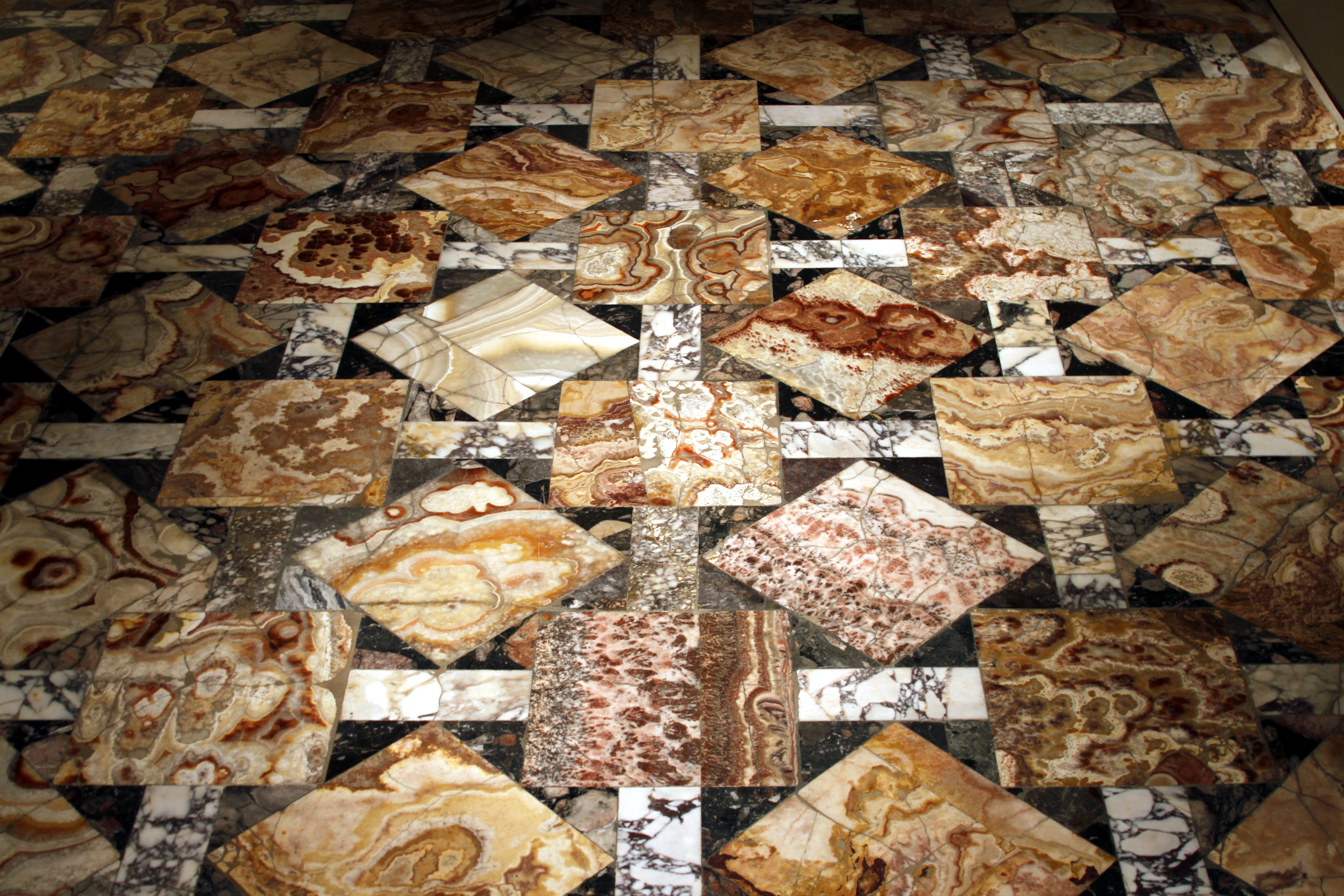
Sol en albâtre « de Palombara ».

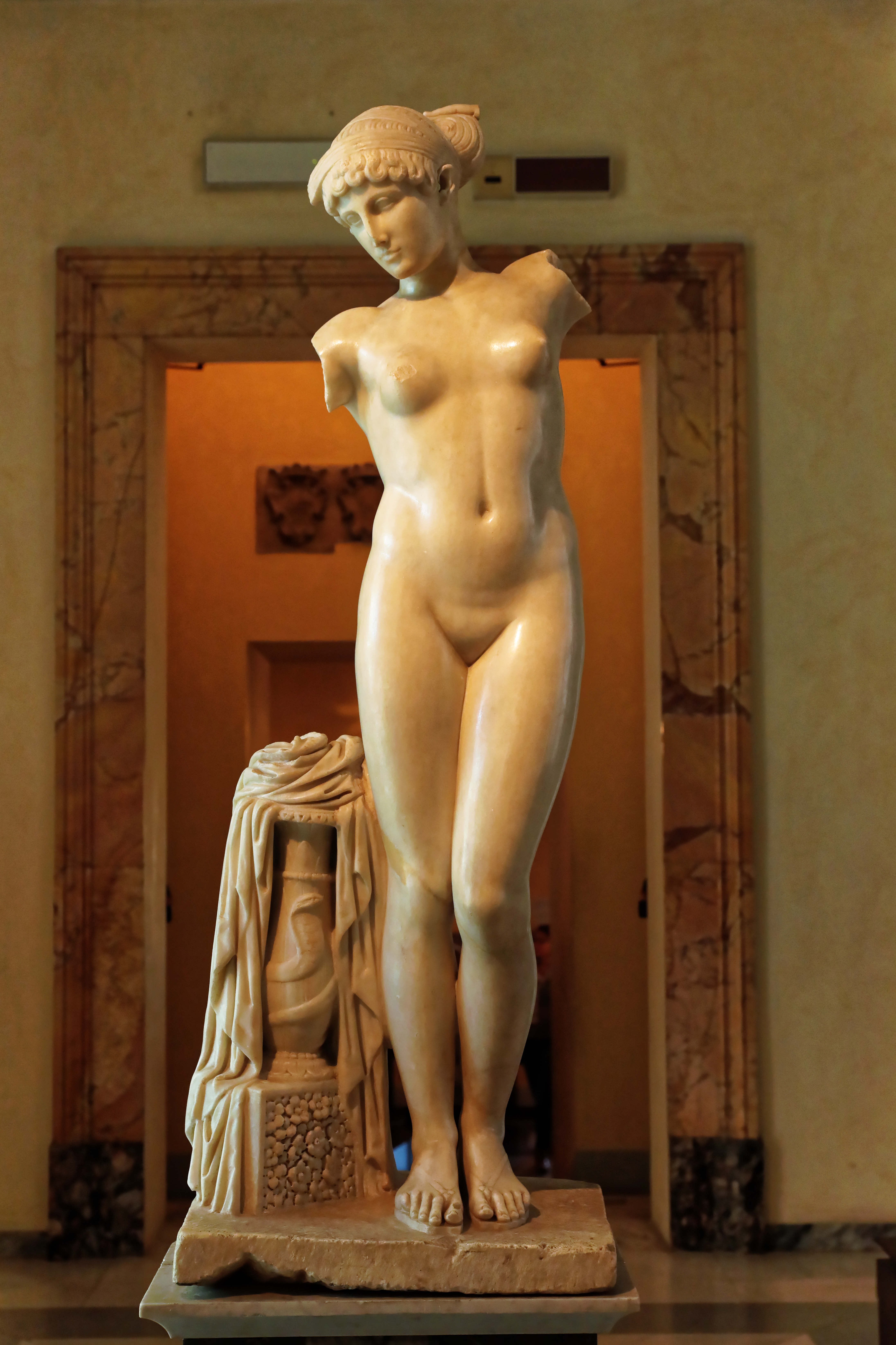
Vénus de l'Esquilin.

Ce qui reste des jardins de Lamia (horti Lamiani), soit les décorations et les sculptures de la villa, retrouvées sous terre, est exposé dans ces salles.
Quelques originaux grecs conservés dans la salle I sont le résultat du goût particulier de collectionneurs, du fait que les personnes cultivées de Rome faisaient constamment référence à la culture artistique d'époque classique : il s'agit de deux stèles funéraires grecques d'époques différentes et du groupe de l'Ephedrismos qui représente deux jeunes filles, l'une sur les épaules de l'autre, absorbées dans un jeu.
Dans la salle II, n'est conservée qu'une petite partie du sol en albâtre « de Palombara », appelé ainsi par les marbriers romains, parce que dans ce quartier, avant l'urbanisation du XIXe siècle, se trouvait la villa Palombara, qui décorait la galerie souterraine d'une longueur d'environ 80 mètres. Les chapiteaux de parastates en opus sectile ont été retrouvés à proximité : sur une base de marbre rouge, les motifs décoratifs sont formés d'une marqueterie faite de marbres colorés.
Un ensemble des statues, dont la Vénus de l'Esquilin, découvertes en 1874, à Noël, dans une chambre souterraine où elles avaient été abritées pour les défendre de quelque danger imminent, sont regroupées dans la salle III. La Vénus de l'Esquilin est entourée de deux figures de prêtresses ou de muses qui ressemblent à la statue principale en raison du traitement des surfaces et analogies stylistiques très nettes, surtout évidentes dans les visages aux lignes de contour indécises et avec un incarnat semblable à la porcelaine. Il s'agit d'œuvres de la première époque impériale, s'inspirant de modèles grecs de différentes époques, qui reflètent le goût éclectique typique de l'art romain.
Au même endroit, a également été retrouvé le groupe de statues représentant le portrait de Commode en Hercule, entouré de deux créatures marines, les Tritons, dans une allégorie complexe symbolisant l'apothéose de l'empereur encore en vie. Pour ses attitudes « excessives », Commode subit après sa mort la Damnatio memoriae, mesure qui comportait la destruction de toutes les images et toutes les citations dans les inscriptions officielles : c'est peut-être justement la raison pour laquelle ces statues précieuses avaient été cachées et ont été ainsi conservées.
La statue de Dionysos fut retrouvée au même endroit, faisant sans doute partie d'un ensemble plus ample qui devait comprendre également d'autres personnages du cortège du dieu. La statue de Diadumène vient du quartier des Horti Lamiani, copie d'époque romaine d'une statue célèbre de Polyclète représentant un athlète s'enduisant le corps d'huile.

#### Tête de Centaure
Les traits légèrement féroces du visage, rendus avec une grande efficacité, l'étude approfondie de l'expression des traits tourmentés, rapprochent cette tête de celles des statues de Sperlonga, surtout celle d'Ulysse. Le même commanditaire a peut-être été à l'origine de la création de ce groupe d'œuvres, réalisées en adhérant ouvertement à l'art hellénistique des objets rhodo-pergaméniens : Tibère, propriétaire de la villa de Sperlonga et héritier de la propriété des Aelii Lamiae.

### Salles des horti Tauriani et horti Vettiani IV-V

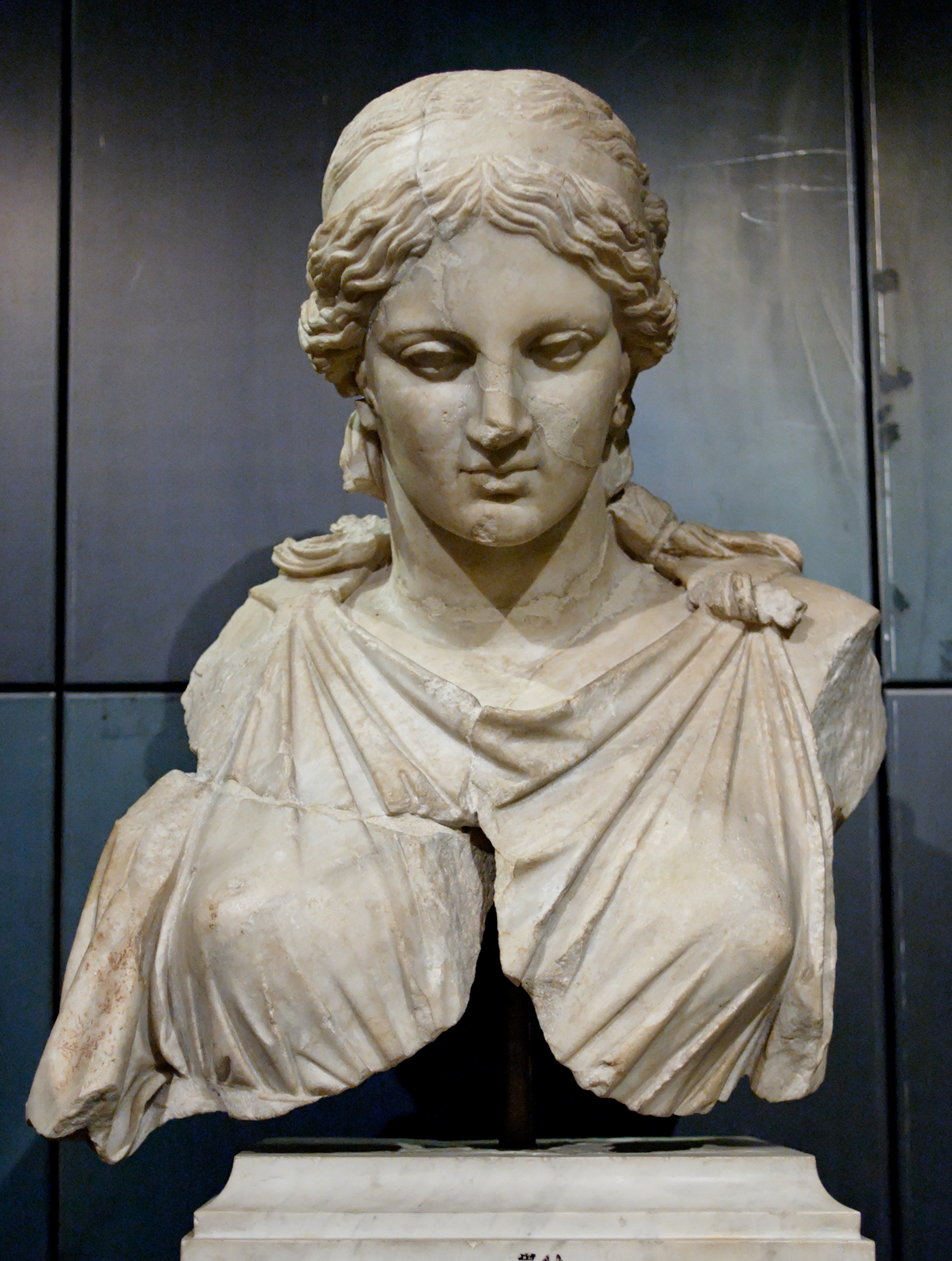
Artemis Kephisodotos.

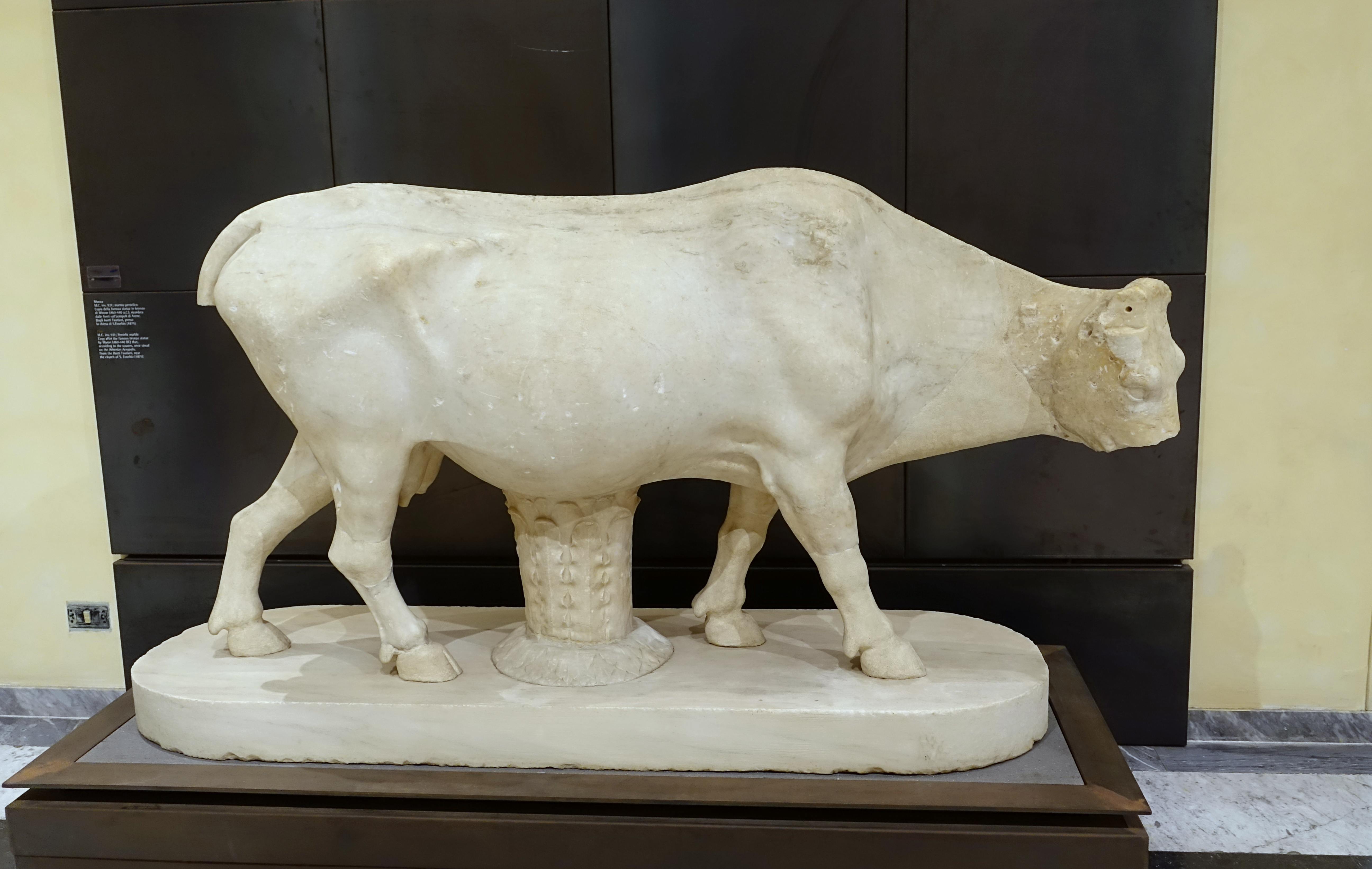
Vache, d'après Myron.

Les statues retrouvées près d'un mur de l'Esquilin peuvent être attribuées à différentes phase de vie des horti Tauriani et des horti Vettiani.
La statue d'Hygie est installée dans la salle IV : en raison de son style et de ses dimensions, elle peut être comparée au buste de divinité féminine reconnaissable comme Artémis, une copie d'un original, attribuée à Kephisodotos, du IVe siècle av. J.-C., retrouvée dans les environs et faisant sans doute partie du même groupe. Une troisième statue semblable aussi comme proportions a été retrouvée au même endroit et transformée, à la fin du XIXe siècle, en Rome chrétienne pour décorer le sommet de la tour capitoline.
L'intérieur d'une résidence enfouie dans la verdure semble un cadre indiqué pour les œuvres exposées dans la salle V : la statue de vache, faisant peut-être partie d'un groupe pastoral, est une copie de la statue en bronze célèbre représentant le même sujet, créée par Myron pour l'Acropole d'Athènes et portée à Rome à l'époque de Vespasien. Les reliefs aussi pourraient être ceux d'une décoration de jardin : l'un d'eux, particulièrement raffiné, représente un paysage sacré avec un sanctuaire entouré de hautes murailles, alors que les deux autres, malheureusement fragmentaires, sont de facture néo-attique et représentent les quadriges d'Hélios et de Séléné courant l'un vers l'autre.
Les portraits d'Hadrien, de Sabine (épouse d'Hadrien) et de Salonia Matidia, retrouvés au cours de la démolition des murs du Bas-Empire des horti Tauriani et placés dans la galerie, doivent être attribués à la phase impériale des horti.

#### Cratères
Les deux grands cratères doivent être attribués à la décoration des jardins de la villa : l'un est décoré de scènes du monde dionysiaque et l'autre représente les noces de Pâris et d'Hélène. Ils furent probablement utilisés comme bassins pour une fontaine. Ils présentent des différences stylistiques très nettes au niveau des décorations : le premier est plus mouvementé, en accord avec la danse dionysiaque, le second plus statique, démontrant l'adoption de tendances dérivant d'un classicisme froid.

#### Statue d'Hygie

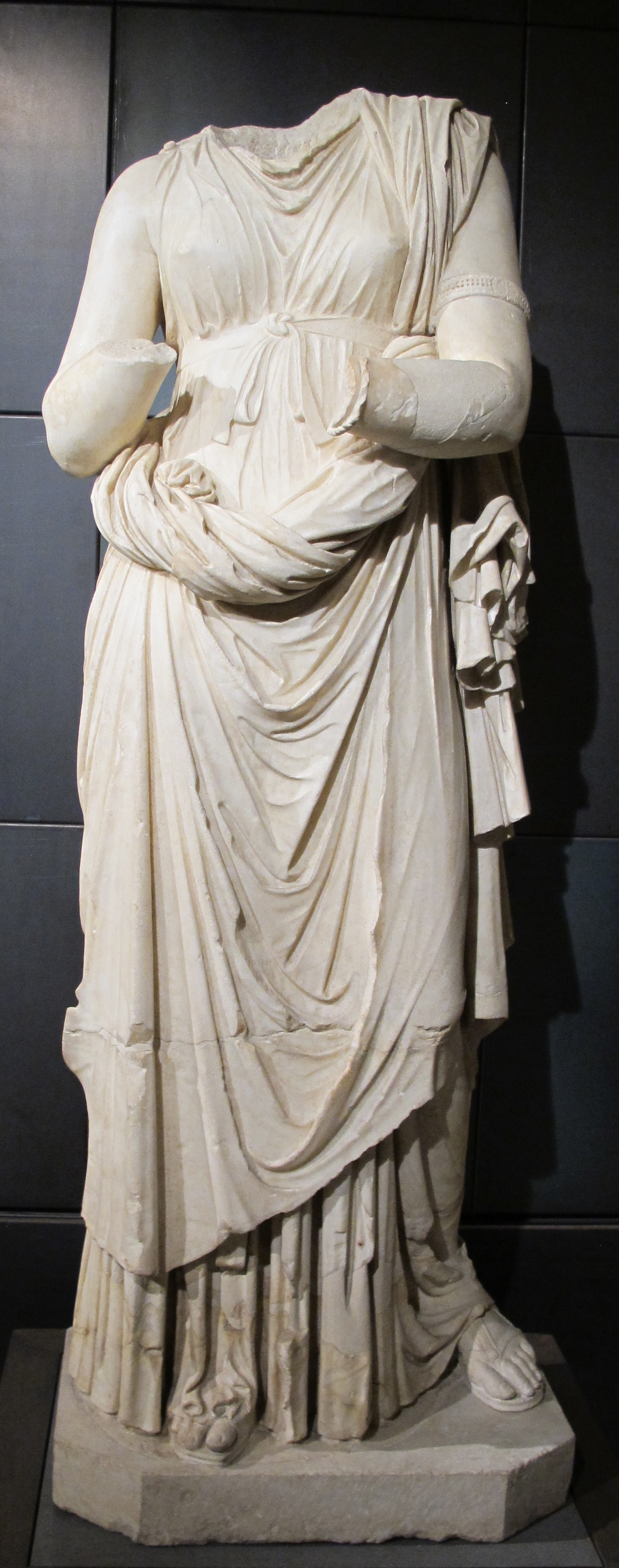
Statue d'Hygie.

Le personnage imposant, plus grand que nature, représente une divinité, peut-être Hygie, enveloppée dans un élégant drapé : le manteau qui repose dur l'épaule gauche forme sur le ventre un rouleau volumineux, fait de plis. Un bracelet de fils retordus ornent le poignet gauche alors que, tout de suite au-dessus du coude, sur le même bras, apparait un bijou précieux décoré d'une gemme gravée. Il s'agit d'une réélaboration de l'époque tardive républicaine d'un original du IVe siècle av. J.-C..

### Salle des horti de Mécène VI-VIII
Dans la salle VI, sont exposés une série d'hermès avec des portraits attribuables aux personnages de l'entourage littéraire de Mécène, découverts à proximité de la tour située à l'endroit le plus élevé des jardins de Mécène. Exemple raffiné de l'art néo-attique, la fontaine en forme de rhyton signée par l'artiste Pontios, a son pendant thématique immédiat dans le relief avec des ménades en train de danser, une duplication néo-attique de la donation votive chorégique pour Les Bacchantes d'Euripide créé par Kallimachos en 406-405 av. J.-C.. La tête d'Amazone et la statue de Marsyas en marbre pavonazzetto, chef-d'œuvre de virtuosité sculpturale présentées dans cette salle, comptaient parmi les statues décoratives des horti.
La présence, dans le cadre des horti de Mécène, de certaines statues féminines identifiables comme des muses est significative, reflétant la réputation du propriétaire en tant que protecteur des arts et des artistes, alors que la statue en marbre égyptien vert, représentant un chien de garde, est sans doute un exemple d'objet de collection raffiné.

#### Tête d'Amazone

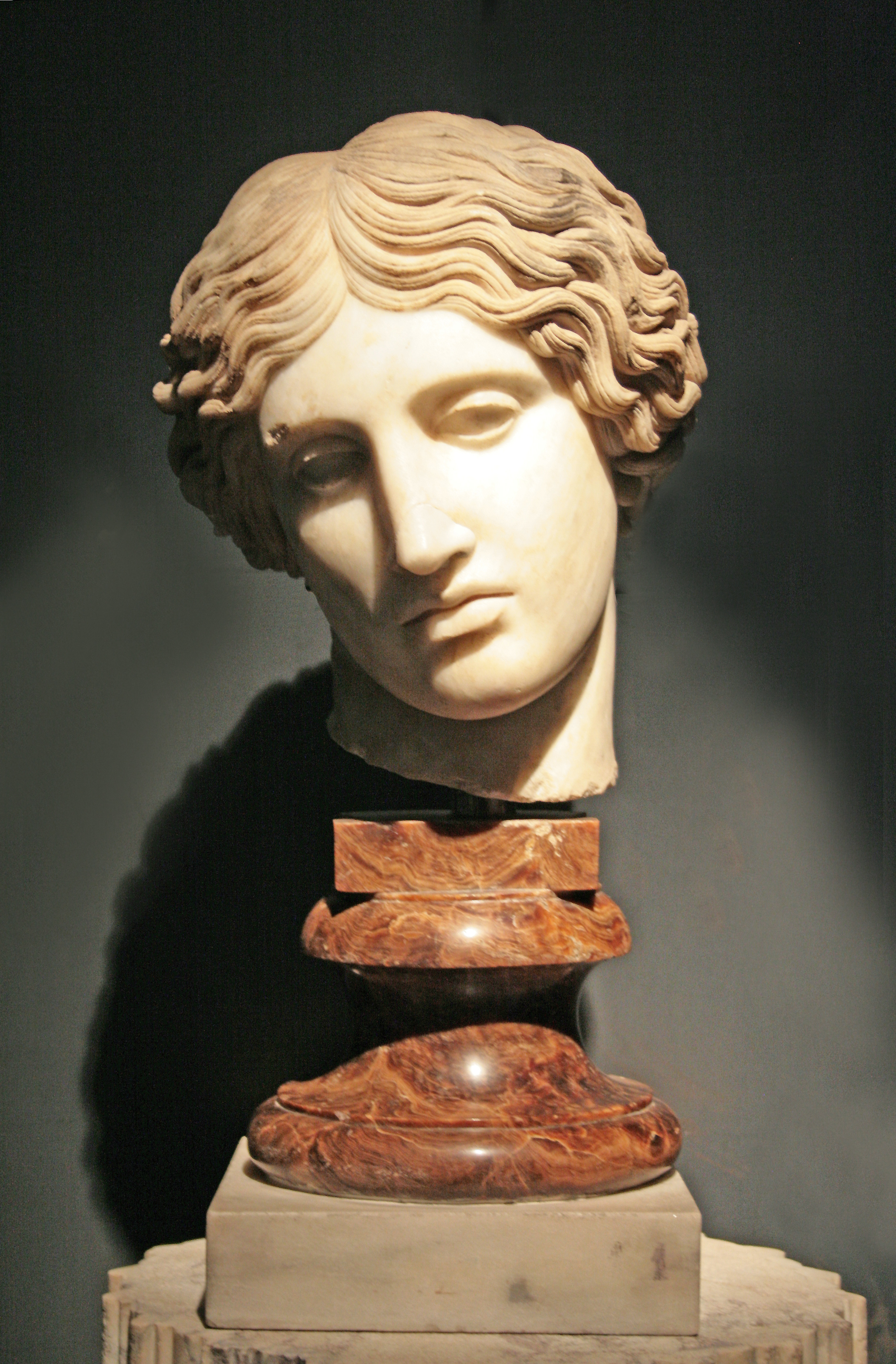
Tête d'Amazone.

Fragment d'une statue de grande qualité, il s'agit d'une très belle tête, copie d'un original en bronze réalisé pour participer à un concours à Éphèse entre 444 et 430 av. J.-C.. Les plus grands artistes de l'époque participèrent au concours : Crésilas, Phidias, Polyclète, et un sculpteur inconnu autrement du nom de Phradmon. La victoire fut attribuée à Polyclète, indiqué par tous les participants comme n'étant second qu'à lui-même.

#### Statue de Marsyas
La statue, une copie romaine d'un modèle hellénistique, exploite habilement une veine du marbre pavonazzetto pour rendre le corps écorché du silène Marsyas. La position du personnage, aux muscles sous tension et au visage douloureux, est un véritable chef-d'œuvre de l'« art expressionniste » qui a inspiré de nombreuses crucifixions.

#### Rhyton de Pontios

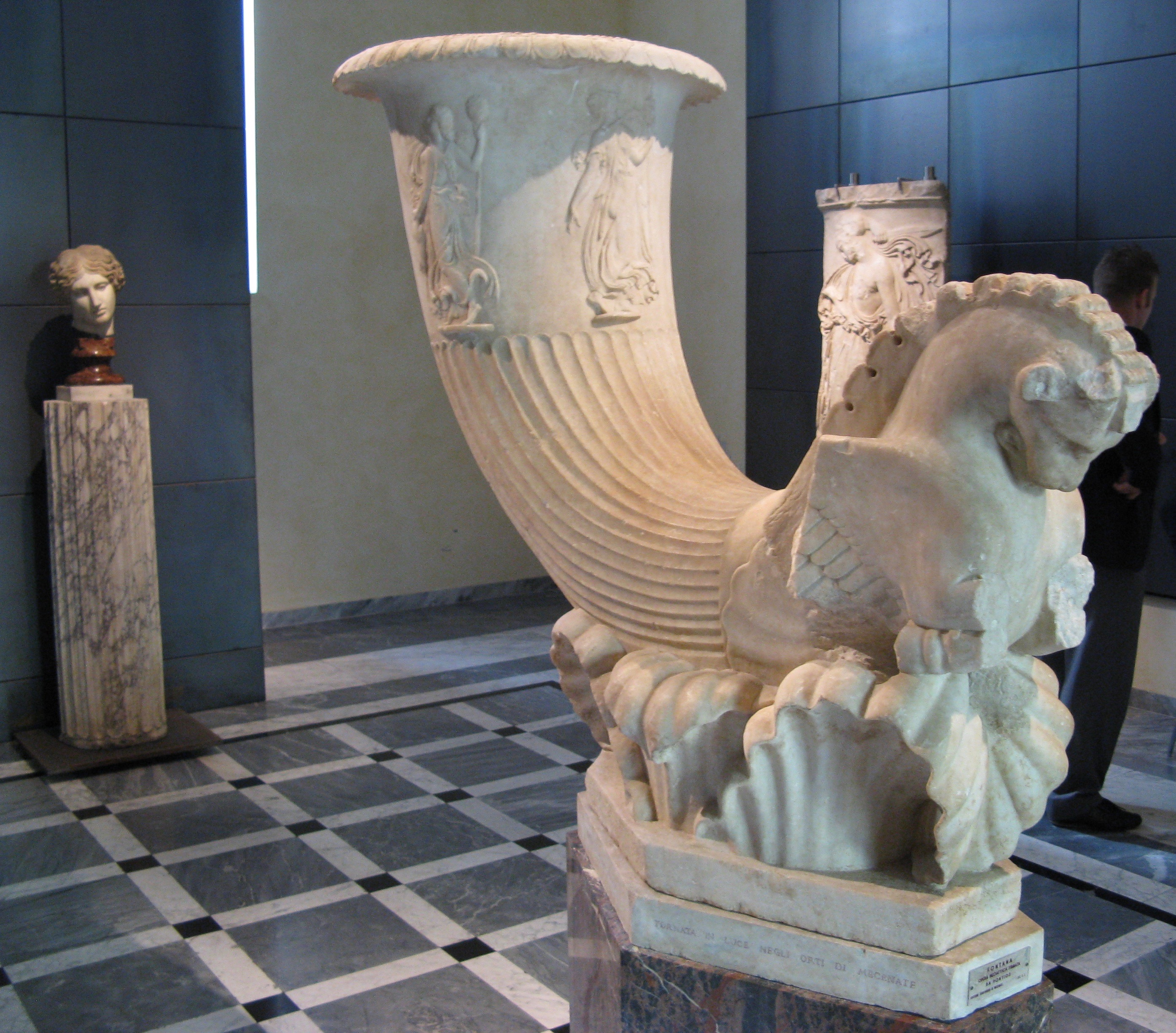
Rhyton de Pontios.

Sur un calice fait de feuilles ondulées repose une corne à boire, qui se termine par un corps de griffon ailé ; les décorations sous le bord sont faites de manades en train de danser. Cette fontaine est un exemplaire raffiné d'art décoratif de type néo-attique, signée par l'artiste grec Pontios.

#### Statue de Melpomène
La muse de la tragédie est représentée dans une image malheureusement fragmentaire, avec le buste incliné en avant et le pied gauche soulevé et appuyé à une roche. La position particulière du corps forme une ligne élégante pour le drapé du tissu qui se déploie dans un jeu raffiné de lignes courbes. La taille est entourée d'une nébride, la peau de chèvre typique des personnages appartenant au monde de Dionysos, qui rappelle clairement l'origine de la tragédie. Il s'agit d'une réélaboration d'un original grec du IVe siècle av. J.-C..

#### Groupe de l'Aurige de l'Esquilin

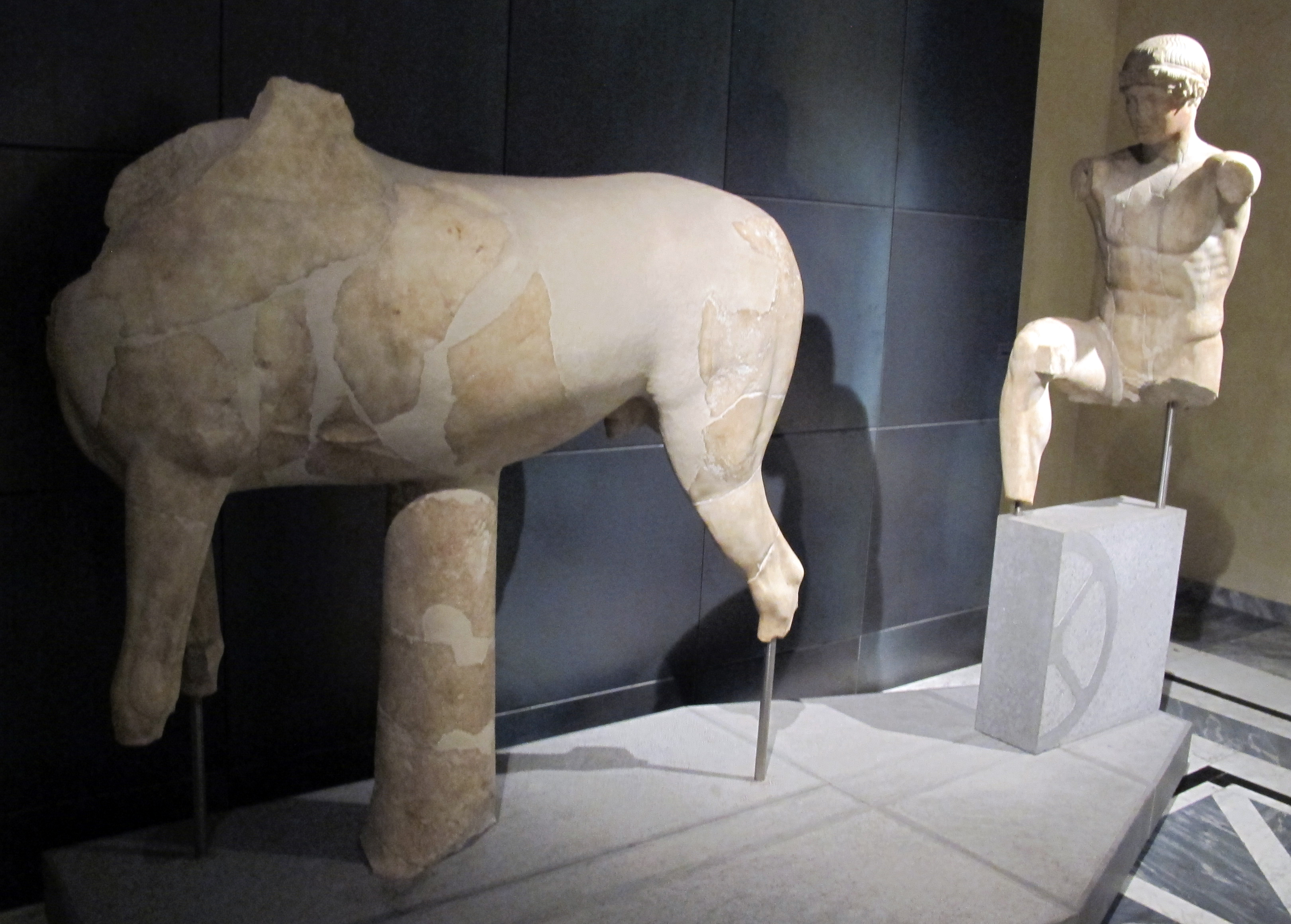
Groupe de l'Aurige de l'Esquilin.

L'étude stylistique et interprétative récente de la statue de l'Aurige placé dans la salle VII a permis de réunir les deux figures de l'aurige et du cheval qui avaient été retrouvées à une certaine distance l'une de l'autre au cours de fouilles de la fin du XIXe siècle et qui avaient été mises dans des musées séparés, étant donné que l'on ne connaissait pas le lien qui existait entre elles. Le cheval, réduit en fragments, fut retrouvé en 1873 au moment où fut démonté un mur de l'époque du Bas-Empire à l'endroit qui avait été occupé par les horti de Mécène. La découverte de l'aurige eut lieu en 1874, à plusieurs centaines de mètres au nord par rapport au cheval, près de l'église Sant'Eusebio de Rome. La découverte eut aussi lieu pendant la démolition d'un mur du Bas-Empire construit avec des milliers de fragments de statues dont les recompositions ont permis de récupérer les statues maintenant exposées dans les salles des horti Tauriani. Le groupe de statues recomposé présente une figure masculine nue sur un char trainé par deux chevaux : la scène a été réinterprétée comme la représentation du rapt d'Antiope, la reine des Amazones, par Thésée. Certains signes présents dans la figure masculine font en effet supposer la présence d'un autre personnage, l'amazone enlevée, près du héros, mais on n'a pas trouvé trace de cette statue dans les collections capitolines.
Du point de vue stylistique, l'œuvre n'est plus la copie d'un modèle grec codifié, mais plutôt une réinterprétation d'époque romaine de modèles grecs du Ve siècle av. J.-C..

#### Chien

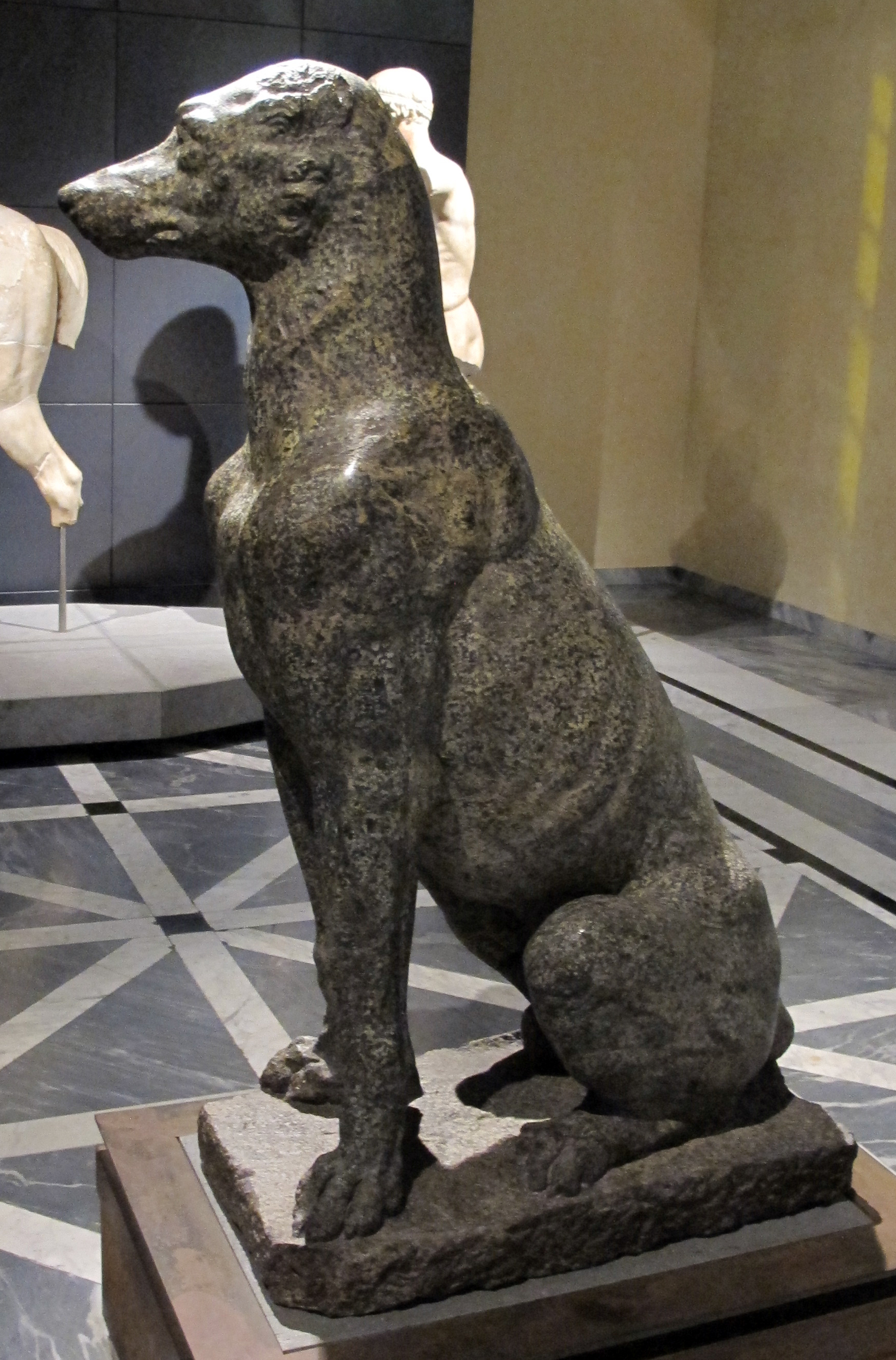
Chien.

Les proportions imposantes et l'aspect vigilant sembleraient rapprocher cette statue de chien de celles qui montaient la garde devant de nombreuses maisons romaines, selon une mode largement répandue. Mais dans ce cas, rien qu'à la valeur du marbre vert rare d'origine égyptienne (serpentin moucheté de noir, selon la dénomination des marbriers romains), travaillé avec une grande maîtrise et à la race caractéristique de l'animal, il semblerait possible d'attribuer la sculpture à un atelier alexandrin et à la considérer comme un objet précieux de collectionnisme artistique à placer à l'intérieur du jardin des horti de Mécène.

#### Stèle funéraire
Une stèle funéraire rare et précieuse est exposée dans la salle VIII, comme œuvre originale grecque où apparait une jeune fille vêtue d'un drapé compliqué, les différents types de tissus bien dessinés en plis épais étant soulignés soigneusement : la main droite est tendue et la gauche semble soulever les plis du chiton en un geste caractéristique de koré de la fin de l'ère archaïque.

#### Statue de Déméter

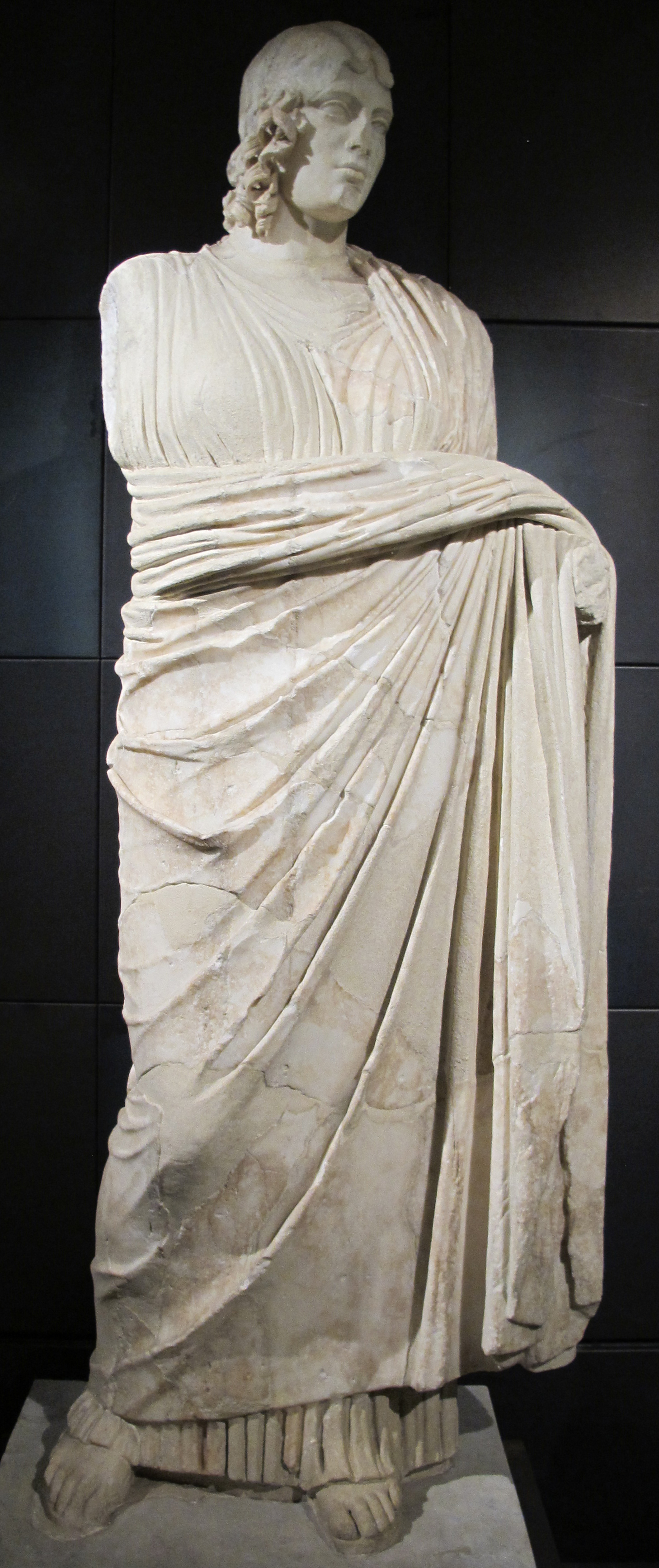
Statue de Déméter.

La statue colossale de Déméter, copie romaine raffinée d'un original du milieu du Ve siècle av. J.-C., est une œuvre artistique tout à fait spéciale, pouvant peut-être être attribuée à un lieu de culte situé à l'intérieur des jardins. La géométrie étudiée des plis du drapé et la légère torsion du buste donnent à la figure une tension intérieure considérable. La majesté olympique de la déesse est soulignée dans cette œuvre.

#### Statue d'Hercule au combat
Le personnage est tendu en avant dans un geste extrêmement dynamique. La tension du corps, accentuée par l'étude anatomique attentive de la musculature et l'expression intense et concentrée du visage, souligne l'agressivité du mouvement dérivant de la violence du combat. L'œuvre, une copie d'un original grec en bronze de la fin du IVe siècle av. J.-C., fut retrouvée, cassée en nombreux fragments, réutilisée comme matériel de construction dans un mur des horti de Mécène.

## Exèdre de Marc Aurèle

### Projet architectural

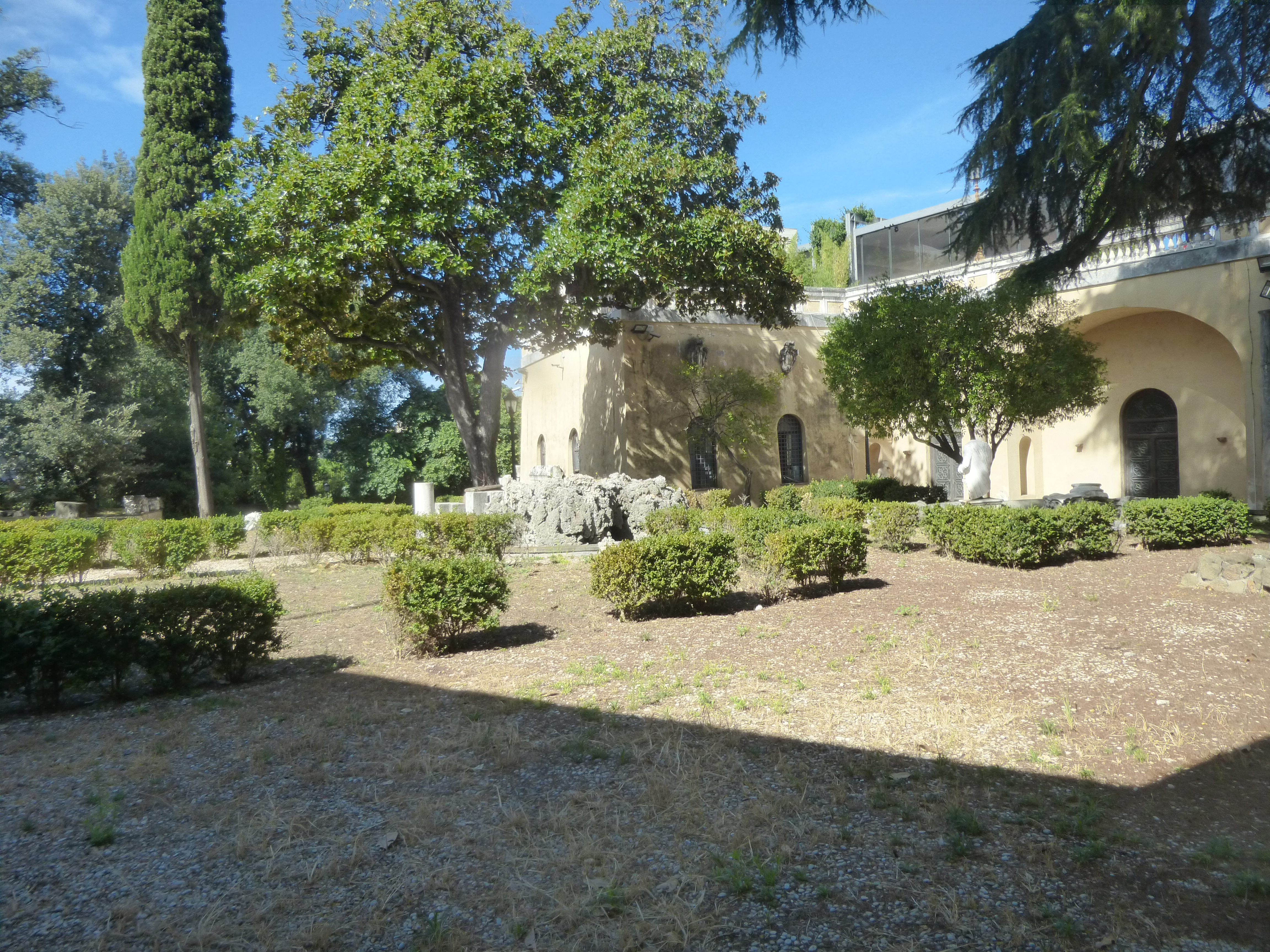
Vue de l'exèdre sur le « Jardin romain ».

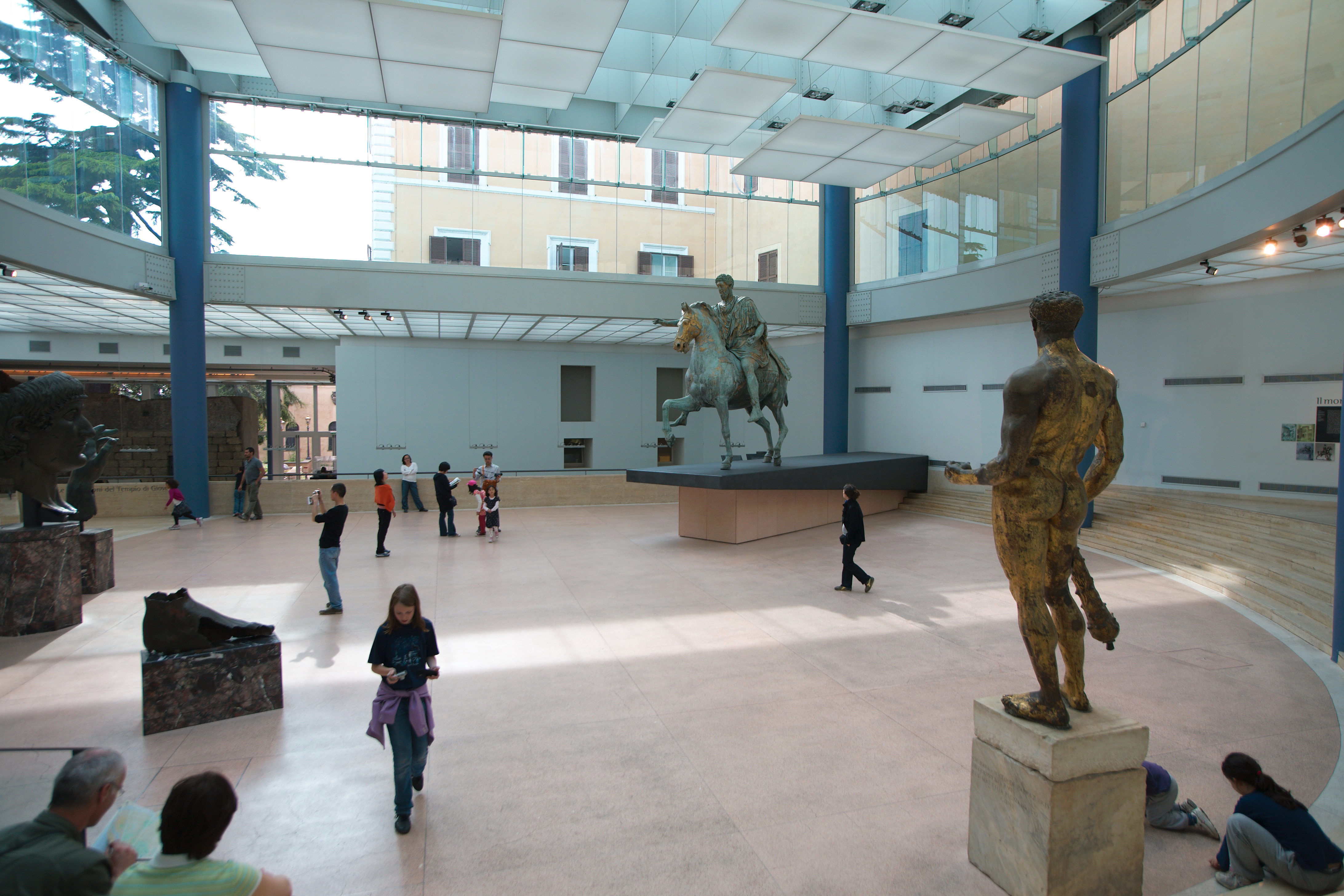
Vue générale de l'exèdre.

La nouvelle grande salle vitrée, à l'aspect hypertechnologique bien que dérivant de l'ancienne construction, construite à l'intérieur de ce qui était dénommé le « Jardin romain » du palais des Conservateurs représente, sur le plan chronologique, la dernière grande réalisation architecturale des musées du Capitole. Le but du projet de Carlo Aymonino a été de créer un grand espace lumineux au cœur du parcours du musée pour y exposer les éléments monumentaux du temple de Jupiter capitolin, de façon à constituer une partie centrale entre l'aile historique du palais des Conservateurs, avec les salles nobles et peintes à fresque de l'Appartement des Conservateurs, et les salles du musée plus récentes, créées à l'intérieur de l'ancienne propriété Caffarelli. Au cours de l'étude du projet qui a demandé de nombreuses années, différentes solutions ont été mises au point pour tenir compte, tour à tour, non seulement de la valeur esthétique et architecturale de la salle, mais aussi des nouveautés et des découvertes ayant eu lieu récemment. Le projet a donc dû évoluer sur le plan « historique », comme architecture et mise en place des objets à exposer, tout en maintenant les principes existants à l'origine pour modeler le tout en fonction de nouvelles exigences sur le plan de l'exposition et de la « fonction », en tant qu'abri permettant de conserver et de mettre en valeur les ruines imposantes du temple de Jupiter capitolin.
Les travaux d'architecture ont été réalisés dans un lieu sans toiture qui constituait depuis toujours la limite entre la propriété des Conservateurs et celle de la famille Caffarelli : les premières archives citant cet endroit datent du début du XVIe siècle, de l'époque où commença à s'affirmer la présence de cette famille au Capitole avec la construction de la première aile de son palais. Les plans et les vues de Rome permettent de suivre l'évolution architecturale de la propriété où l'histoire se mêle, de façon pratiquement inextricable, avec celle du palais.

### Statue équestre de Marc Aurèle

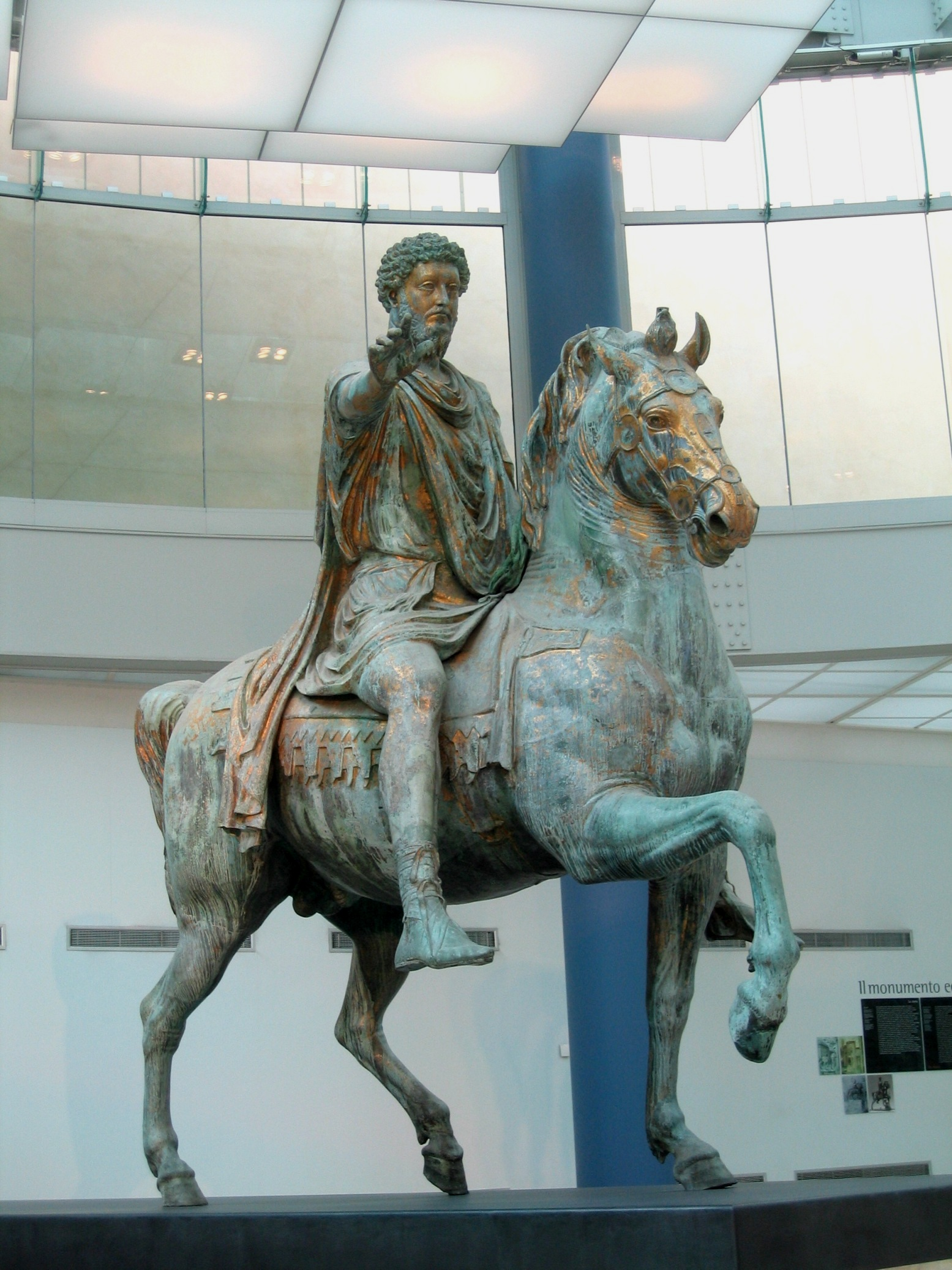
Statue équestre de Marc Aurèle.

La grande salle lumineuse accueille la statue équestre de Marc Aurèle après les travaux de restauration de cette œuvre, terminés dans les années 1990. Les techniciens ont en effet fortement déconseillé de l'exposer en plein air, à son emplacement précédent, pour en garantir la conservation. Il a donc été décidé de laisser une copie parfaite de la statue au centre de la place, déjà positionnée depuis des années, et de garder l'original à l'intérieur. Marc Aurèle, symbole capitolin par excellence, est le pivot de la nouvelle exposition autour duquel gravitent les objets archéologiques les plus représentatifs de l'ancien Capitole et certaines grandes statues en bronze formant le noyau primordial des collections d'antiquités capitolines.

### Statue d'Hercule du Forum Boarium
Cette statue en bronze doré, provenant de la zone du forum Boarium, a été découverte sous le pontificat de Sixte IV. Il s'agit probablement du simulacre du culte qui se trouvait à l'intérieur du temple rond dédié au héros grec dans le courant du IIe siècle av. J.-C. Elle trahit dans ses proportions et dans le modelé accusé du corps, une dérivation de modèles grecs du IVe siècle av. J.-C., proches du style de Lysippe et, selon une récente hypothèse, pourrait dériver directement de la matrice d'une sculpture en bronze de cette période.

### Statue colossale en bronze de Constantin

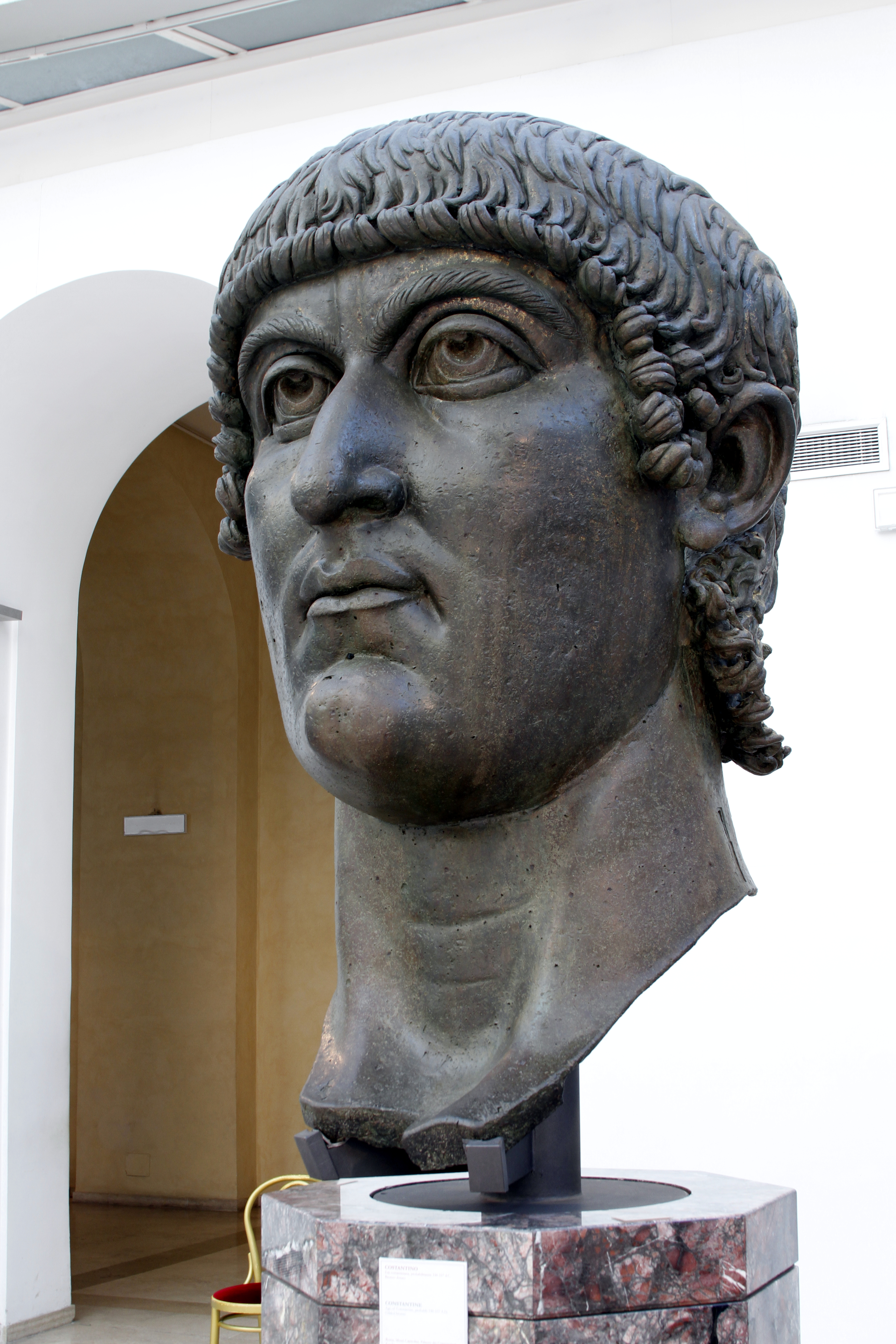
Tête de Constantin.

Le fragments de cette statue représentant le premier empereur chrétien, la tête, la main et le globe, faisaient partie au Moyen Age, du patrimoine du palais épiscopal du Latran, et parvinrent au Capitole avec la donation de Sixte IV au peuple romain, en 1471. Chef-d'œuvre de l'art du bronze de l'Antiquité, cette grande tête, qui impressionne tant par ses dimensions colossales que par l’intensité de ses traits, a pu être rapprochée de portraits de la fin de la vie de Constantin Ier (empereur romain). A la statue, la tradition attribue la main servant à soutenir le globe, comme symbole du pouvoir sur le mode.

## Secteur du temple de Jupiter

### Restes du temple de Jupiter Capitolin
Le temple de Jupiter, Junon et Minerve, placé dans une position dominante, est le sanctuaire des divinités protectrices de la ville. Du grand édifice voulu par les Tarquins, il ne reste qu'une partie des fondations imposantes en blocs de cappellaccio. Systématiquement détruit à la fin de l'Antiquité et utilisé comme carrière de matériaux précieux, le temple étonne par ses dimensions, même s'il ne reste rien de la partie haute et de ses décorations architecturales. Le sol du temple, beaucoup plus haut que le plan actuel du musée se trouvait à peu près à la hauteur de l'actuelle terrasse Caffarelli.

### Temple archaïque de l'aire sacrée du forum Boarium

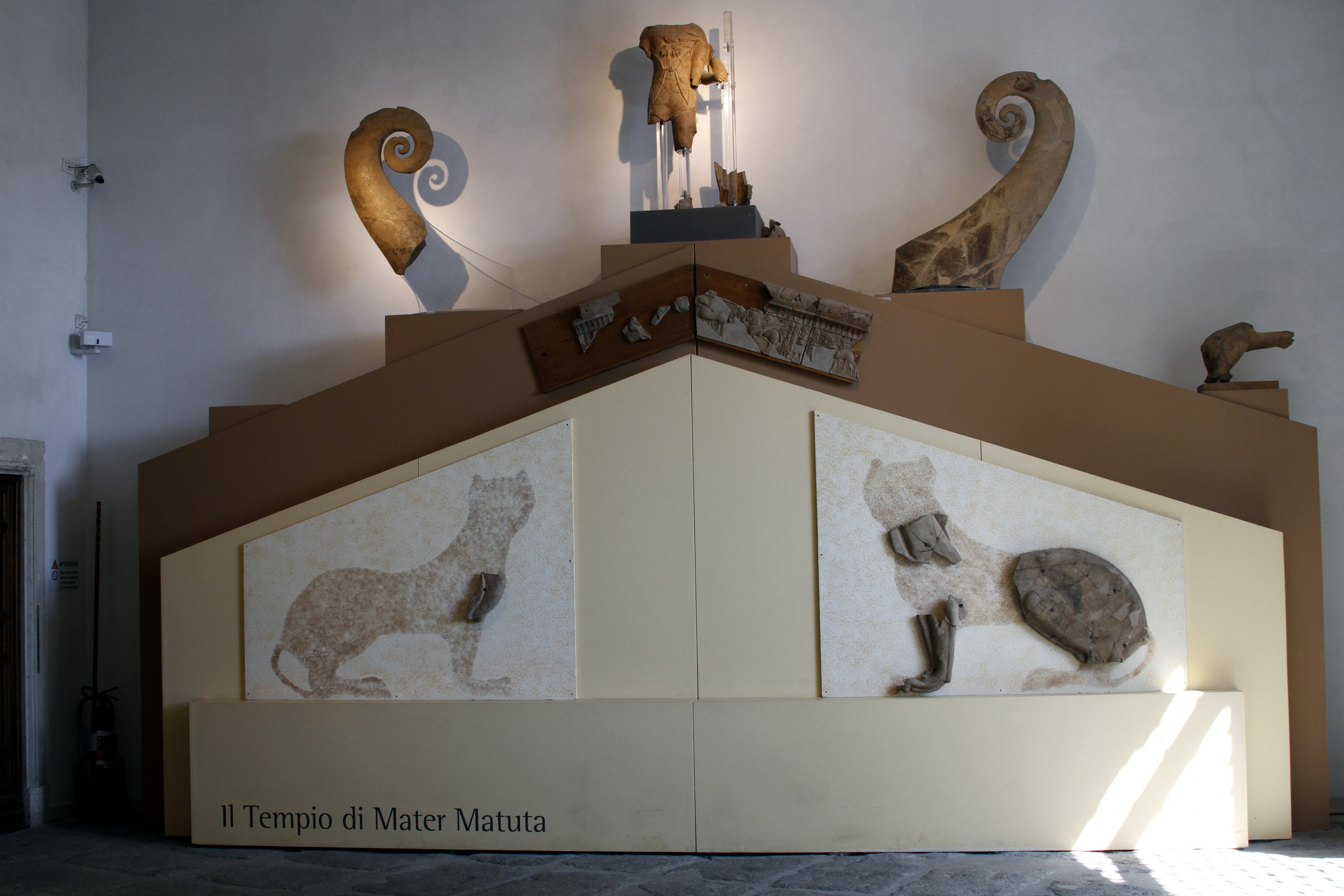
Temple de Mater Matuta, restes du tympan et du toit.

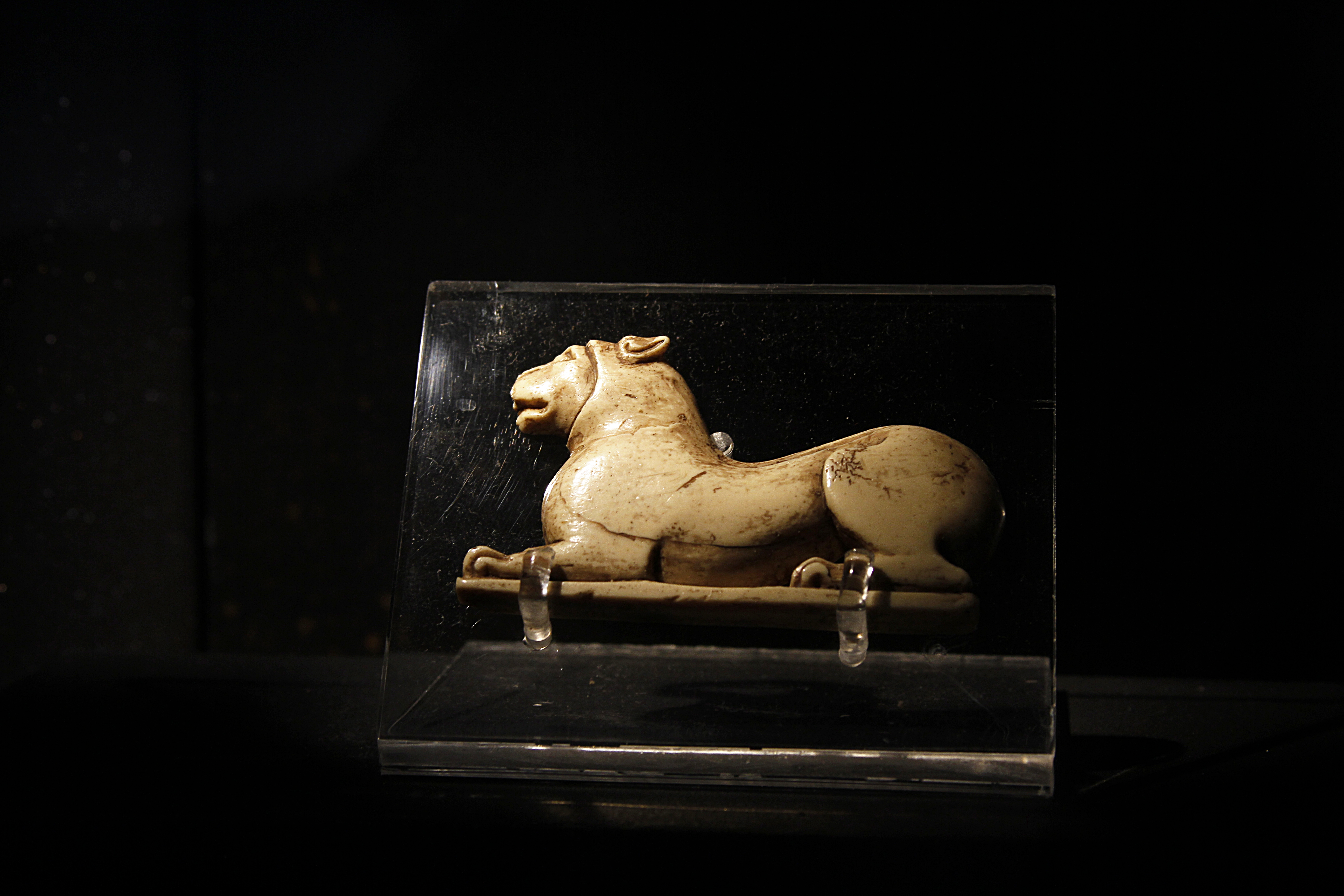
Lionceau d'ivoire.

Vers le milieu du XXe siècle, un temple pouvant dater de la dernière époque royale (VIe siècle av. J.-C.) fut découvert à côté du Capitole, près du Tibre et de l'église Sant'Omobono. Ce temple était sans doute dédié à la Mater Matuta, une divinité identifiée comme l'aurore et la protectrice des naissances.
Les structures du podium ont été retrouvées à 6 mètres de profondeur par rapport au niveau actuel, ainsi que des restes de maçonnerie de la salle en argile crue et une partie de la décoration en terre cuite polychrome ayant trait au tympan et à la partie haute du toit. Le temple était caractérisé par la présence d'une décoration frontale de type corinthien constituant le plus ancien et l'unique exemple de fronton fermé dans l'architecture étrusque-italique de l'époque archaïque : de cette décoration frontale, il reste deux plaques avec des images de félins et une partie de Gorgone. Les plaques avec une procession de chariots, les grandes volutes sur les pentes du toit, les sphinx en acrotères latéraux et les statues se trouvant en haut du toit, appartiennent au remaniement effectué par Tarquin le Superbe (534-509 av. J.-C.), comme le montrent les temples de Veies et de Satricum datant de la même époque. L'exemple le plus complet de ces statues en terre cuite polychrome est l'acrotère central qui représente Héraclès introduit par Athéna à l'Olympe.
A l'arrière du temple archaïque détruit à la fin du VIe siècle, a été retrouvé un dépôt d'ex-voto pouvant être attribué à toute la période d'activité du sanctuaire au VIe siècle. Les objets dédiés à la divinité consistent en de petits vases de production locale en impasto et bucchero, en céramiques précieuses d'importation grecque et orientale, en objets appartenant au monde féminin, tels que fuseaux, quenouilles, breloques. Le lionceau en ivoire avec une inscription étrusque, de la fin du VIIe - début du VIe siècle av. J.-C., peut-être une tessère échangée en signe tangible d'hospitalité réciproque, présente un intérêt tout particulier en raison de sa rareté.

## Pinacothèque capitoline

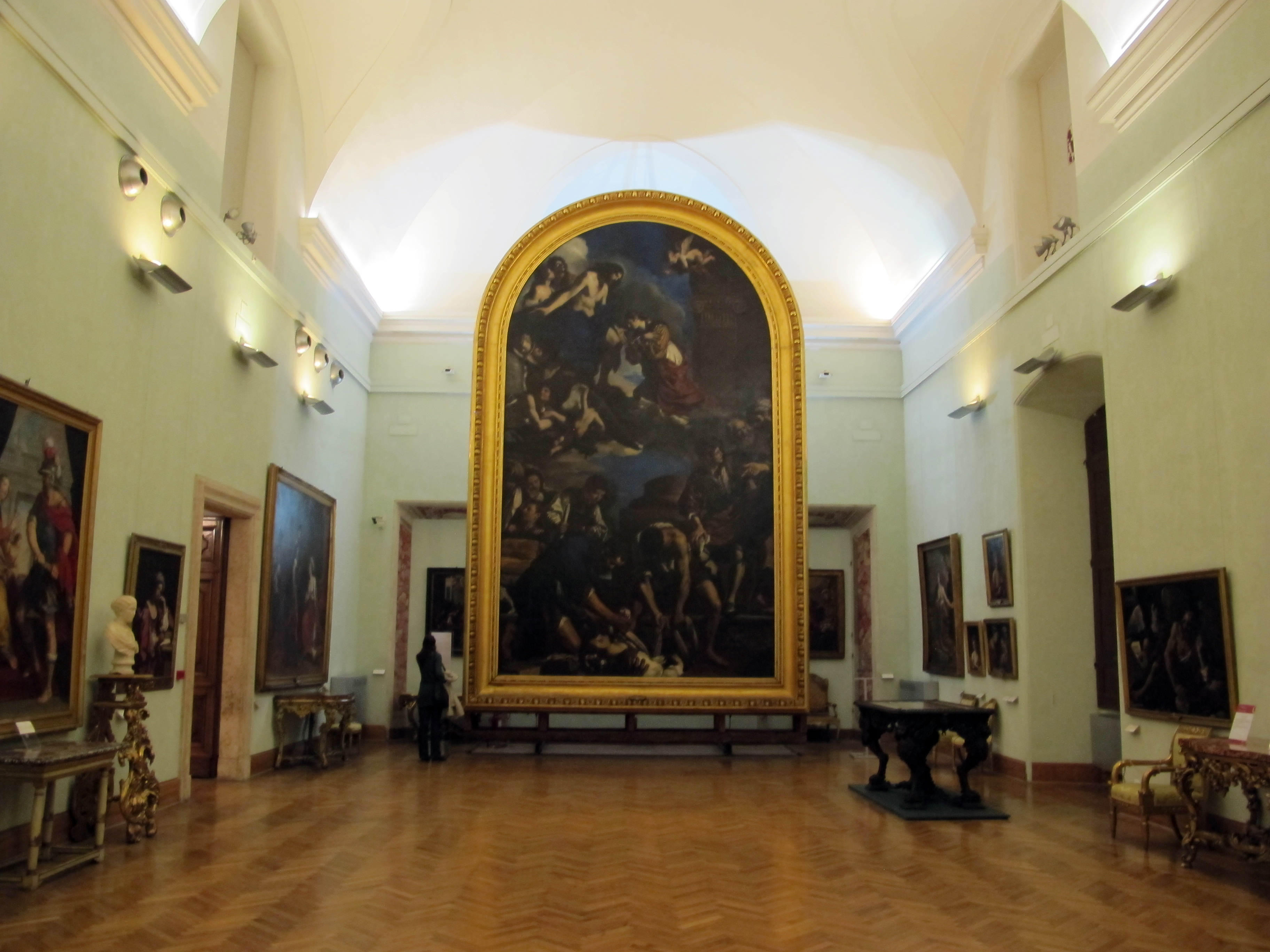
Salle avec L'enterrement et la gloire de sainte Pétronille de Guercino.

Située au deuxième étage, la Pinacothèque Capitoline, créée en 1750 et comprenant 9 salles, est la plus ancienne collection publique de tableaux. Elle a pour origine la collection de la famille Sacchetti et des princes Pio di Savoia. Elle fait partie du complexe des musées du Capitole. Le mérite de la création de la Pinacothèque est partagé entre le pape Benoît XIV et son secrétaire d'État, le cardinal Silvio Valenti-Gonzaga, l'un des principaux mécènes et collectionneurs de la Rome du XVIIIe siècle. En 1748, plus de 180 tableaux sont achetés à la famille Sacchetti, propriétaire de l'une des plus importantes collections romaines, la collection Sacchetti, constituée au XVIIe siècle par Marcello Sacchetti et son frère, le cardinal Giulio. Au fil du temps, le patrimoine de la Pinacothèque s'est considérablement étoffé grâce à l'arrivée de nombreux tableaux, venus au Capitole par des achats, des legs et des donations. Avec la donation Cini de 1880, de nombreux objets d'art décoratif entrent dans la collection, dont une remarquable collection de porcelaine. Administrée, au cours des cent premières années de sa vie par les structures pontificales du Camerlengato et des Palais sacrés apostoliques, la Pinacothèque du Capitole est sous la juridiction de la Municipalité de Rome depuis 1847. La collection contient des peintures de Titien, Le Caravage, Pierre Paul Rubens, Annibale Carracci, Guido Reni, Le Guerchin, Mattia Preti, Pierre de Cortone, Le Dominiquin, Giovanni Lanfranco, Dosso Dossi et Benvenuto Tisi.

## Principales œuvres conservées
- la Louve capitoline, œuvre probablement médiévale à laquelle ont été ajoutés les jumeaux Romulus et Rémus au XVe siècle
- le Brutus capitolin, buste en bronze du IIIe siècle av. J.-C.
- le buste de Commode (180-192) représenté en Hercule, du IIe siècle
- un buste dit de Domitien, aujourd'hui reconnue comme celui de Constance II (337-361)
- la statue colossale en bronze de Constantin
- le Galate mourant
- deux mosaïques représentant un tigre attaquant un veau, en opus sectile, découvert dans la basilique de Junius Bassus
- le Camille, dit aussi la Zingara, bronze du Ier siècle
- le Tireur d'épine, scène éclectique composée au Ier siècle à partir de modèles hellénistiques
- une statue d'Hercule tenant une pomme des Hespérides, en bronze doré, découvert sur le Forum Boarium
- un cratère en bronze inscrit au nom de Mithridate VI, découvert à Anzio
- une tête de Méduse par Le Bernin
- une statue d'Urbain VIII par Le Bernin.

## Célébrations européennes
À l'époque moderne, le Palais a accueilli la signature du Traité instituant la Communauté économique européenne (Traité de Rome) en 1957 en présence des représentants des six pays fondateurs de la Communauté économique européenne. Cet événement a eu lieu dans la grande salle des Horaces et des Curiaces. Cette signature a été célébrée soixante ans plus tard, en 2017, dans la même salle, en présence des 27 représentants de l'Union européenne.
Le 29 octobre 2004, la salle des Horaces et des Curiaces a accueilli la signature du traité établissant une constitution pour l'Europe.